# Sète
Pour les articles homonymes, voir Cette.
Sète (prononcé localement : /ˈsɛ.tə/) — écrit Cette jusqu'en 1927 — est une commune française située dans le sud-est du département de l'Hérault en région Occitanie. 
Exposée à un climat méditerranéen, elle est traversée par le canal du Rhône à Sète. La commune possède un patrimoine naturel remarquable : trois sites Natura 2000 (les « herbiers de l'étang de Thau », la « corniche de Sète » et l'« étang de Thau et lido de Sète à Agde »), un espace protégé (le « Lido de Thau ») et six zones naturelles d'intérêt écologique, faunistique et floristique.
Sète est une commune urbaine et littorale qui compte 45 090 habitants en 2022. Elle est ville-centre de l'agglomération de Sète et fait partie de l'aire d'attraction de Sète. Ses habitants sont appelés les Sétois ou Sétoises.
Par sa population, Sète est la 159e commune de France, établie sur les données de la population légale millésimées 2022 entrant en vigueur le 1er janvier 2025 et la troisième de l'Hérault. Son agglomération, ou unité urbaine est, avec 94 765 habitants en 2022, la troisième du département.
Appelée « l'île singulière » (expression due à Paul Valéry), Sète a vu naître des artistes comme Paul Valéry, Georges Brassens, Manitas de Plata ou Jean Vilar.
Elle est parfois surnommée la « Venise du Languedoc » pour ses canaux quadrillant le centre-ville, sa situation insulaire entre mer, étang, canaux et graus, agrippée au mont Saint-Clair et reliée à Marseillan par un long lido, l'ensemble contribuant à faire de Sète une villégiature prisée. Enfin, son port de pêche et ses diverses activités maritimes ont permis à cette ville de prospérer malgré la dure concurrence des autres ports méditerranéens.

## Géographie

### Localisation

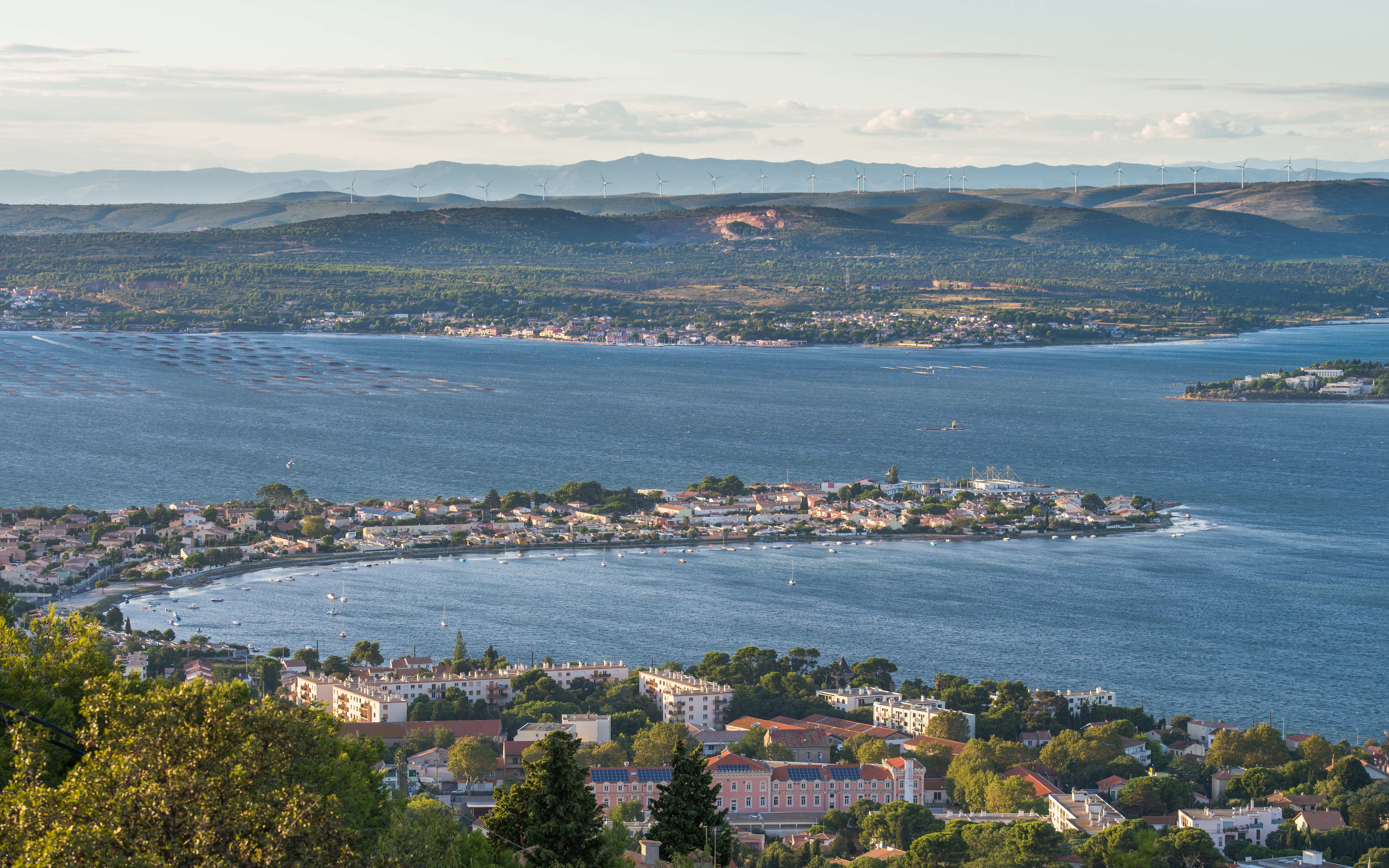
L'étang de Thau.

Port de pêche, chef-lieu de canton et noyau de l'unité urbaine de Sète, Sète est enclavé entre la mer Méditerranée à l'est et l'étang de Thau à l'ouest. Sète entretient une relation particulière avec le canal du Midi par l'étang de Thau (dit canal des Deux-Mers) par Marseillan (Toulouse-Bordeaux), ainsi que la liaison par le canal du Rhône-Méditerranée étang de Thau/Frontignan Aigues-Mortes.
Sète est la ville-centre de son aire d'attraction, de son unité urbaine, de sa zone d'emploi et de son bassin de vie.

### Communes limitrophes
Les communes limitrophes sont Frontignan, Bouzigues, Loupian, Marseillan et Mèze.
| Étang de Thau : Bouzigues (5.76 / 16,45 km) Loupian (8.32 / 19,31 km) Mèze (8.11 / 21,13 km) | Étang de Thau Balaruc-les-Bains (5.10 / 9,43 km)                | Frontignan (7.07/ 8,96 km)                         |
| Pinet (15.12 / 30,45 km) Pomérols (15.80 / 29,34 km)                                         | Sète                                                            | Mer Méditerranée Port de Sète (1.25 / 2,50 km)     |
| Marseillan (14.33 / 22,99 km). Mer Méditerranée Plage de la Corniche (2.35 / 3,55 km)        | Mer Méditerranée Promenade du Maréchal Leclerc (0.78 / 1,05 km) | Mer Méditerranée Môle Saint-Louis (0.83 / 1,63 km) |

### Territoire communal
La superficie de la commune est de 24,21 km2 ; son altitude varie de 0  à   176 mètres. 
Le territoire communal peut être divisé ainsi :
- l'étang de Thau ;
- le cordon littoral entre Sète et Marseillan avec sa longue plage, une route nationale et la voie ferrée Montpellier-Béziers, ainsi qu'un domaine viticole ;
- l'île singulière en elle-même : le mont Saint-Clair. En contrebas, le canal de La Peyrade jusqu'à Frontignan à l'est, la ville d'origine. Au nord, à l'ouest et sur les versants du mont, les quartiers résidentiels récents ;
- à l'est de la ville s'étendent les espaces portuaires de plaisance, de voyage et industriel (voir Port de commerce de Sète).

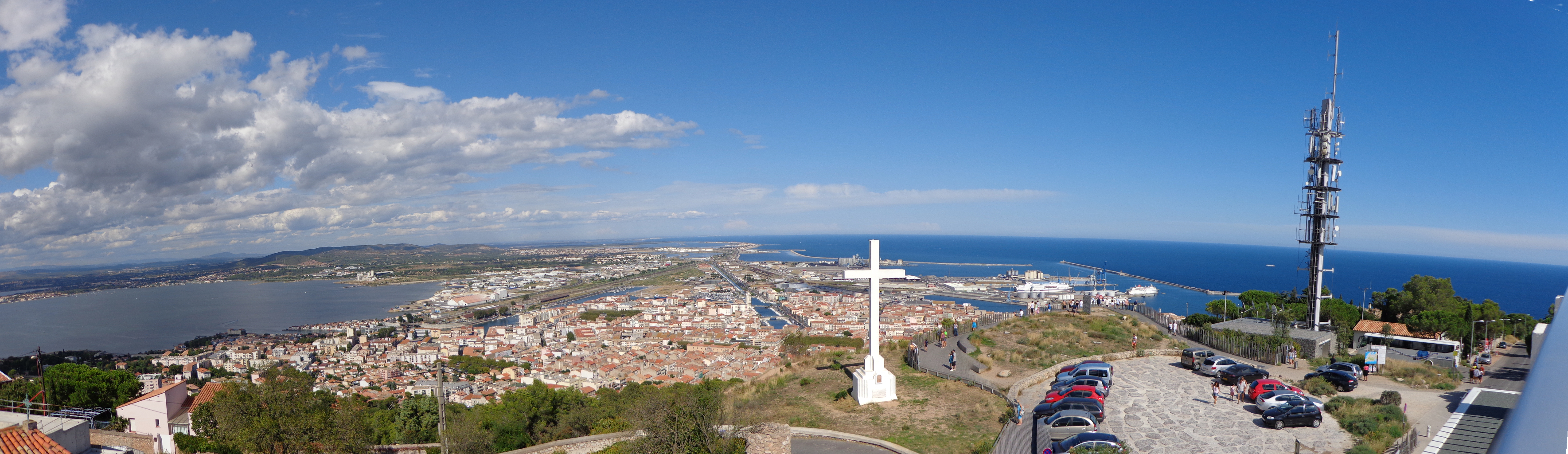
Panorama.

### Climat
Pour des articles plus généraux, voir Climat de l'Occitanie et Climat de l'Hérault.
En 2010, le climat de la commune est de type climat méditerranéen franc, selon une étude s'appuyant sur une série de données couvrant la période 1971-2000. En 2020, Météo-France publie une typologie des climats de la France métropolitaine dans laquelle la commune est exposée à un climat méditerranéen et est dans la région climatique Provence, Languedoc-Roussillon, caractérisée par une pluviométrie faible en été, un très bon ensoleillement (2 600 h/an), un été chaud (21,5 °C), un air très sec en été, sec en toutes saisons, des vents forts (fréquence de 40 à 50 % de vents > 5 m/s) et peu de brouillards.
Pour la période 1971-2000, la température annuelle moyenne est de 14,6 °C, avec une amplitude thermique annuelle de 15,7 °C. Le cumul annuel moyen de précipitations est de 661 mm, avec 5,5 jours de précipitations en janvier et 2,5 jours en juillet. Pour la période 1991-2020, la température moyenne annuelle observée sur la station météorologique installée dans la commune est de 15,9 °C et le cumul annuel moyen de précipitations est de 543,4 mm,. Pour l'avenir, les paramètres climatiques de la commune estimés pour 2050 selon différents scénarios d’émission de gaz à effet de serre sont consultables sur un site dédié publié par Météo-France en novembre 2022.
| Mois                                  | jan.           | fév.           | mars            | avril          | mai            | juin           | jui.            | août            | sep.            | oct.          | nov.            | déc.            | année     |
| ------------------------------------- | -------------- | -------------- | --------------- | -------------- | -------------- | -------------- | --------------- | --------------- | --------------- | ------------- | --------------- | --------------- | --------- |
| Température minimale moyenne (°C)     | 5,9            | 5,9            | 8,5             | 10,8           | 14,3           | 18             | 20,4            | 20,4            | 17,1            | 14            | 9,6             | 6,8             | 12,6      |
| Température moyenne (°C)              | 8,5            | 8,9            | 11,8            | 14,2           | 17,8           | 21,8           | 24,3            | 24,1            | 20,5            | 16,8          | 12,2            | 9,3             | 15,9      |
| Température maximale moyenne (°C)     | 11,1           | 11,9           | 15,1            | 17,5           | 21,2           | 25,5           | 28,2            | 27,9            | 23,9            | 19,6          | 14,8            | 11,8            | 19        |
| Record de froid (°C) date du record   | −11 12.01.1987 | −12 10.02.1956 | −6,2 07.03.1971 | 1,4 12.04.1958 | 4,2 06.05.1985 | 6,5 04.06.1984 | 12,4 05.07.1978 | 12,1 30.08.1986 | 8,1 23.09.1977  | 2,8 25.10.03  | −1,5 22.11.1988 | −7,2 24.12.1962 | −12 1956  |
| Record de chaleur (°C) date du record | 20,2 28.01.02  | 21,8 22.02.19  | 27,1 30.03.12   | 31 20.04.1949  | 33,1 28.05.06  | 40,3 28.06.19  | 37 23.07.06     | 36,6 23.08.23   | 34,2 18.09.1978 | 32,1 11.10.11 | 25,4 03.11.1970 | 20,4 12.12.1961 | 40,3 2019 |
| Précipitations (mm)                   | 51,6           | 41             | 43,2            | 49,2           | 39,6           | 24,6           | 14,3            | 26,3            | 62,7            | 84,7          | 61,2            | 45              | 543,4     |

### Milieux naturels et biodiversité

#### Espaces protégés
La protection réglementaire est le mode d’intervention le plus fort pour préserver des espaces naturels remarquables et leur biodiversité associée,.
Un espace protégé est présent sur le territoire de la commune : 
le « Lido de Thau », un terrain acquis par le Conservatoire du Littoral, d'une superficie de 509,3 ha, qui correspond à la première partie du vaste lido de Sète à Marseillan (12 km de long,).

#### Réseau Natura 2000

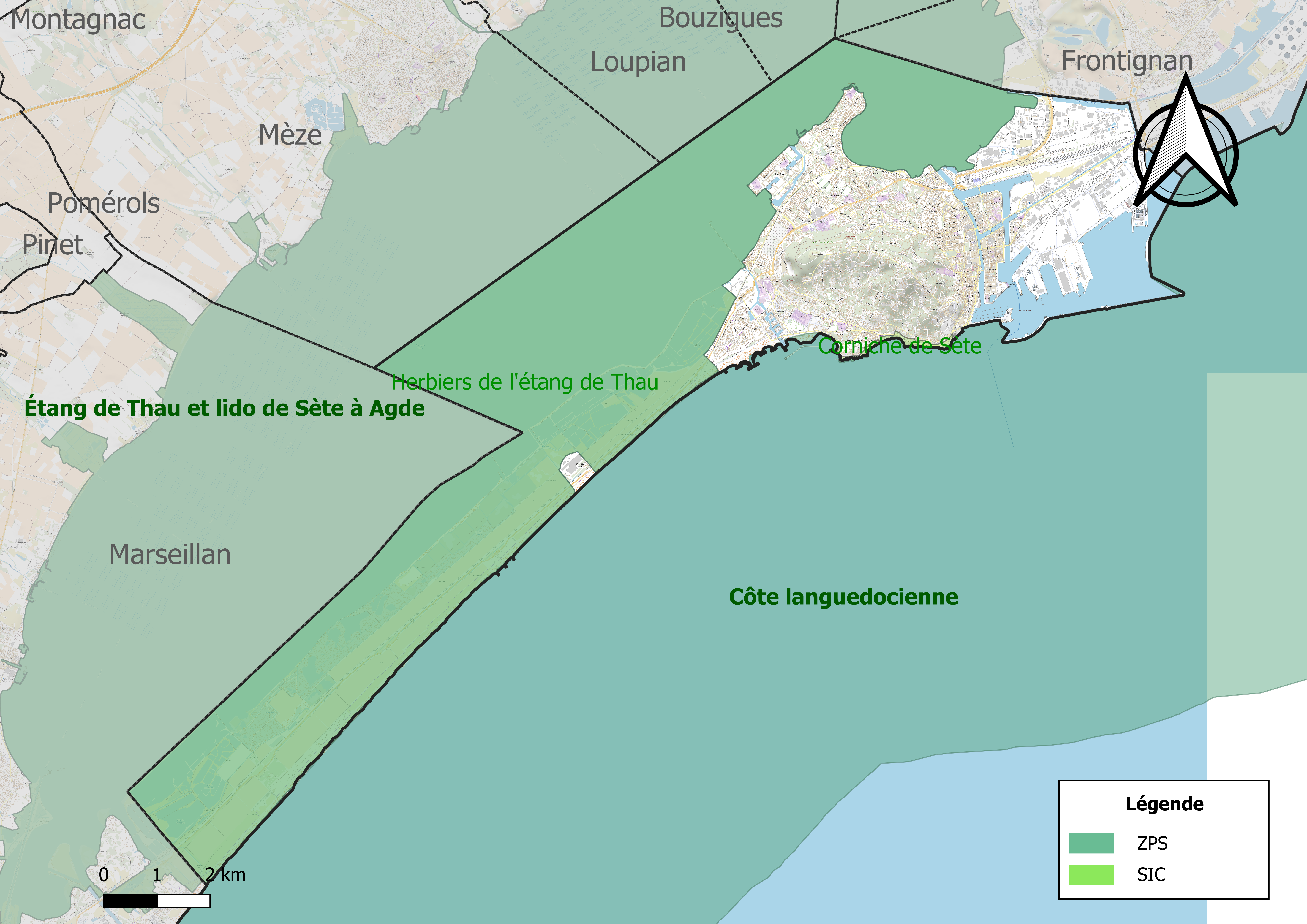
Sites Natura 2000 sur le territoire communal.

Le réseau Natura 2000 est un réseau écologique européen de sites naturels d'intérêt écologique élaboré à partir des directives habitats et oiseaux, constitué de zones spéciales de conservation (ZSC) et de zones de protection spéciale (ZPS).
Deux sites Natura 2000 ont été définis dans la commune au titre de la directive habitats :
- la « corniche de Sète », d'une superficie de 13,16 ha, le seul site connu en région Languedoc-Roussillon pour l'habitat d'intérêt communautaire des fourrés halo-nitrophiles ibériques, la corniche accueille plusieurs espèces végétales rares sur le plan national et même européen[16] ;
- les « herbiers de l'étang de Thau », d'une superficie de 8 320 ha, abritant de très vastes herbiers de zostères (Zostera marina et Zostera noltii) en très bon état de conservation[17] ;

et un au titre de la directive oiseaux : 
- l'« étang de Thau et lido de Sète à Agde », d'une superficie de 7 770 ha, un site d'accueil et de repos pour une avifaune migratrice et nicheuse particulièrement riche. L'étang est d'ailleurs un site classé d'importance internationale en ce qui concerne le Flamant rose, c'est également une zone d'hivernage pour le Grèbe à cou noir[18].

#### Zones naturelles d'intérêt écologique, faunistique et floristique
L’inventaire des zones naturelles d'intérêt écologique, faunistique et floristique (ZNIEFF) a pour objectif de réaliser une couverture des zones les plus intéressantes sur le plan écologique, essentiellement dans la perspective d’améliorer la connaissance du patrimoine naturel national et de fournir aux différents décideurs un outil d’aide à la prise en compte de l’environnement dans l’aménagement du territoire.
Cinq ZNIEFF de type 1 sont recensées dans la commune :
- la « corniche de Sète » (6 ha)[20] ;
- l'« étang de Thau » (6 790 ha), couvrant 8 communes du département[21] ;
- le « Lido de l'étang de Thau » (106 ha), couvrant 2 communes du département[22] ;
- les « salins du Castellas » (197 ha), couvrant 2 communes du département[23] ;
- les « salins et bois de Villeroy » (193 ha)[24] ;

et une ZNIEFF de type 2, : 
le « complexe paludo-laguno-dunaire de Bagnas et de Thau » (9 072 ha), couvrant 10 communes du département.

Carte des ZNIEFF de type 1 et 2 à Sète.
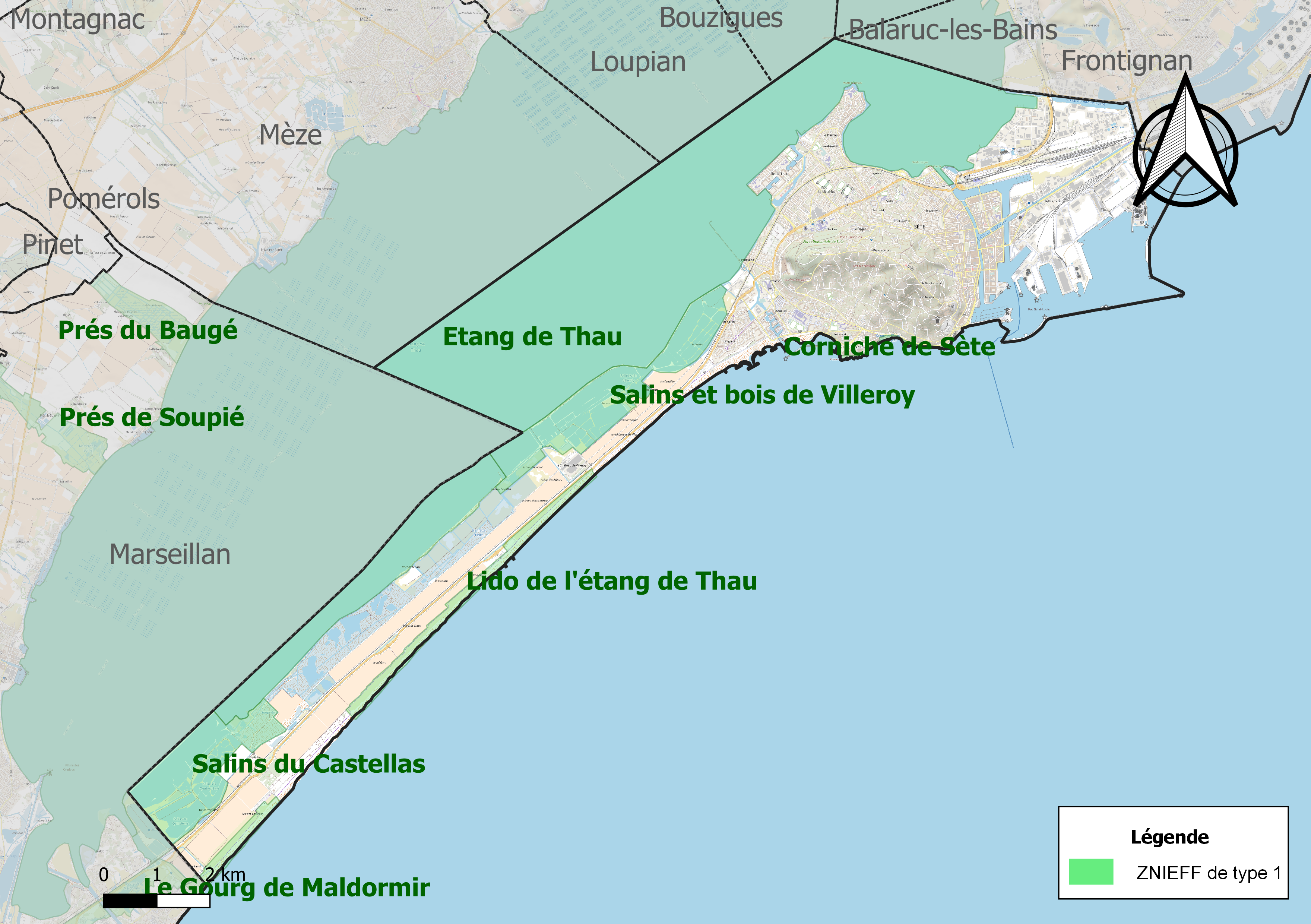
Carte des ZNIEFF de type 1 sur le territoire de la commune.
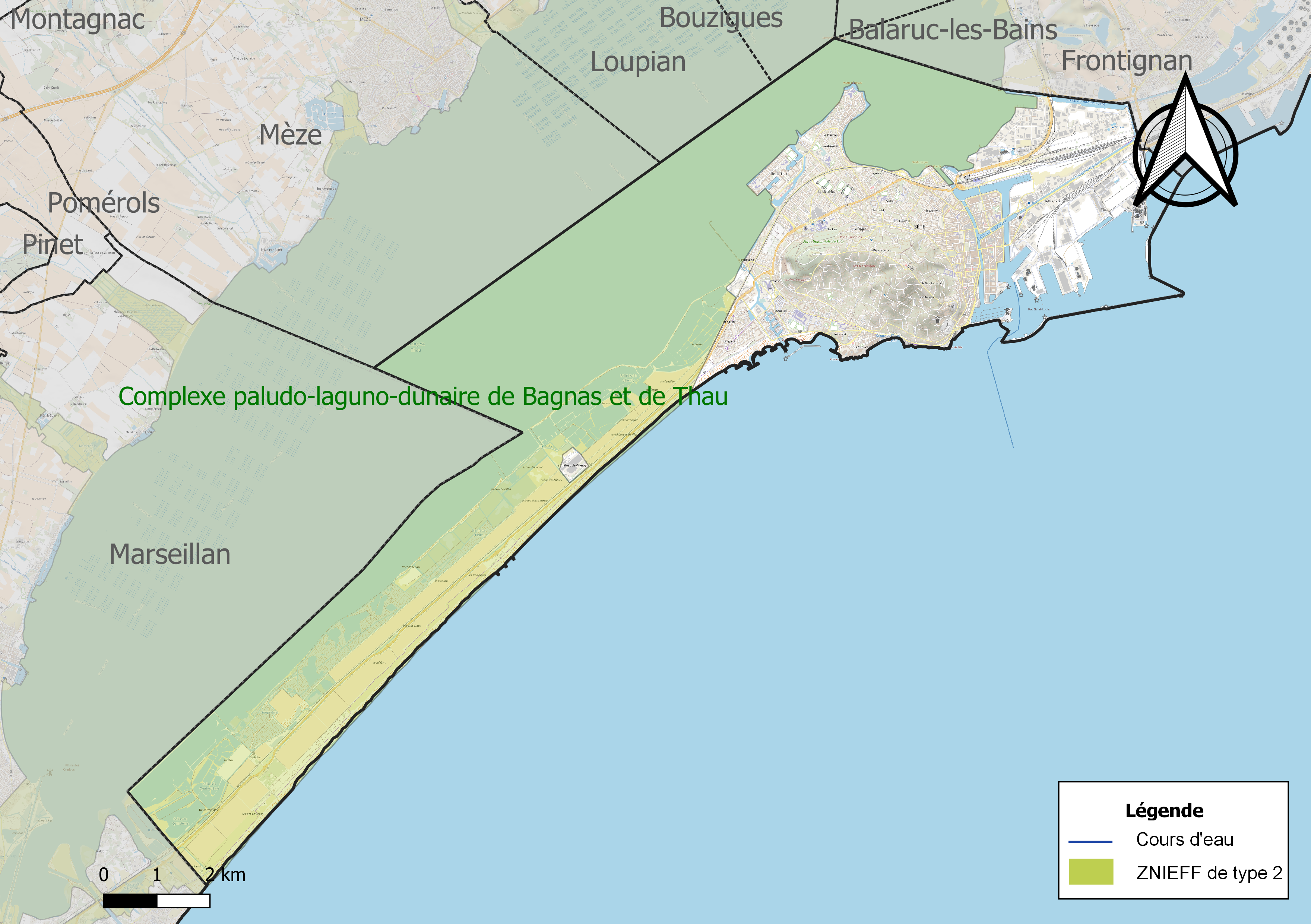
Carte de la ZNIEFF de type 2 sur le territoire de la commune.

## Urbanisme

### Typologie
Au 1er janvier 2024, Sète est catégorisée centre urbain intermédiaire, selon la nouvelle grille communale de densité à sept niveaux définie par l'Insee en 2022.
Elle appartient à l'unité urbaine de Sète, une agglomération intra-départementale regroupant sept communes, dont elle est ville-centre,,. 
Par ailleurs la commune fait partie de l'aire d'attraction de Sète, dont elle est la commune-centre,. Cette aire, qui regroupe 1 communes, est catégorisée dans les aires de moins de 50 000 habitants,.
La commune, bordée par la mer Méditerranée, est également une commune littorale au sens de la loi du 3 janvier 1986, dite loi littoral. Des dispositions spécifiques d’urbanisme s’y appliquent dès lors afin de préserver les espaces naturels, les sites, les paysages et l’équilibre écologique du littoral, tel le principe d'inconstructibilité, en dehors des espaces urbanisés, sur la bande littorale des 100 mètres, ou plus si le plan local d’urbanisme le prévoit.

### Occupation des sols

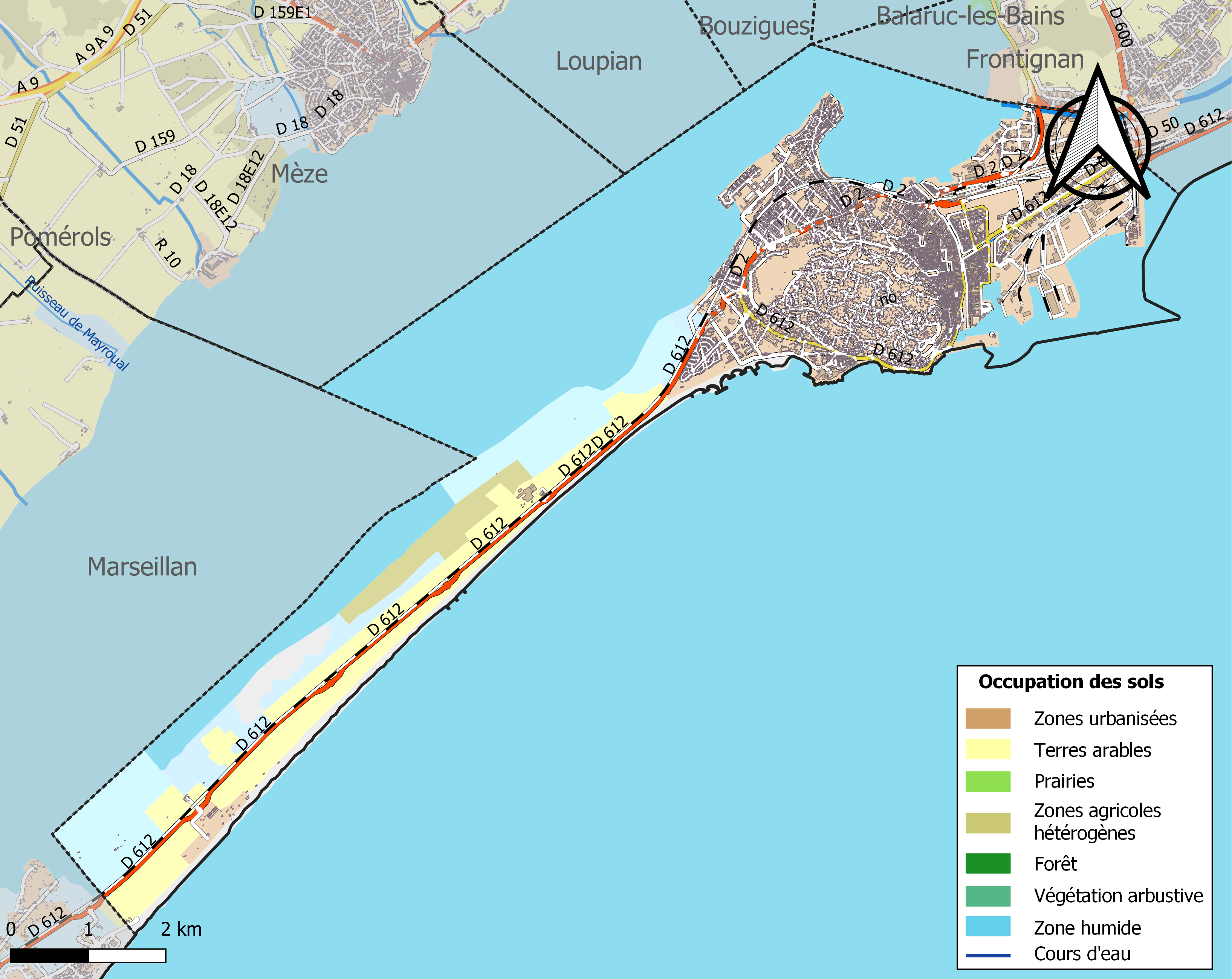
Carte des infrastructures et de l'occupation des sols de la commune en 2018 (CLC).

L'occupation des sols de la commune, telle qu'elle ressort de la base de données européenne d’occupation biophysique des sols Corine Land Cover (CLC), est marquée par l'importance des territoires artificialisés (32,4 % en 2018), en augmentation par rapport à 1990 (31,2 %). 
La répartition détaillée en 2018 est la suivante : eaux maritimes (40,7 %), zones urbanisées (21,3 %), zones humides côtières (10,6 %), zones industrielles ou commerciales et réseaux de communication (10,5 %), cultures permanentes (10,1 %), espaces ouverts, sans ou avec peu de végétation (4,1 %), zones agricoles hétérogènes (2,1 %), espaces verts artificialisés, non agricoles (0,6 %). 
L'évolution de l’occupation des sols de la commune et de ses infrastructures peut être observée sur les différentes représentations cartographiques du territoire : la carte de Cassini (XVIIIe siècle), la carte d'état-major (1820-1866) et les cartes ou photos aériennes de l'IGN pour la période actuelle (1950 à aujourd'hui).

### Habitat et logement
En 2021, le nombre total de logements dans la commune était de 33 172, alors qu'il était de 31 509 en 2016 et de 29 833 en 2011. 
Parmi ces logements, 72 % étaient des résidences principales, 21,9 % des résidences secondaires et 6,1 % des logements vacants. Ces logements étaient pour 18 % d'entre eux des maisons individuelles et pour 81,9 % des appartements. 
Le tableau ci-dessous présente la typologie des logements à Sète en 2021 en comparaison avec celle de l'Hérault et de la France entière. Une caractéristique marquante du parc de logements est ainsi une proportion de résidences secondaires et logements occasionnels (21,9 %) supérieure à celle du département (17,8 %) et à celle de la France entière (9,7 %). 
| Typologie                                               | Sète | Hérault | France entière |
| ------------------------------------------------------- | ---- | ------- | -------------- |
| Résidences principales (en %)                           | 72   | 75,2    | 82,2           |
| Résidences secondaires et logements occasionnels (en %) | 21,9 | 17,8    | 9,7            |
| Logements vacants (en %)                                | 6,1  | 7       | 8,1            |

La commune ne respecte pas les obligations qui lui sont faites par l'article 55 de la loi SRU de disposer d'au moins 25 % de son parc de résidences principales constituées de logements sociaux. Elle a néanmoins engagé un effort de rattrapage, passant d'un taux de 16,26 % en 2002 à 20,03 % en 2019.

### Projets d'aménagement

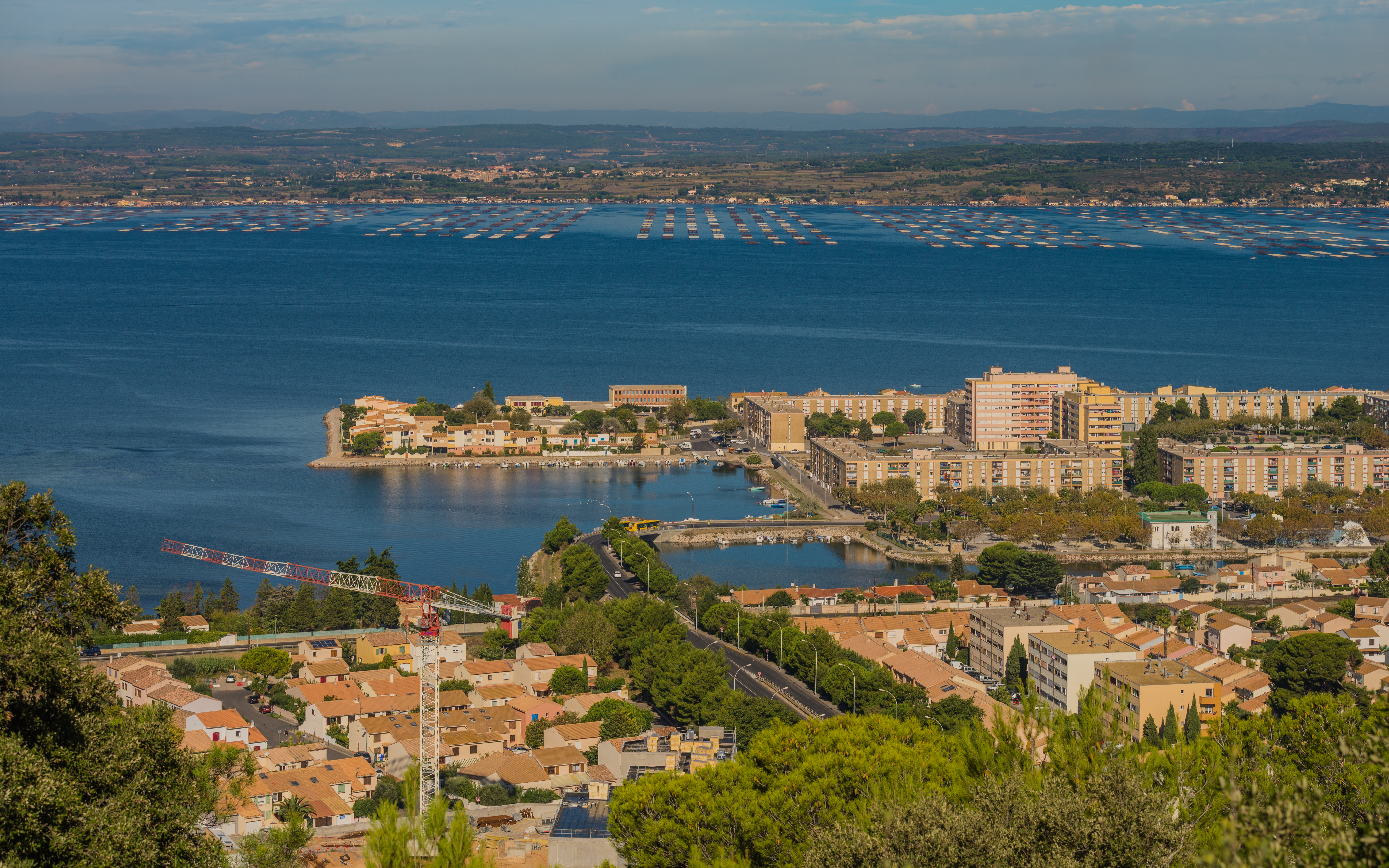
L'Île de Thau.

En tant que quartiers prioritaires, Révolution, Île-Sud et une partie du centre-ville font partie du Programme national de revitalisation des quartiers anciens dégradés (PNRQAD).
Situé au nord-ouest, le quartier prioritaire de l'Île de Thau est également concerné par un programme de rénovation de l'Anru. Celui-ci compte près de 3 500 habitants en 2018, pour un taux de pauvreté de 67 %, l'un des plus importants en France.

### Voies de communication et transports

#### Transports collectifs
La Gare de Sète, établie à la jonction des lignes la reliant à Bordeaux-Saint-Jean et Tarascon est desservie par de nombreux trains parcourant l'arc languedocien, dont : les TGV provenant de Paris (dont Ouigo) ou d'autres villes de province (Lyon et Bruxelles) à destination de Perpignan, voire Barcelone, ou Toulouse ; les trains Intercités reliant Bordeaux à Marseille ; les Intercités de nuit reliant Paris à Cerbère.
La gare est également desservie par des trains TER Occitanie, reliant Béziers, voire Narbonne, Perpignan ou Portbou, à Montpellier-Saint-Roch, voire au-delà Lunel, Nîmes, Avignon-Centre et Marseille-Saint-Charles
La ville est desservie par le réseau de transports en commun Sète Agglopôle Mobilité.
Le tableau ci-dessous présente les distances routières en kilomètres (km) entre Sète et les dix plus grandes villes françaises et quelques capitales européennes.
| Paris  | Marseille | Lyon   | Toulouse | Nice   | Nantes | Montpellier | Strasbourg | Bordeaux | Lille    | Londres  | Berlin   | Madrid | Rome     |
| ------ | --------- | ------ | -------- | ------ | ------ | ----------- | ---------- | -------- | -------- | -------- | -------- | ------ | -------- |
| 758 km | 200 km    | 333 km | 229 km   | 356 km | 812 km | 37 km       | 820 km     | 470 km   | 1 019 km | 1 258 km | 1 556 km | 927 km | 1 061 km |

### Risques naturels et technologiques
Le territoire de la commune de Sète est vulnérable à différents aléas naturels : météorologiques (tempête, orage, neige, grand froid, canicule ou sécheresse), feux de forêts et séisme (sismicité faible). Il est également exposé à deux risques technologiques, le transport de matières dangereuses et le risque industriel. Un site publié par le BRGM permet d'évaluer simplement et rapidement les risques d'un bien localisé soit par son adresse soit par le numéro de sa parcelle.

#### Risques naturels
Sète est exposée au risque de feu de forêt. Un plan départemental de protection des forêts contre les incendies (PDPFCI) a été approuvé en juin 2013 et court jusqu'en 2022, où il doit être renouvelé. Les mesures individuelles de prévention contre les incendies sont précisées par deux arrêtés préfectoraux et s’appliquent dans les zones exposées aux incendies de forêt et à moins de 200 mètres de celles-ci. L’arrêté du 25 avril 2002 réglemente l'emploi du feu en interdisant notamment d’apporter du feu, de fumer et de jeter des mégots de cigarette dans les espaces sensibles et sur les voies qui les traversent sous peine de sanctions. L'arrêté du 11 mars 2013 rend le débroussaillement obligatoire, incombant au propriétaire ou ayant droit,.

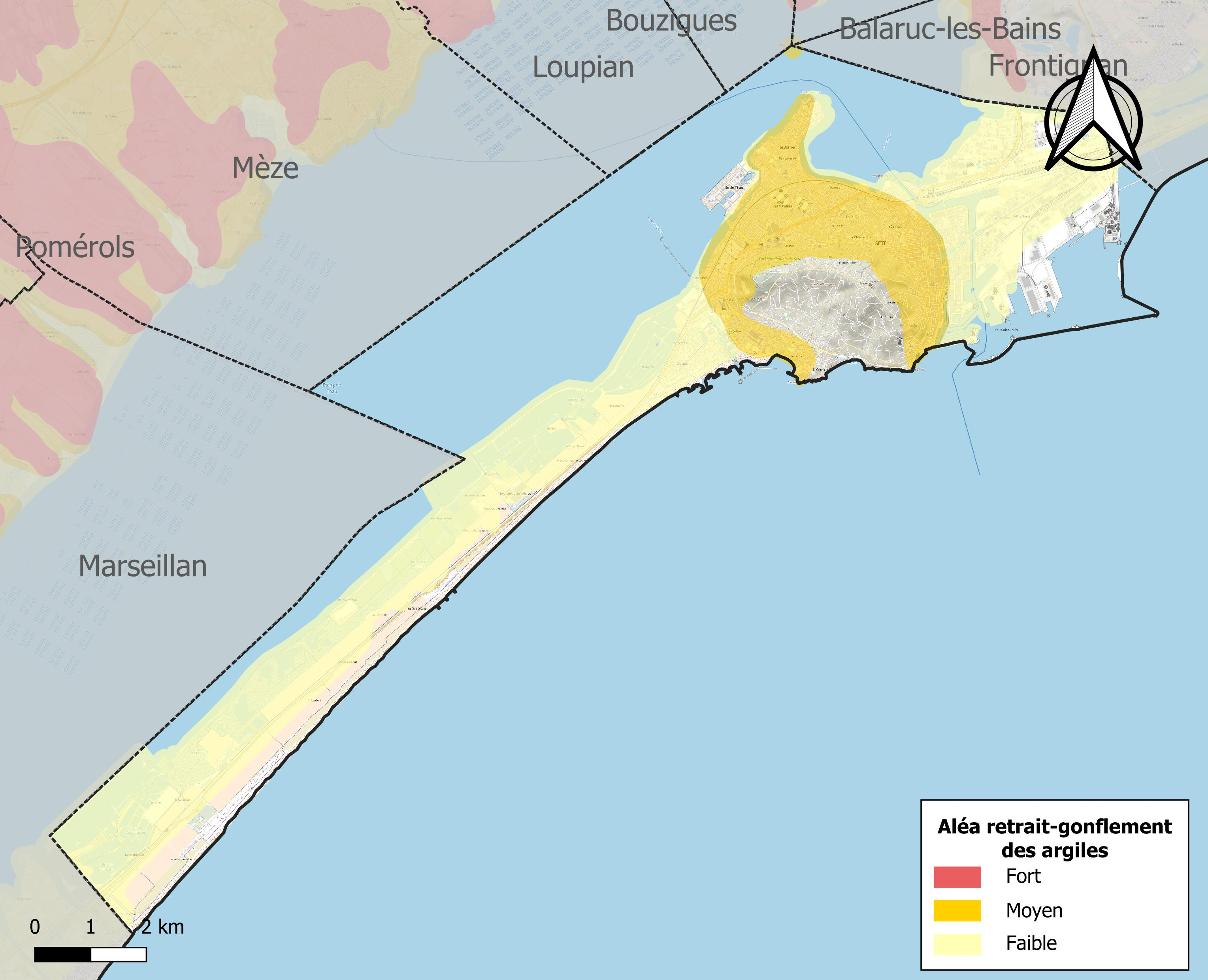
Carte des zones d'aléa retrait-gonflement des sols argileux de Sète.

Le retrait-gonflement des sols argileux est susceptible d'engendrer des dommages importants aux bâtiments en cas d’alternance de périodes de sécheresse et de pluie. 12,5 % de la superficie communale est en aléa moyen ou fort (59,3 % au niveau départemental et 48,5 % au niveau national). Sur les 5 559 bâtiments dénombrés sur le territoire de la commune en 2019, 3 115 sont en aléa moyen ou fort, soit 56 %, à comparer aux 85 % au niveau départemental et 54 % au niveau national. Une cartographie de l'exposition du territoire national au retrait gonflement des sols argileux est disponible sur le site du BRGM,.
Par ailleurs, afin de mieux appréhender le risque d’affaissement de terrain, l'inventaire national des cavités souterraines permet de localiser celles situées sur le territoire de la commune.
La commune a été reconnue en état de catastrophe naturelle au titre des dommages causés par les inondations et coulées de boue survenues en 1982, 1997, 1999, 2003, 2013 et 2019.

#### Risques technologiques
La commune est exposée au risque industriel du fait de la présence sur son territoire d'une entreprise soumise à la directive européenne SEVESO.
Le risque de transport de matières dangereuses dans la commune est lié à sa traversée par des infrastructures routières ou ferroviaires importantes ou la présence d'une canalisation de transport d'hydrocarbures. Un accident se produisant sur de telles infrastructures est susceptible d’avoir des effets graves sur les biens, les personnes ou l'environnement, selon la nature du matériau transporté. Des dispositions d’urbanisme peuvent être préconisées en conséquence.

## Toponymie

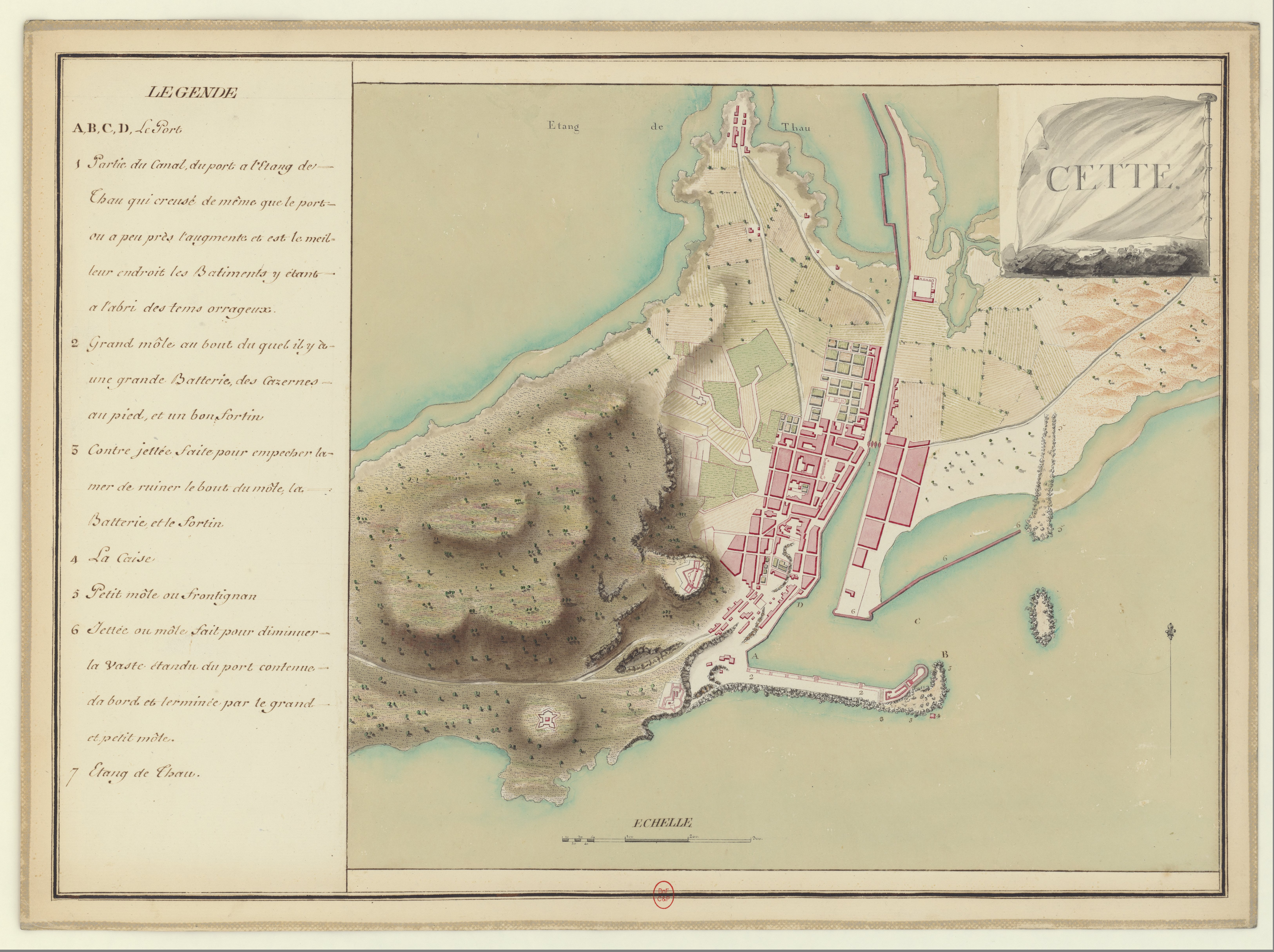
Plan de Cette (1777) dans les plans des ports de France.

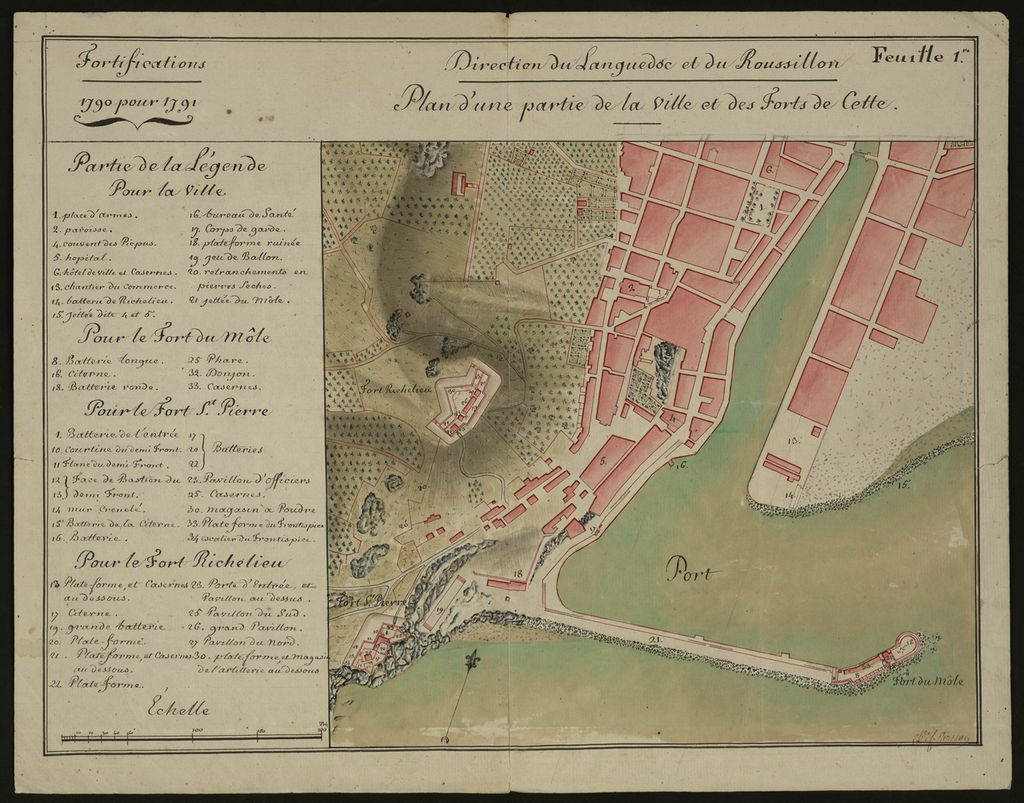
Plan d'une partie de la ville de Cette représentant son port et ses forts (1790).

Sète est connue depuis l'Antiquité, attestée sous les formes τό Σίτιον όρος (To Sition oros) au Ier siècle,, Sêtion oros au IIe siècle,, sous la forme latine Setius mons au IVe siècle,, du nom de la montagne à laquelle est adossée la ville. Setius a plus tard été remplacé par l'occitan seto, « chaussée qui subdivise les canaux qui forment les bordigues ».
Le nom de Sète ne s'est stabilisé qu'en 1928. Au Moyen Âge, il a pris les formes De Ceta, Seta, ou Cetia. Ce nom viendrait d'un terme pré-indo-européen set qui désigne une montagne. Il a été assimilé au latin cetus (du grec kêtos), baleine, ce qui explique la présence de l'animal dans les armes de la ville. La ville fut à un moment appelée Montmorencette après l’édification d’un fort sur le mont par le duc de Montmorency. Sète est située au débouché du canal du Midi sur la Méditerranée. Sète avait une grande importance stratégique pour Louis XIV, qui a voulu en faire un port fortifié face aux attaques anglaises de l'époque.
Avant 1666, le futur port de Sète se trouvait sur le territoire de la commune de Frontignan, le mont Saint-Clair faisait partie du diocèse de Montpellier jusqu'au bas de la colline. En 1666, sous le règne de Louis XIV, commence l’édification du port par Pierre-Paul Riquet de Bonrepos, créateur du canal du Midi.

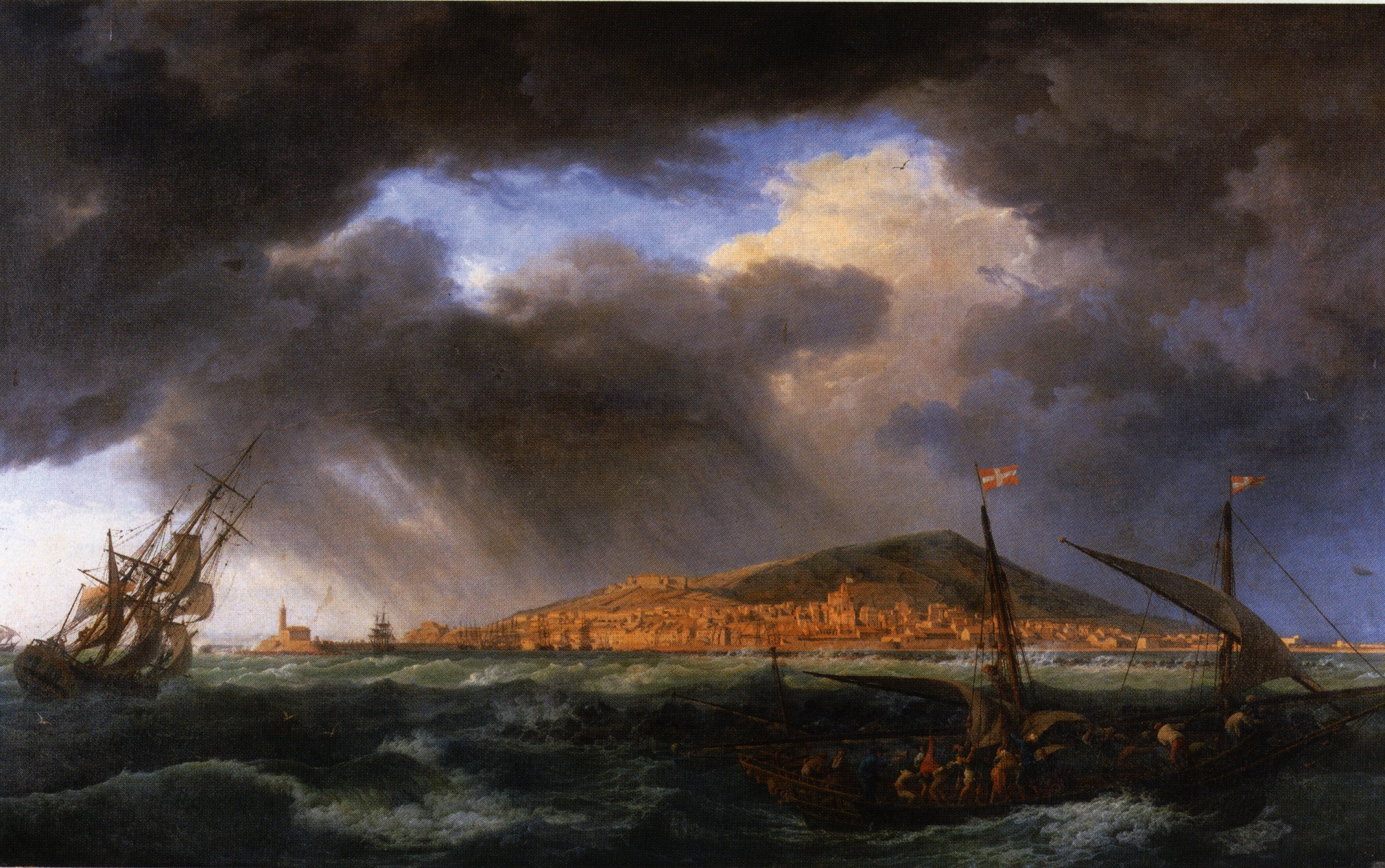
Le Port de Sète sous la tempête, peinture de Claude Joseph Vernet.

Au début du XVIIIe siècle, l’écriture officielle devient Cette, ce qui n’empêche pourtant pas les auteurs d’utiliser des orthographes différentes, Sète mais aussi Sette. Le 23 octobre 1793, le conseil municipal décide que Cette « équivoque le pronom » et que la ville s’orthographiera Sète. Mais quelques années plus tard, Cette réapparaît, et ce jusqu’en 1927. Le 27 août de cette même année, le conseil municipal, présidé par le maire de l’époque, Honoré Euzet, s’appuie sur les arguments avancés en 1793 pour solliciter le changement de nom auprès des pouvoirs publics, une demande satisfaite par un décret en date du 20 janvier 1928.
Georges Brassens évoque ce changement de nom dans sa chanson Jeanne Martin.
À la suite du changement de l'orthographe du nom de la commune, le gentilé « Cettois, Cettoise », utilisé notamment dans le titre d'un quotidien local Le Nouveau Cettois entre 1878 et 1880, est devenu « Sétois, Sétoise ».
Sète est surnommée « l'île singulière » ou encore « l'île bleue »:11.
Le nom en occitan est Seta (/ˈse.to̞/).

## Histoire

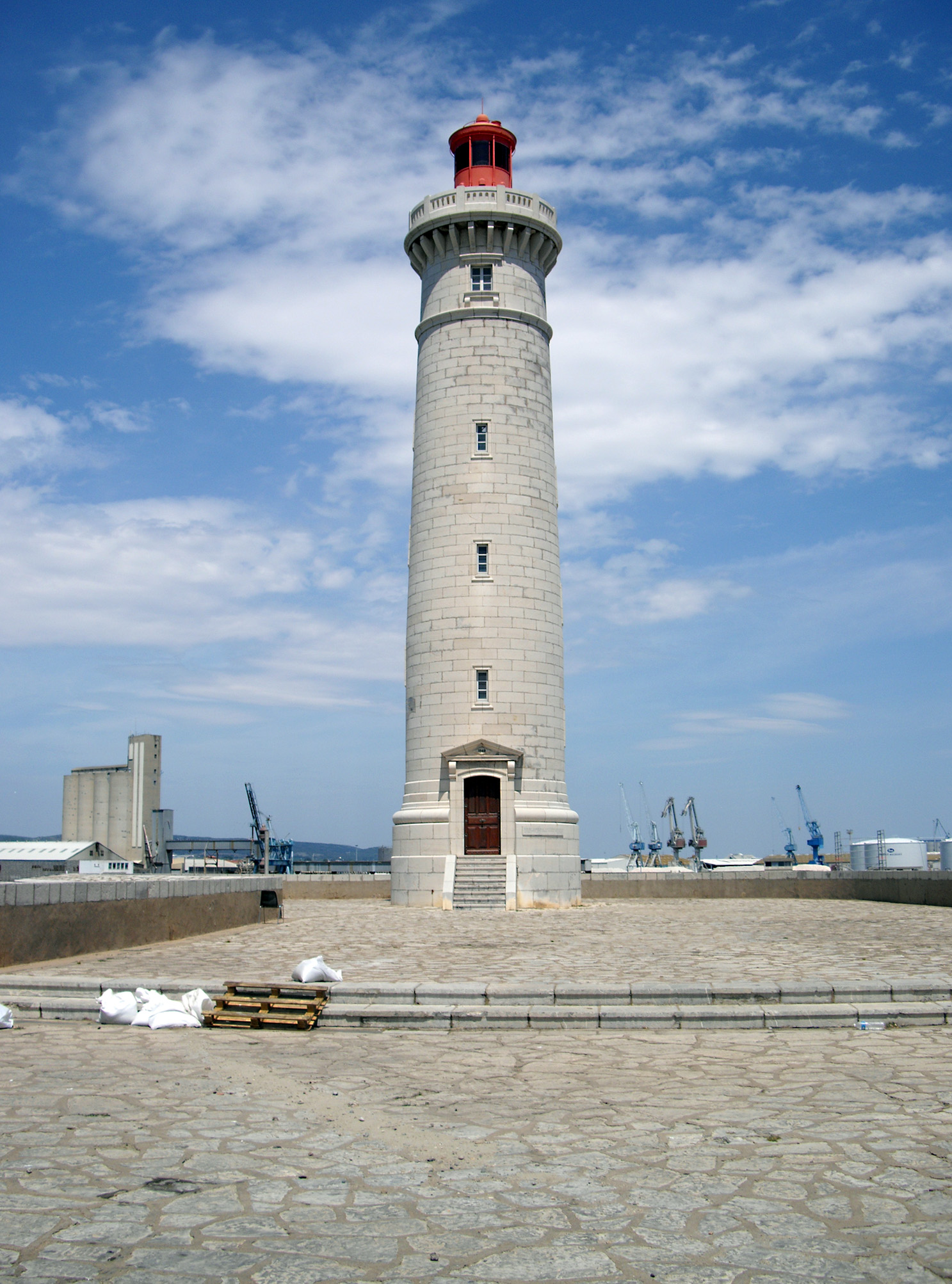
Phare du môle Saint-Louis.

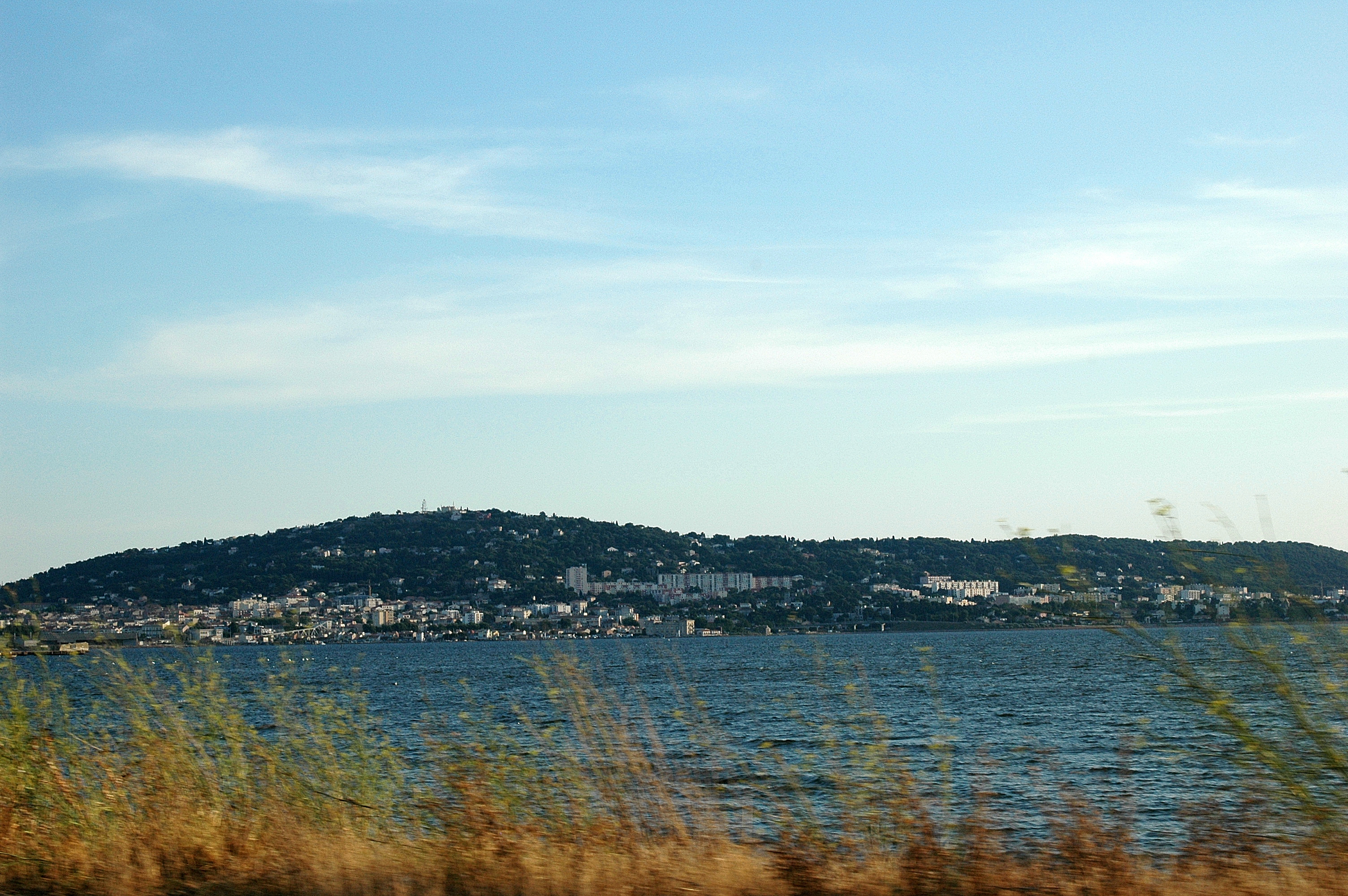
Par-delà l'étang de Thau.

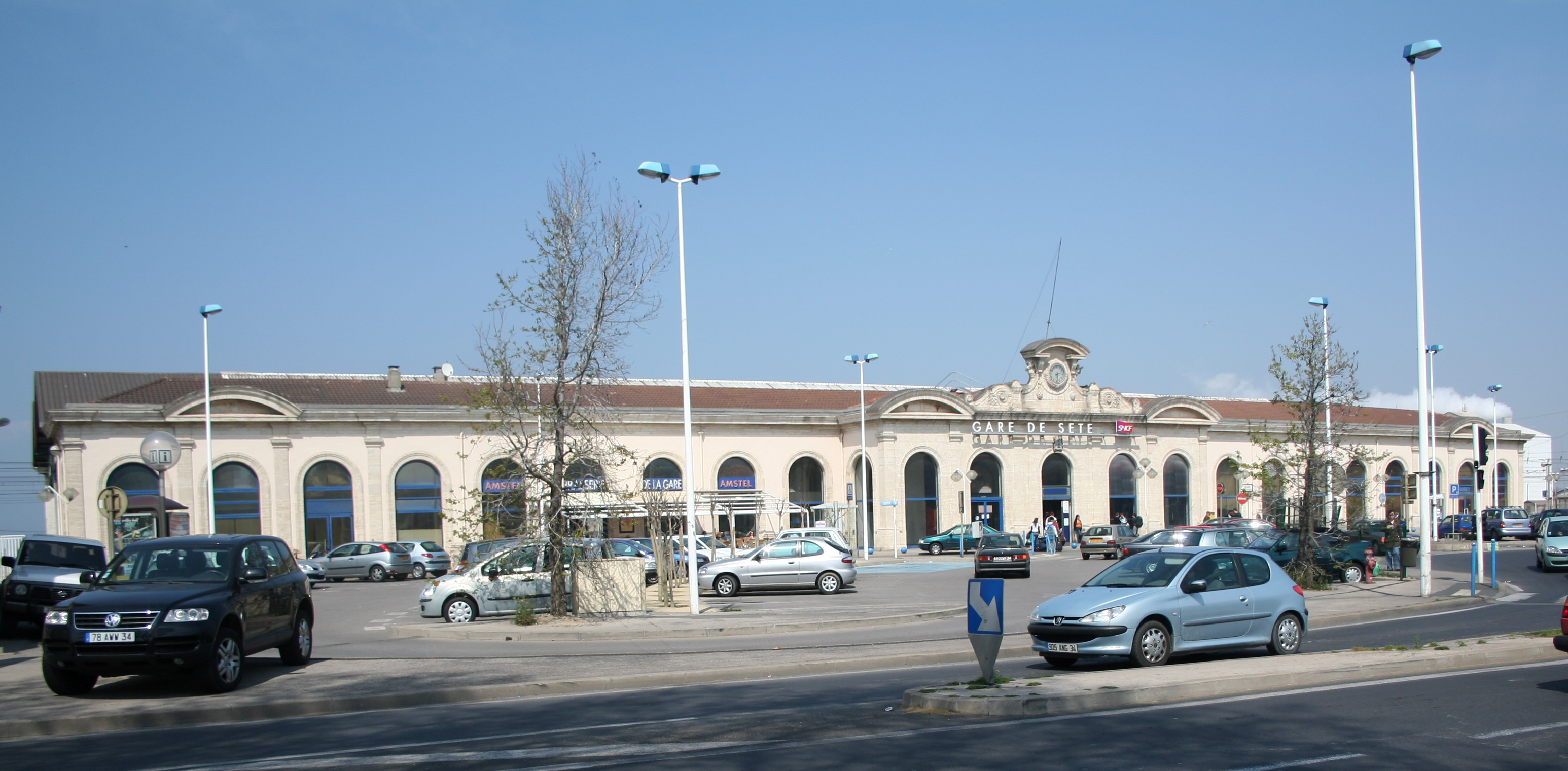
Gare de Sète.

### Antiquité
Le nom apparaît anciennement chez :
- Ptolémée (Géographie II.10.2.) : Σήτιον ὄρος ;
- Avienus (Ora maritima) : Setius… mons ;
- le cartulaire d'Aniane : fiscum… qui nuncupatur Sita.

### Moyen-Âge
Il semble qu'avant la création du port d'envergure nationale, Sète n'ait été qu'un simple village de pêcheurs du Pays de Thau.

### De la Renaissance auXVIIIesiècle
En 1596, Henri de Montmorency, gouverneur du Languedoc, choisit le cap de Sète pour établir un port. Les travaux sont confiés à Jean Donnat et sont ordonnés par Pierre d'Augier, prévôt (Ancien Régime) général du Languedoc. Faute d'argent, ils sont arrêtés en 1605.
En 1663, le Golfe du Lion abrite un port français à Marseille. Le chevalier de Clerville, ingénieur du roi, est missionné par Jean-Baptiste Colbert, de prospecter la côte languedocienne afin de sélectionner un lieu pour en faire un port. Après une étude de faisabilité, l'ingénieur choisit un promontoire sauvage au bout d’une bande de terre, à la sortie de l’étang de Thau. Pour célébrer l'importance de ce choix, le 29 juillet 1666, Mgr François du Bosquet, évêque de Montpellier, célèbre une messe et une cérémonie de bénédiction pour l’enchâssement de la première pierre destinée à être au bout du môle Saint-Louis encore inachevé.
- 30 septembre 1673 : Fondation de la ville actée par acte officiel[53] ;
- 1684 : visite du port par Vauban ;
- 1703 : consécration de l'église Saint-Louis ;
- 24-29 juillet 1710 : attaque et prise de Sète par les Britanniques, rapidement chassés par le duc de Noailles[54] ;
- Fin 1710-1711 : construction des forts Saint-Pierre et Butte-Ronde ;
- 1724 : achat de l'hôtel de ville ;
- 1744 : construction de la citadelle Richelieu et de la tour du Castellas.

### Révolution française
Lors de la Révolution française, les citoyens de la commune se réunissent au sein de la société révolutionnaire, baptisée « société des amis de la constitution et de l’égalité » le 8 décembre 1790. Après la chute de la monarchie, elle se rebaptise « société des amis de la liberté et de l’égalité », puis « société des Jacobins amis de la constitution populaire de 1793 ».

### LeXIXesiècle

#### Les problèmes liés à l'érosion des sols
Le labour s'intensifie dans le bassin versant, alors que les défrichements un temps freinés par Colbert ont repris de plus belle après la Révolution française et l'abolition des privilèges. Ceci favorise l'érosion des sols et les eaux du bassin versant deviennent de plus en plus turbides. Elles charrient des alluvions qui viennent colmater le port.

En 1804, le préfet Claude-Ignace Brugière de Barante écrit dans un rapport : 

« Les côtes de ce département sont plus exposées aux atterrissements… Les ports de Maguelone et d'Aigues Mortes et le vieux port de Cette n'ont plus d'existence que dans l'histoire » alerte-t-il. « Un désir immodéré de recueillir a multiplié ces défrichements depuis 1790… L'avidité de jouir a dévoré en peu d'années la ressource de l'avenir ; les montagnes, ouvertes par la charrue, n'ont montré bientôt qu'un roc nu et stérile ; chaque sillon est devenu un ravin ; la terre végétale, entraînée par les orages, a été portée dans les rivières, et de là dans les parties inférieures, où elle sert chaque jour à l'atterrissement des parties les plus basses et les plus marécageuses. »

- Novembre 1807-septembre 1808 : tentatives britanniques d'incendier la ville.

#### Chronologie des principaux événements survenus auXIXesiècle
- 26 octobre 1809 : le vaisseau de 80 canons Le Robuste est échoué et incendié devant le port ;
- 21 mai 1821 : première pierre du brise-lames (terminé en 1869) ;
- 1830 : consécration de l'église Saint-Pierre
- 9 juin 1839 : ouverture de la ligne de chemins de fer Montpellier-Cette.
- 6 mai 1872 : fondation de la Chambre de commerce.
- 26 avril 1881 : naissance de Jean Rodor, parolier et chanteur sètois. Il écrivit notamment les paroles de chansons composées par Vincent Scotto : Sous les ponts de Paris (1913), La Vipère (1921), Ramuntcho (1944), etc., ainsi que l'adaptation française de Reginella. Mort en 1967 à Paris.
- 23 juillet 1881 : déclassement du fort Saint-Louis du tableau des places fortes[57].
- 27 septembre 1885 : Consécration de l'église du Sacré-Cœur
- 1882-1888 : grands travaux dans le port.
- 1886 : naissance du compositeur Louis Izoird, à Sète. Il est l'auteur de la musique de La Caissière du Grand Café (1914), Suzon la blanchisseuse et La Rue de la manutention (1919). Il écrivit en collaboration avec le Sétois Jean Rodor Allons-y doucement (1912) et Le Légionnaire (1911). En 1932 devient sociétaire de la SACEM et meurt à Paris en 1974.
- 3 juillet 1888 : naissance de Emmanuel Gambardella, journaliste sportif sétois qui devint dirigeant de football. Il meurt le 30 août 1953 à Montpellier, et est inhumé au cimetière marin de Sète.
- 1894 : Sante Geronimo Caserio, anarchiste lombard, apprenti boulanger à Sète, poignarde mortellement le président de la République française Sadi Carnot le 24 juin 1894 à Lyon.
- 1895 : inauguration du collège de garçons, futur lycée Paul-Valéry.

#### Les mutins duFœderis Arca
Le 11 octobre 1866 à Brest, plus de 20 000 personnes assistent sur la place Fautras à la quadruple exécution par guillotine de quatre marins (Pierre-Louis Oillic, Lénard, Thépaut et Carbucci) qui faisaient partie de l’équipage mutiné du Fœderis Arca, un trois-mâts barque parti de Sète à destination de Veracruz chargé de vin et d’alcool destiné aux officiers de l’expédition française au Mexique. Ils avaient été condamnés à mort par le tribunal maritime de Brest le 22 juin 1866 pour avoir assassiné le capitaine Richebourg, son second Théodore Aubert ainsi que le mousse âgé de 11 ans pendant leur mutinerie le 30 juin 1864 avant de couler leur navire dans l’Océan Atlantique et de prendre place dans une chaloupe de sauvetage où ils avaient été recueillis en se disant victimes d’un naufrage. Quatre autres marins du même équipage mutiné furent acquittés pour deux d’entre eux ou condamnés à des peines plus légères pour les deux autres.

### LeXXesiècle

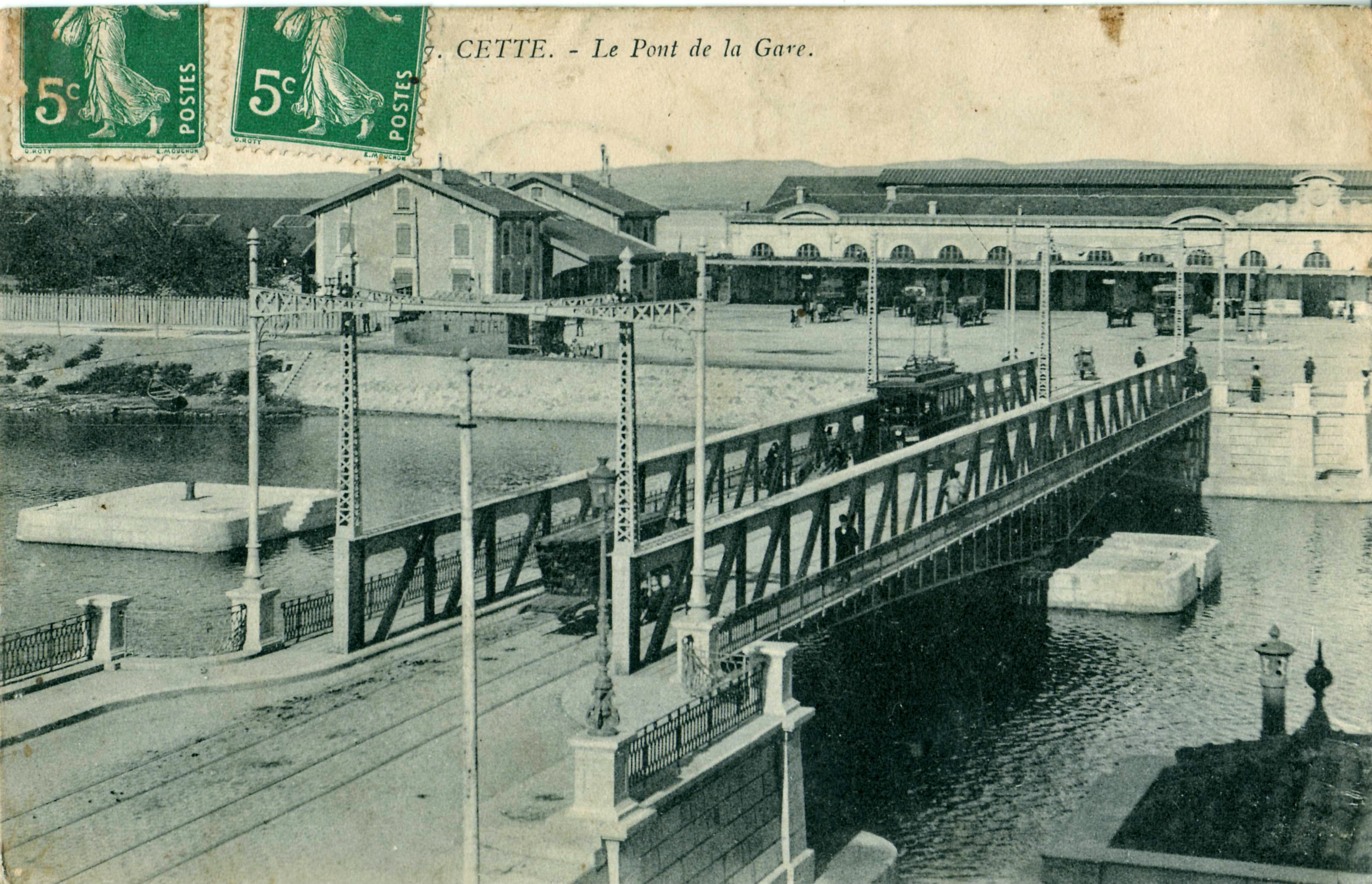
La gare de Sète, vue dans les années 1910.

- 1901 : mise en place d'un réseau de tramways électriques.
- 22 octobre 1921 : naissance de Georges Brassens, auteur-compositeur-interprète français.
- 20 janvier 1928 : la ville de Cette prend le nom de Sète.
- 1934 : le football-club de Sète remporte le championnat et la coupe de France de football (premier club français à réaliser le doublé).
- 23 mai 1939 : départ du bateau Sinaïa. Première expédition des Républicains espagnols au Mexique acceptant l'offre d'asile du président mexicain Lázaro Cárdenas.

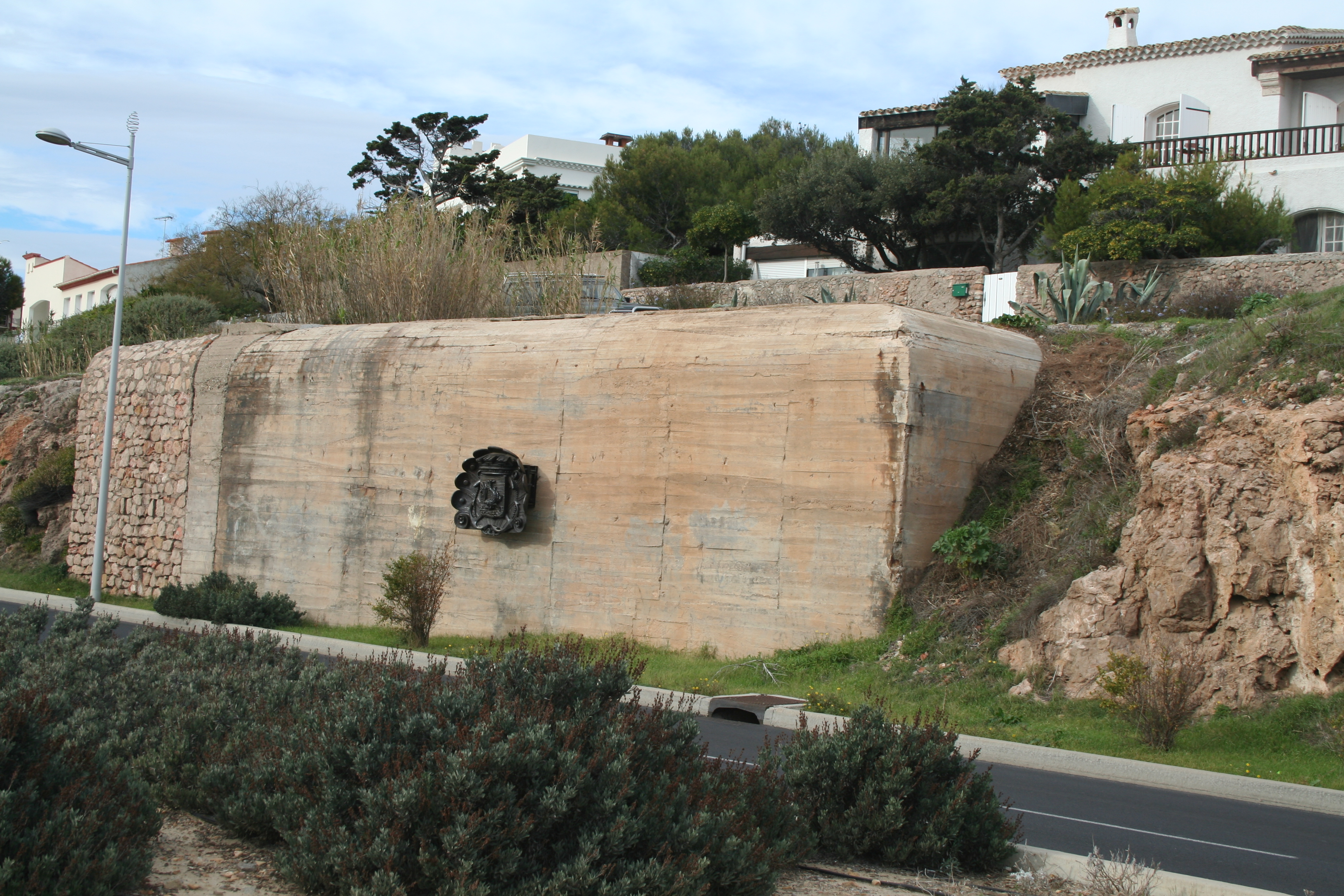
Une casemate, Promenade Maréchal Leclerc.

- 12 novembre 1942 : occupation de la ville par l'armée allemande.
- 25 juin 1944 : bombardement de Sète (gare de triage), Balaruc (Raffineries de pétrole) et Frontignan (raffineries de pétrole) par la 15th USAAF.
- 20 août 1944 : libération de la ville.
- 11 juillet 1947 : le paquebot Président-Warfield appareille au port de Sète en direction de la Palestine avec 4 530 juifs réfugiés survivants de la Shoah. Le commissaire spécial du port de Sète, M. Leboutet, autorise le jeune capitaine Ike Aronowicz (Yitzhak Ahronovitch, mort le 23 décembre 2009 à Hadera, dans le nord d'Israël), à appareiller vers la Colombie. Après 5 jours de navigation et hors des eaux territoriales françaises, le Président-Warfield prend le nom d’Exodus 1947 et prend le cap vers la Palestine ; à 27 kilomètres des côtes, 5 torpilleurs de l'armée britannique arraisonnent le navire ; 75 passagers épuisés acceptent l'asile proposé par la France et les autres sont conduits au port de Hambourg via Gibraltar.
- 1960 : création du théâtre de la Mer.
- 1962 : inauguration du lycée technique Joliot-Curie.
- 1966-1978 : importants travaux dans le port.
- 1970 : inauguration du musée Paul-Valéry.
- 1981-1984 : construction d'un nouvel hôpital.
- 31 octobre 1991 : l’espace Georges-Brassens est inauguré, avant d'être agrandi en 2006.
- 21 avril 1997 : inauguration du Centre régional d'art contemporain Occitanie (CRAC Occitanie).

### LeXXIesiècle

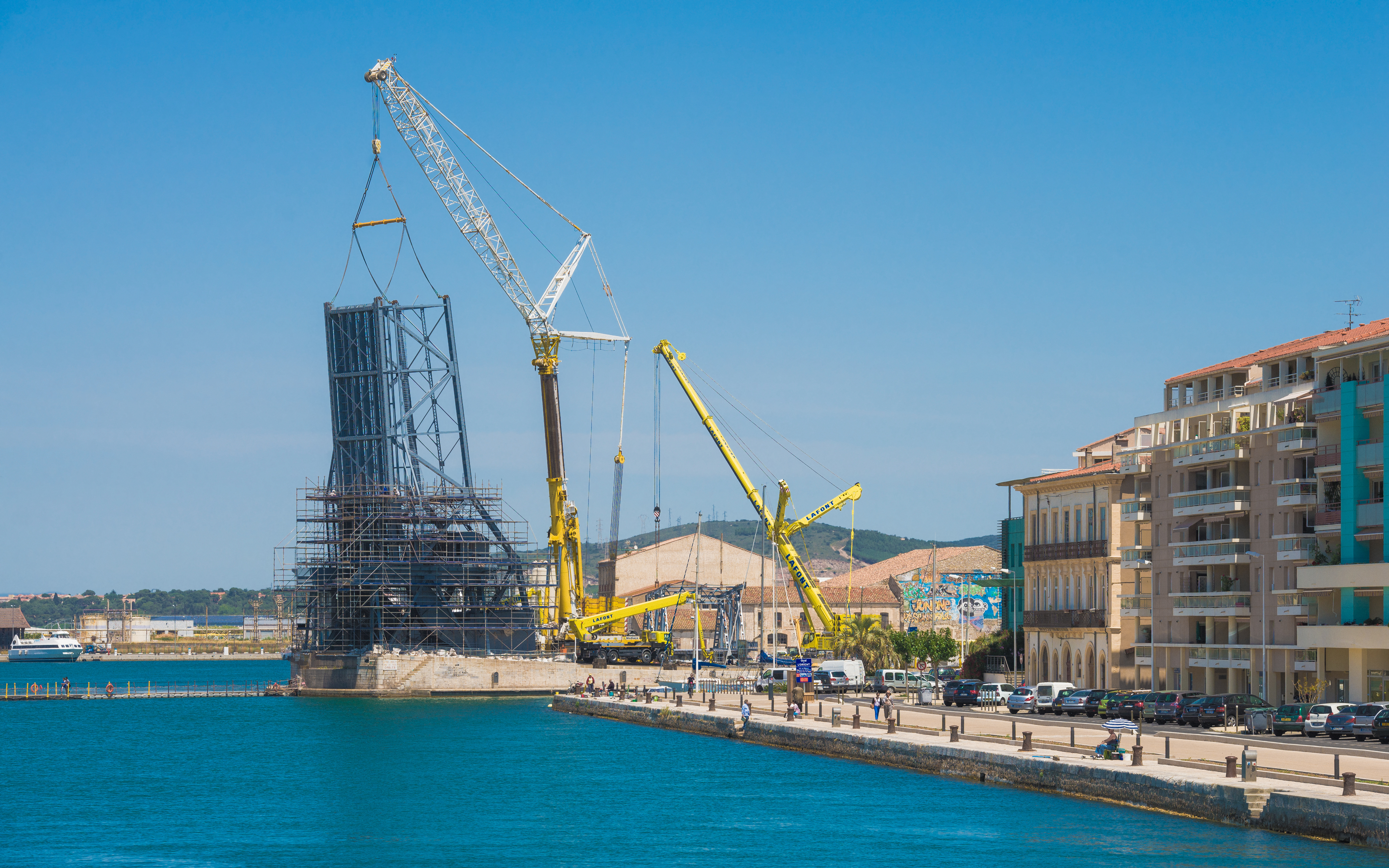
Remontage du pont du Tivoli après rénovations en 2014.

- 2004 : lancement du plan de sauvegarde de la plage du Lido, afin de stabiliser le littoral face à l'érosion, la route qui relie Sète à Marseillan ne longe plus la mer. Le chantier de développement durable de protection de la côte et de la plage qui sépare la mer de l'étang de Thau s'est déroulé jusqu'en 2013. L'Europe a participé au financement de ce plan puisqu'un Fonds européen de développement régional (FEDER) de l'Union européenne a été obtenu d'un montant de 9 M€ pour un montant total de travaux de 53 M€.
- 2005 : début des travaux d'un nouveau quartier : Villeroy.
- 1er janvier 2007 : la région Languedoc-Roussillon assure la gestion du port de Sète-Frontignan.
- juillet 2014 : affaire Chesne-Louvet

## Politique et administration

### Rattachements administratifs et électoraux

#### Rattachements administratifs

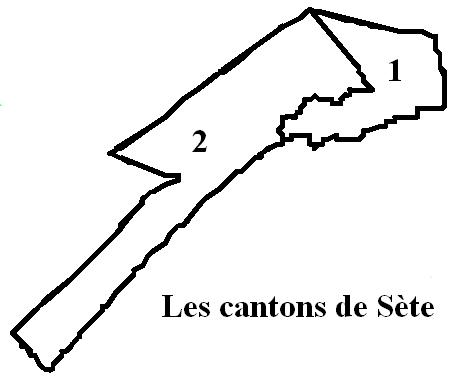
Découpage des anciens cantons de Sète.

La commune se trouve dans l'arrondissement de Montpellier du département de l'Hérault.
Elle était de 1793 à 1973 le chef-lieu du canton de Cette, année où celui est scindé entre les cantons de Sète-1 et de Sète-2. Dans le cadre du redécoupage cantonal de 2014 en France, cette circonscription administrative territoriale a disparu, et le canton n'est plus qu'une circonscription électorale.

#### Rattachements électoraux
Pour les élections départementales, la commune est depuis 2014 le bureau centralisateur du canton de Sète, qui ne contient que cette seule commune..
Pour l'élection des députés, elle fait partie de la septième circonscription de l'Hérault.

### Intercommunalité
Sète était le siège de la communauté d'agglomération dénommée Thau Agglo, un établissement public de coopération intercommunale (EPCI) à fiscalité propre créé en 2003 et auquel la commune avait transféré un certain nombre de ses compétences, dans les conditions déterminées par le code général des collectivités territoriales.
Dans le cadre des dispositions de la loi portant nouvelle organisation territoriale de la République du 7 août 2015, qui prévoit que les établissements publics de coopération intercommunale (EPCI) à fiscalité propre doivent avoir un minimum de 15 000 habitants, cette intercommunalité a fusionné avec la communauté de communes du Nord du Bassin de Thau pour former, le 1er janvier 2017, la communauté d'agglomération Sète Agglopôle Méditerranée, dont la ville est le siège.

### Administration municipale

#### Résultats des élections les plus récentes
Au second tour des élections municipales de 2014 dans l'Hérault, la liste UMP-UDI menée par le maire sortant François Commeinhes obtient la majorité des suffrages exprimés, avec 10 841 voix (47,63 %, 32 conseillers municipaux élus dont 15 communautaires), devançant largement celle PCF menée par François Liberti — bénéficiant de la fusion avec celle SE du 1er tour menée par Philippe Sans  — qui a obtenu 9 030 voix (39,67 %, 9 conseillers municipaux élus dont 4 communautaires.

La troisième liste, FN, menée par Marie-Christine Aubert, a obtenu 2 889 voix (12,69 %, 2 conseillers municipaux élus dont 1 communautaire), lors d'un scrutin où 25,91 % des électeurs se sont abstenus. 
Au second tour des élections municipales de 2020 dans l'Hérault, la liste DVD-LR-LREM menée par le maire sortant François Commeinhes obtient la majorité des suffrages exprimés, avec 8 033 voix (47,09 %, 32 conseillers municipaux élus dont 14 communautaires), devançant celle PCF-LFI-EÉLV-PA-PP-DVG menée par Véronique Calueba — bénéficiant de la fusion avec la liste PS-LRDG-GE menée par Sébastien Denaja — qui a obtenu 7 011 voix (41,10 %, 9 conseillers municipaux élus dont 4 communautaires).
La troisième liste, DVD-RN-DLF-LR diss., menée par Sébastien Pacull — bénéficiant, elle, de la fusion de la liste DVD-UDI menée par Rudy Llanos —, a obtenu 2 013 voix (11,80 %, 2 conseillers municipaux élus dont 1 communautaire), lors d'un scrutin marqué par la pandémie de Covid-19 en France où 47,03 % des électeurs se sont abstenus.

#### Liste des maires
| Période         | Période                  | Identité            | Étiquette            | Qualité |
| --------------- | ------------------------ | ------------------- | -------------------- | --- |
| 24 août 1944    | 5 octobre 1944           | Albert Naquet       | CFLN                 | Conseil juridique |
| 5 octobre 1944  | 19 mai 1945              | André Cambon        | SFIO                 | Tailleur |
| 19 mai 1945     | 25 octobre 1947          | Pierre Arraut       | PCF                  | Cheminot Conseiller général de Sète (1945 → 1949) |
| 25 octobre 1947 | 22 mars 1959             | Gaston Escarguel    | MRP                  | Avocat Réélu en 1953 |
| 22 mars 1959    | 15 juin 1973             | Pierre Arraut       | PCF                  | Cheminot Député de l'Hérault (3e circ.) (1967 → 1968 et 1973 → 1978) Conseiller général de Sète (1945 → 1949 et 1961 → 1967) Réélu en 1965 et 1971 Démissionnaire |
| 15 juin 1973    | 19 mars 1983             | Gilbert Martelli    | PCF                  | Assureur Conseiller général de Sète (1967 → 1973) Conseiller général de Sète-2 (1973 → 1988) Réélu en 1977 |
| 19 mars 1983    | 2 avril 1996             | Yves Marchand       | UDF-CDS              | Avocat Député de l'Hérault (7e circ.) (1993 → 1997) Conseiller général de Sète-1 (1976 → 1988) Réélu en 1984, 1989 et 1995 Mandat écourté après l'annulation du scrutin de 1995 |
| 2 avril 1996    | 23 mars 2001             | François Liberti    | PCF                  | Ancien marin-pêcheur Député de l'Hérault (7e circ.) (1997 → 2007) Conseiller régional de Languedoc-Roussillon (1986 → 1996) Conseiller général de Sète-2 (1988 → 1997 et 2004 → 2015) Conseiller départemental de Sète (2015 → 2016)                                                         |
| mars 2001       | avril 2025,              | François Commeinhes | UMP puis LR puis DVD | Médecin gynécologue Sénateur de l'Hérault (2014 → 2017) Conseiller général de Sète-1 (2008 → 2014) Président de la CA Thau Agglo (2003 → 2008 et 2014 → 2016) Président de la CA Sète Agglopôle Méditerranée (2017 → ) Démissionnaire à la suite de sa condamnation pénale à l'inéligibilité |
| 12 mai 2025     | En cours (au 13/05/2025) | Hervé Marquès       | DVD                  | |

A la suite de la démission du maire François Commeinhes — condamné pénalement à l'inéligibilité —, sa suppléance est assurée conformément aux dispositions du code général des collectivités territoriales par la première adjointe au maire, Blandine Authié, qui doit convoquer sous quinzaine le conseil municipal chargé d'élire le prochain maire.
Hervé Marquès, ancien adjoint au sport de François Commeinhes, devient maire de Sète lundi 12 mai 2025, désigné par la majorité municipale. Il reprendra son mandat jusqu'aux élections municipales de mars 2026.

### Enseignement

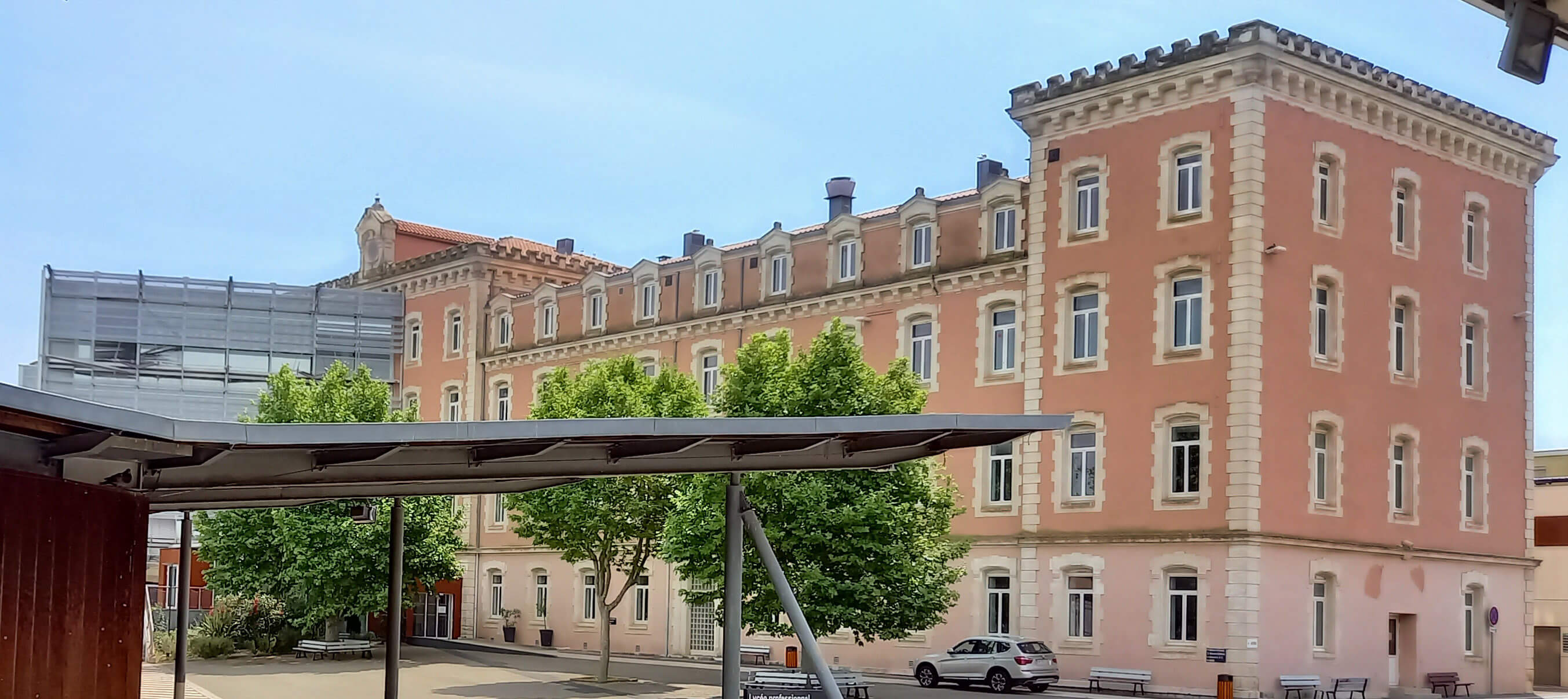
Le lycée Charles de Gaulle, ancienne caserne Lutzen

### Autres élections
| Scrutin              | 1er tour | 1er tour | 1er tour | 1er tour | 1er tour | 1er tour | 1er tour | 1er tour | 1er tour | 1er tour | 1er tour | 1er tour |             | 2d tour                      | 2d tour                      | 2d tour                      | 2d tour                      | 2d tour                      | 2d tour                      | 2d tour                      | 2d tour                      | 2d tour                      |
| Scrutin              | 1er      | 1er      | %        | 2e       | 2e       | %        | 3e       | 3e       | %        | 4e       | 4e       | %        | 1er         | 1er                          | %                            | 2e                           | 2e                           | %                            | 3e                           | 3e                           | %                            |                              |
| Municipales 2014     |          | UD       | 32,86    |          | PCF      | 21,62    |          | FN       | 14,38    |          | DVD      | 10,35    |             | UD                           | 47,63                        |                              | DVG                          | 39,67                        |                              | FN                           | 12,69                        |                              |
| Européennes 2014     |          | FN       | 32,00    |          | UMP      | 19,95    |          | FG       | 11,49    |          | EELV     | 10,45    | Tour unique | Tour unique                  | Tour unique                  | Tour unique                  | Tour unique                  | Tour unique                  | Tour unique                  | Tour unique                  | Tour unique                  |                              |
| Départementales 2015 |          | FN       | 31,57    |          | FG PCF   | 25,37    |          | UMP UDI  | 23,65    |          | PS       | 9,03     |             | FG PCF                       | 52,18                        |                              | FN                           | 47,82                        | Pas de 3e                    | Pas de 3e                    | Pas de 3e                    |                              |
| Régionales 2015      |          | FN       | 37,93    |          | LR       | 18,15    |          | PS       | 15,28    |          | EELV     | 13,39    |             | FN                           | 41,40                        |                              | PS                           | 38,44                        |                              | LR                           | 20,16                        |                              |
| Présidentielles 2017 |          | FN       | 27,77    |          | LFI      | 24,20    |          | LR       | 19,06    |          | EM       | 17,53    |             | EM                           | 55,69                        |                              | FN                           | 44,31                        | Pas de 3e                    | Pas de 3e                    | Pas de 3e                    |                              |
| Législatives 2017    |          | EM       | 25,98    |          | FN       | 21,16    |          | LR       | 15,24    |          | PS       | 11,79    |             | EM                           | 55,99                        |                              | FN                           | 44,01                        | Pas de 3e                    | Pas de 3e                    | Pas de 3e                    |                              |
| Européennes 2019     |          | RN       | 30,65    |          | LREM     | 19,22    |          | EELV     | 10,17    |          | LR       | 6,90     | Tour unique | Tour unique                  | Tour unique                  | Tour unique                  | Tour unique                  | Tour unique                  | Tour unique                  | Tour unique                  | Tour unique                  |                              |
| Municipales 2020     |          | DVD      | 34,85    |          | EXG      | 19,24    |          | DVG      | 17,66    |          | DVD      | 14,38    |             | DVD                          | 47,09                        |                              | DVG                          | 41,10                        |                              | DVD                          | 11,80                        |                              |
| Régionales 2021      |          | PS       | 36,30    |          | RN       | 26,34    |          | LR       | 14,12    |          | EELV     | 8,68     |             | PS                           | 52,99                        |                              | RN                           | 25,71                        |                              | LR                           | 21,29                        |                              |
| Départementales 2021 |          | PCF      | 32,24    |          | DVD      | 29,90    |          | RN       | 26,71    |          | EELV     | 11,15    |             | PCF                          | 50,26                        |                              | DVD                          | 49,74                        | Pas de 3e                    | Pas de 3e                    | Pas de 3e                    |                              |
| Présidentielle 2022  |          | RN       | 25,95    |          | LFI      | 24,24    |          | RE       | 22,28    |          | REC      | 9,04     |             | RE                           | 52,58                        |                              | RN                           | 47,42                        | Pas de 3e                    | Pas de 3e                    | Pas de 3e                    |                              |
| Législatives 2022    |          | NUPES    | 29,46    |          | RN       | 23,11    |          | RE       | 20,86    |          | DVD      | 10,05    |             | NUPES                        | 50,04                        |                              | RN                           | 49,96                        | Pas de 3e                    | Pas de 3e                    | Pas de 3e                    |                              |
| Européennes 2024     |          | RN       | 35,24    |          | PS       | 13,43    |          | RE       | 12,14    |          | LFI      | 10,76    | Tour unique | Tour unique                  | Tour unique                  | Tour unique                  | Tour unique                  | Tour unique                  | Tour unique                  | Tour unique                  | Tour unique                  |                              |
| Législatives 2024    |          | RN       | 41,06    |          | NFP      | 34,16    |          | HOR      | 23,33    |          | LO       | 1,45     |             | Candidat élu au premier tour | Candidat élu au premier tour | Candidat élu au premier tour | Candidat élu au premier tour | Candidat élu au premier tour | Candidat élu au premier tour | Candidat élu au premier tour | Candidat élu au premier tour | Candidat élu au premier tour |

### Jumelages
| Ville | Ville                  | Pays | Pays        | Période                |
| ----- | ---------------------- | ---- | ----------- | ---------------------- |
|       | Cetara                 |      | Italie      | depuis 2003            |
|       | El Jadida              |      | Maroc       | depuis 1992            |
|       | Hartlepool             |      | Royaume-Uni | depuis 1976            |
|       | Neubourg-sur-le-Danube |      | Allemagne   | depuis le 24 août 1986 |

## Équipements et services publics

### Enseignement supérieur
L'université Montpellier possède trois antennes délocalisées à Sète :
- la Station méditerranéenne de l'environnement littoral ;
- le Centre de recherche halieutique[89] (impliquant l'UM2, l'IFREMER et l'IRD) ;
- la section chimie de l'IUT de Montpellier[90].

## Population et société

### Démographie
L'évolution du nombre d'habitants est connue à travers les recensements de la population effectués dans la commune depuis 1793. Pour les communes de plus de 10 000 habitants les recensements ont lieu chaque année à la suite d'une enquête par sondage auprès d'un échantillon d'adresses représentant 8 % de leurs logements, contrairement aux autres communes qui ont un recensement réel tous les cinq ans,.

En 2022, la commune comptait 45 090 habitants, en évolution de +3,4 % par rapport à 2016 (Hérault : +7,49 %, France hors Mayotte : +2,11 %).
| 1793  | 1800  | 1806  | 1821  | 1831   | 1836   | 1841   | 1846   | 1851   |
| ----- | ----- | ----- | ----- | ------ | ------ | ------ | ------ | ------ |
| 8 031 | 6 984 | 8 438 | 9 061 | 10 638 | 11 648 | 13 413 | 19 041 | 19 124 |

| 1856   | 1861   | 1866   | 1872   | 1876   | 1881   | 1886   | 1891   | 1896   |
| ------ | ------ | ------ | ------ | ------ | ------ | ------ | ------ | ------ |
| 21 064 | 22 438 | 24 177 | 25 826 | 28 690 | 35 517 | 37 058 | 36 541 | 32 729 |

| 1901   | 1906   | 1911   | 1921   | 1926   | 1931   | 1936   | 1946   | 1954   |
| ------ | ------ | ------ | ------ | ------ | ------ | ------ | ------ | ------ |
| 33 246 | 33 892 | 33 049 | 36 503 | 37 005 | 36 953 | 37 324 | 31 203 | 33 454 |

| 1962   | 1968   | 1975   | 1982   | 1990   | 1999   | 2006   | 2011   | 2016   |
| ------ | ------ | ------ | ------ | ------ | ------ | ------ | ------ | ------ |
| 36 301 | 40 476 | 39 258 | 39 545 | 41 510 | 39 542 | 43 008 | 43 408 | 43 609 |

| 2021   | 2022   | - | - | - | - | - | - | - |
| ------ | ------ | - | - | - | - | - | - | - |
| 44 712 | 45 090 | - | - | - | - | - | - | - |

| selon la population municipale des années : | 1968 | 1975 | 1982 | 1990 | 1999 | 2006 | 2009 | 2013 |
| Rang de la commune dans le département      | 3    | 3    | 3    | 3    | 3    | 3    | 3    | 3    |
| Nombre de communes du département           | 343  | 340  | 343  | 343  | 343  | 343  | 343  | 343  |

Les listes nominatives de recensement de population ont été numérisées et sont consultables en ligne sur le site des Archives départementales de l’Hérault.

### Manifestations culturelles et festivités

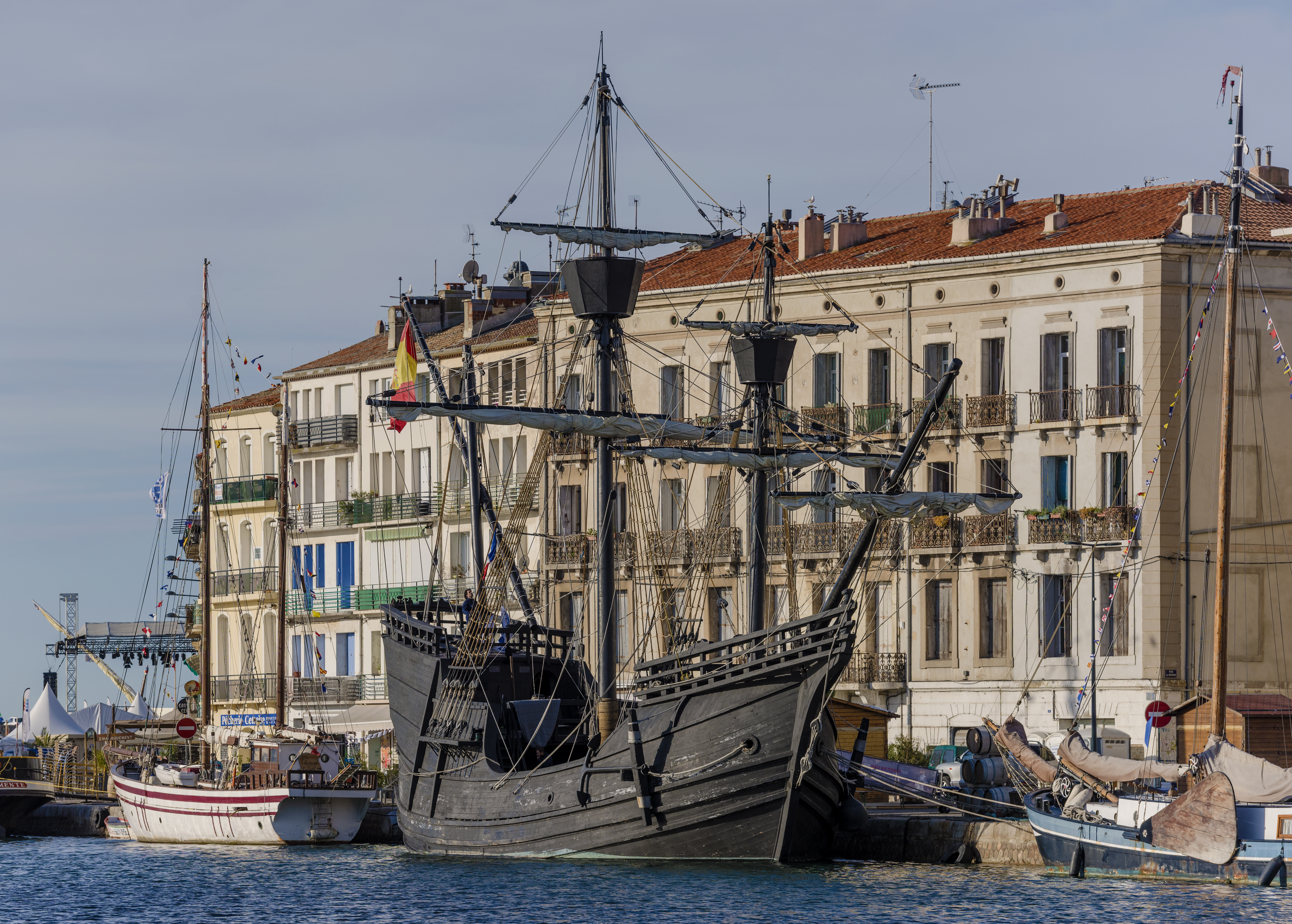
Escale à Sète

- Fêtes des pêcheurs, célébrées pour la Saint-Pierre
- Fêtes de la Saint-Louis (25 août), lors desquelles a lieu le tournoi de joutes de la Saint-Louis
- Fèsta de l'Issanka
- Escale à Sète, fête maritime organisée tous les deux ans.

En 1703, à l'occasion de la consécration de l'église Saint-Louis, Louis IX, saint patron du port, devient également saint patron de la ville. Depuis, Sète lui rend hommage chaque année, le 25 août, sauf période de conflit.
Du 22 au 26 avril 2011, la ville de Sète a accueilli le congrès annuel inter-associatif de l'espéranto en France.
Chaque année entre les week-ends de l'ascension et de la pentecôte, le festival ImageSingulières invite, anime et partage la « Photographie de style documentaire ». Ce nouveau rendez-vous de la photographie contemporaine, porté par l'association professionnelle CéTàVOIR, œuvre pour l'échange entre un programme culturel singulier, et le regard pluriel d'un public éclectique.
Du 25 juillet au 7 août, l'association Métisète présente, comme tous les ans à la même période, son festival de musique du monde, Fiest'A Sète, sur Sète et ses environs.
Au mois de juillet, se déroule chaque année le festival de poésie méditerranéenne « Voix Vives » ainsi que le festival Jazz à Sète.

### Sports et loisirs
- Joute nautique : la joute nautique est « le » sport sétois par excellence. Ce sport est pratiqué à Sète depuis l'inauguration du port en 1666. La ville compte sept sociétés de joutes plus une société-école, cas unique en France.

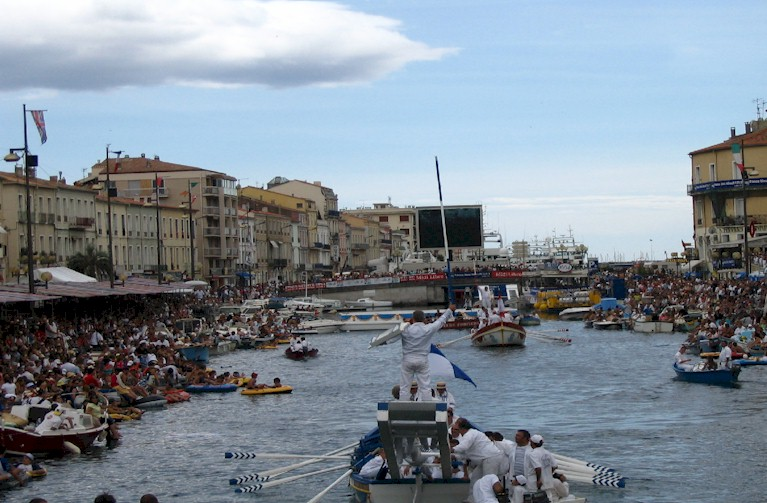
Joutes de la Saint-Louis en 2006.
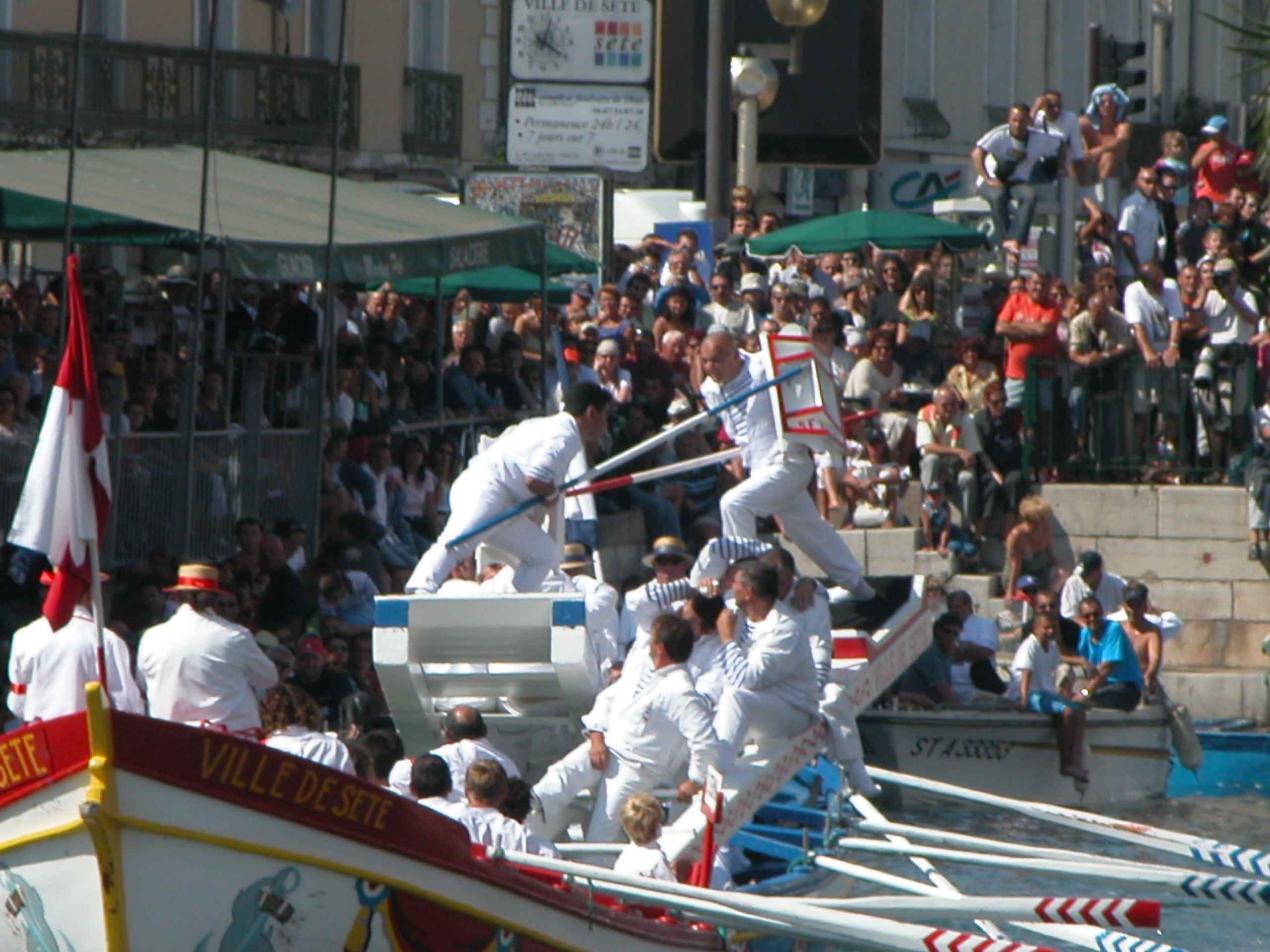
Joutes de la Saint-Louis en 2005.
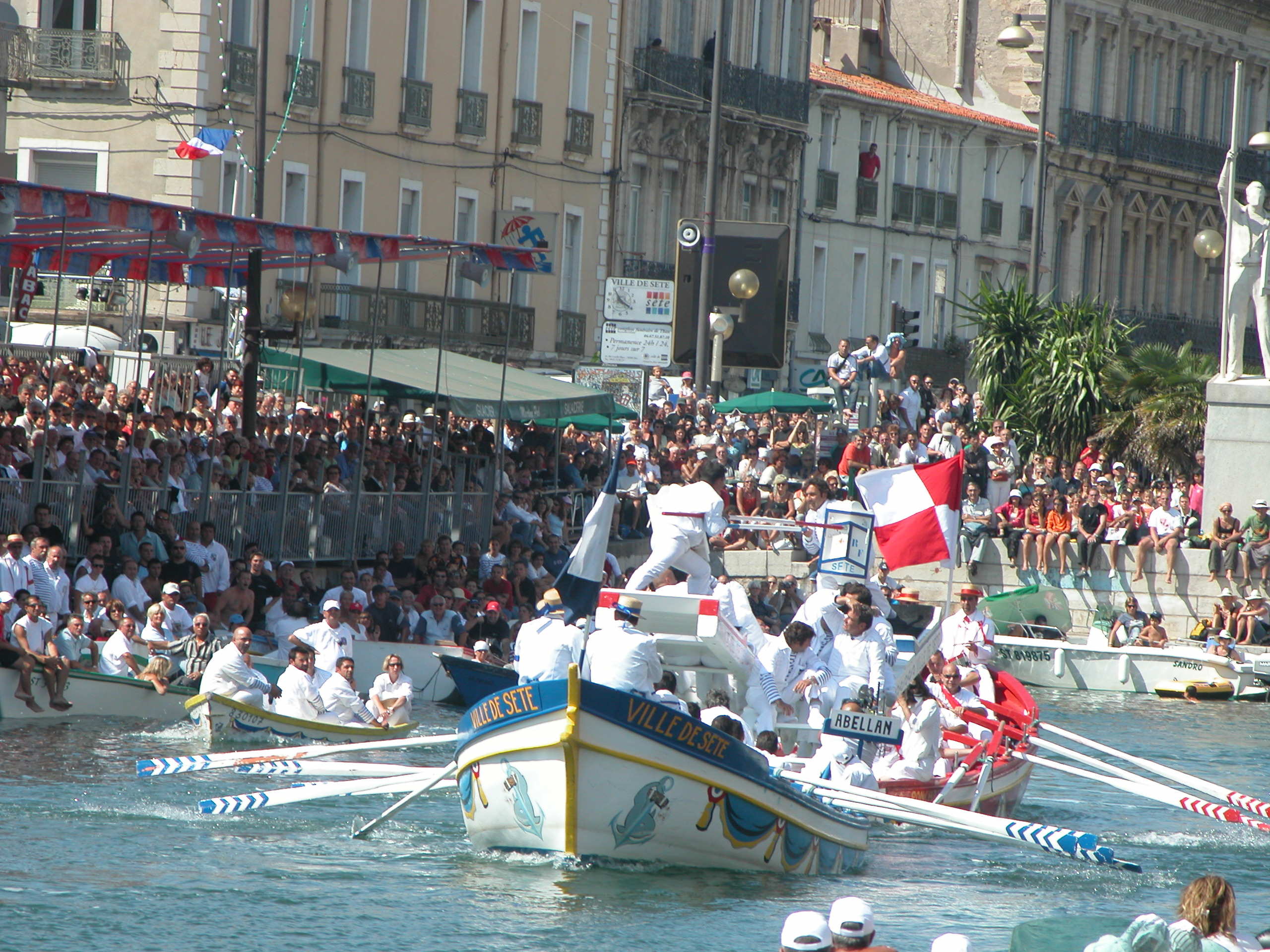
Joutes de la Saint-Louis en 2005.
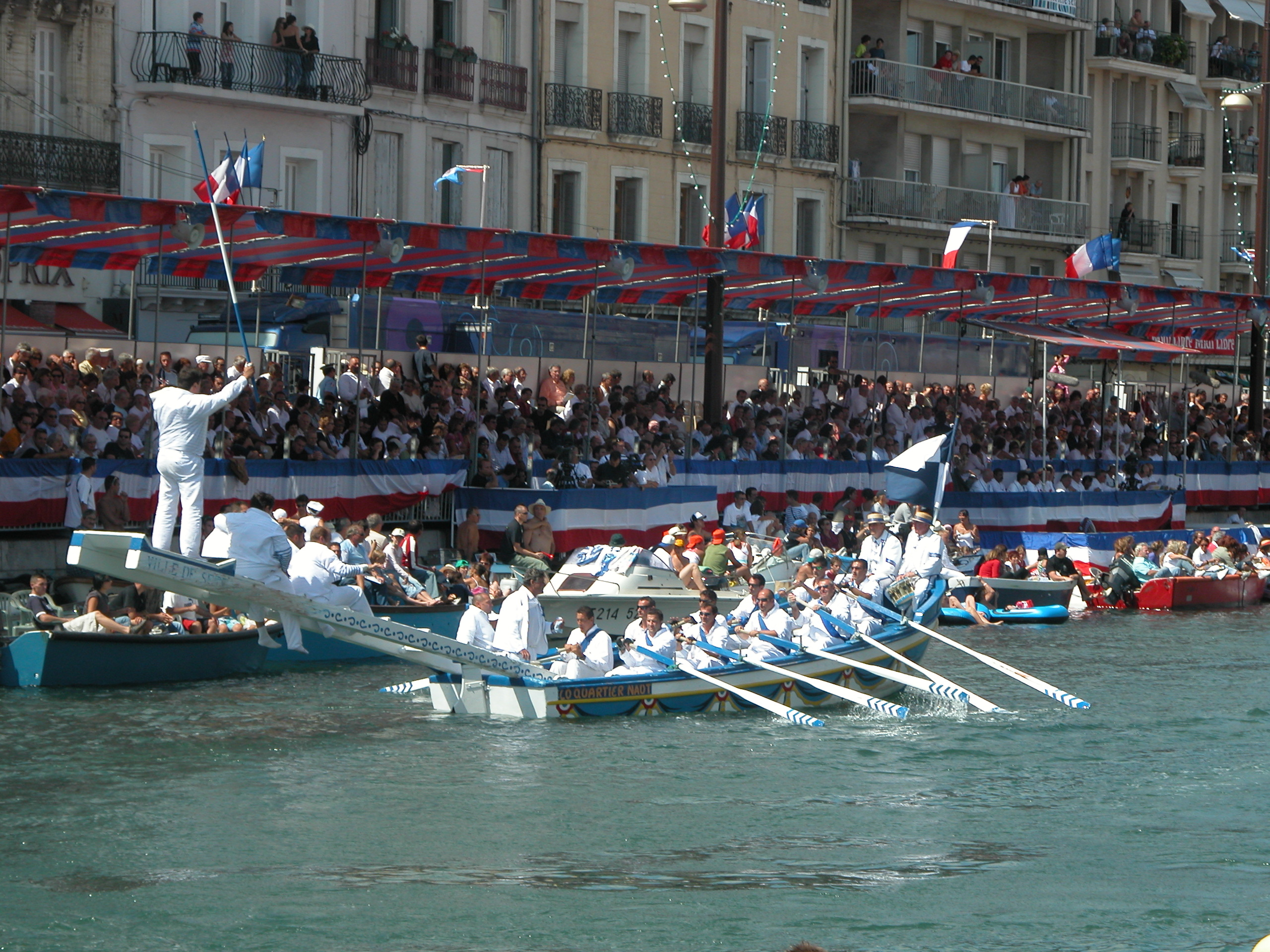
Joutes de la Saint-Louis en 2005.

- Grand Prix de la Saint-Louis : le plus prestigieux tournoi de joutes nautiques. Cette compétition existe depuis 1743 et la 271e édition s'est tenue du 21 au 26 août 2014 le long du canal royal. La finale de l'épreuve reine, les poids lourds, s'est tenue le 25 août et le vainqueur fut, pour la 1re fois, Benjamin Arnau de Sète, le recordman vivant de l'épreuve est le Sétois Aurélien Evangélisti avec 7 victoires.[réf. nécessaire]
- Sporting Club sétois (anciennement Football Club de Sète 34) : le club de football évoluant en régional 3 depuis 2023[réf. nécessaire] et qui fut le premier en France à signer un doublé Coupe de France-Championnat de France en 1934[98].
- Arago de Sète : le club de volley-ball fondé en 1953 et vice-champion de France en 2005[réf. nécessaire].
- Dauphins FC Sète : le club de water-polo fondé en 1907.
- Association Cettarames : Le premier club de la ligue Languedoc-Roussillon. Création de Settarames en 1995.
- Kitesurf : le « Thau Kiteboard Club », affilié à la Fédération française de vol libre (FFVL), est basé à Sète et tente d'y promouvoir la pratique du kitesurf. Les spots se situent sur le quartier dit « du Pont levis » pour la navigation sur l'étang de Thau, et en mer, aux Trois Digues. Une épreuve du championnat de France de kitesurf longue distance est organisée au mois de septembre 2008 : le trophée Saint-Clair[99].
- Boule moderne : club de boule jeux lyonnais (boules lyonnaises) fondé en 1923.
- Rugby : le Rugby Club Sète évolue en Promotion d'Honneur. Le club a été vice-champion du Languedoc 3e série en 2013/14 ; Champion du Languedoc 1re série 2015/16 ; Champion du Languedoc Promotion d'Honneur 2016/17 et Champion du Languedoc Honneur 2017/18[réf. nécessaire].
- Voile : Originairement Voile à Sète, le club ancien se scinde entre la Société Nautique de Sète, qui navigue en mer, sur la base Eric Tabarly et le club Voile Fun Sète, qui navigue sur l'étang de Thau, à la base nautique Mialle et Munoz.

### Cultes

#### Catholique
- Église Notre-Dame-Souveraine-du-Monde[100],(1989) rue Paul Baudassé.
- Église Notre-Dame-de-Thau / du rosaire,(1983) boulevard Pierre-Mendès-France.
- Chapelle des Pénitents,(1956) Grand Rue Mario-Roustan.
- Église du Sacré-Cœur de Jésus,(1885) rue Rouget-de-L'Isle.
- Église Sainte-Thérèse,(1959) rue du Clair-Matin.
- Église Saint-Joseph,(1802) rue Paul-Valéry.
- Église décanale Saint-Louis,(1703) rue des Trois-Journées.
- Église Saint-Pierre,(1830) rue du 14 juillet.
- Chapelle Notre-Dame-de-la-Salette, chemin de Saint-Clair.
- Chapelle de l'ancien couvent des Carmes, rue Prévôt-d'Augier, détruit en 2020, la façade de l'ancien couvent sera reconstituée et replacée à l'intérieur des futurs Jardins du Carmel.

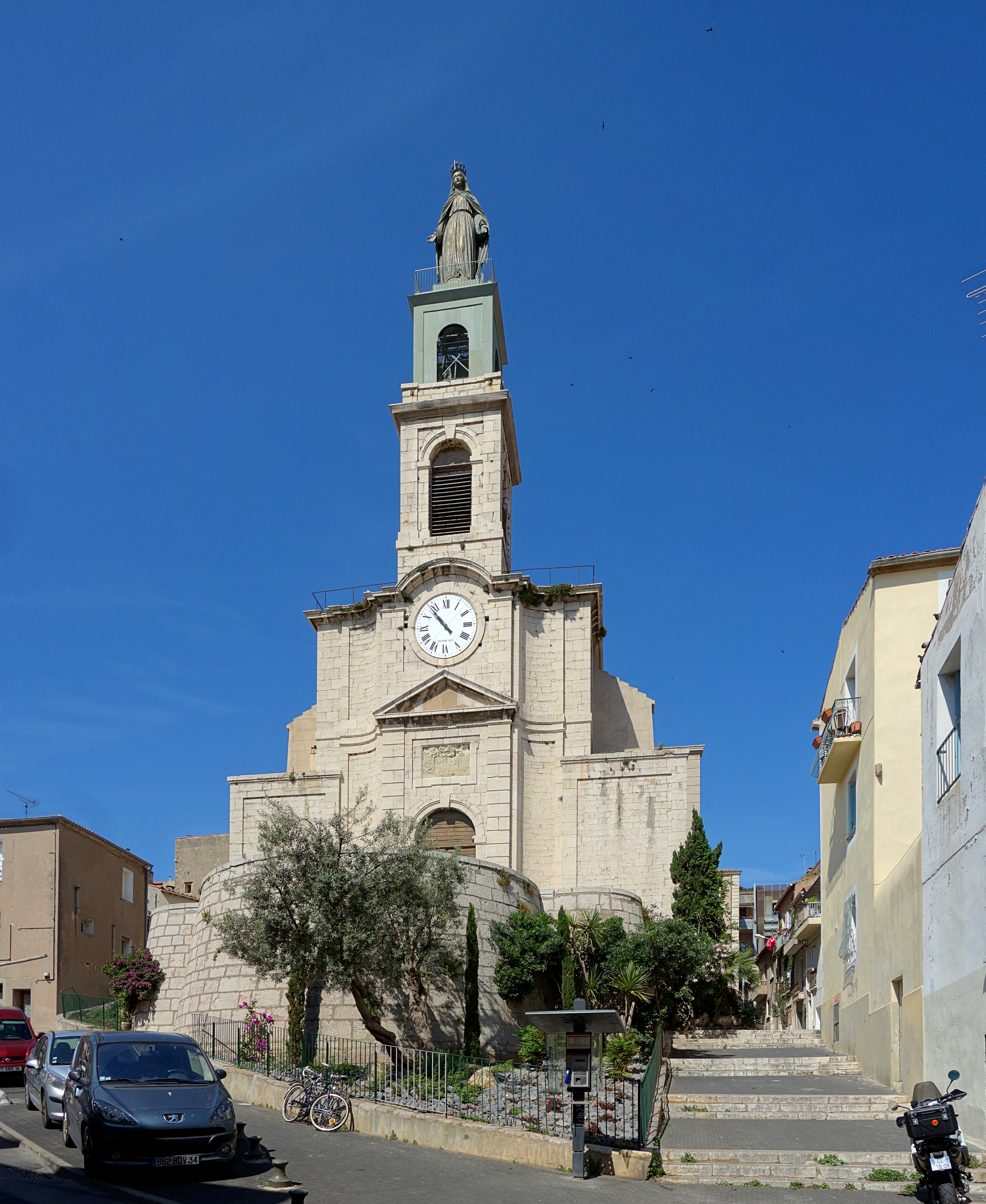
Église décanale Saint-Louis.
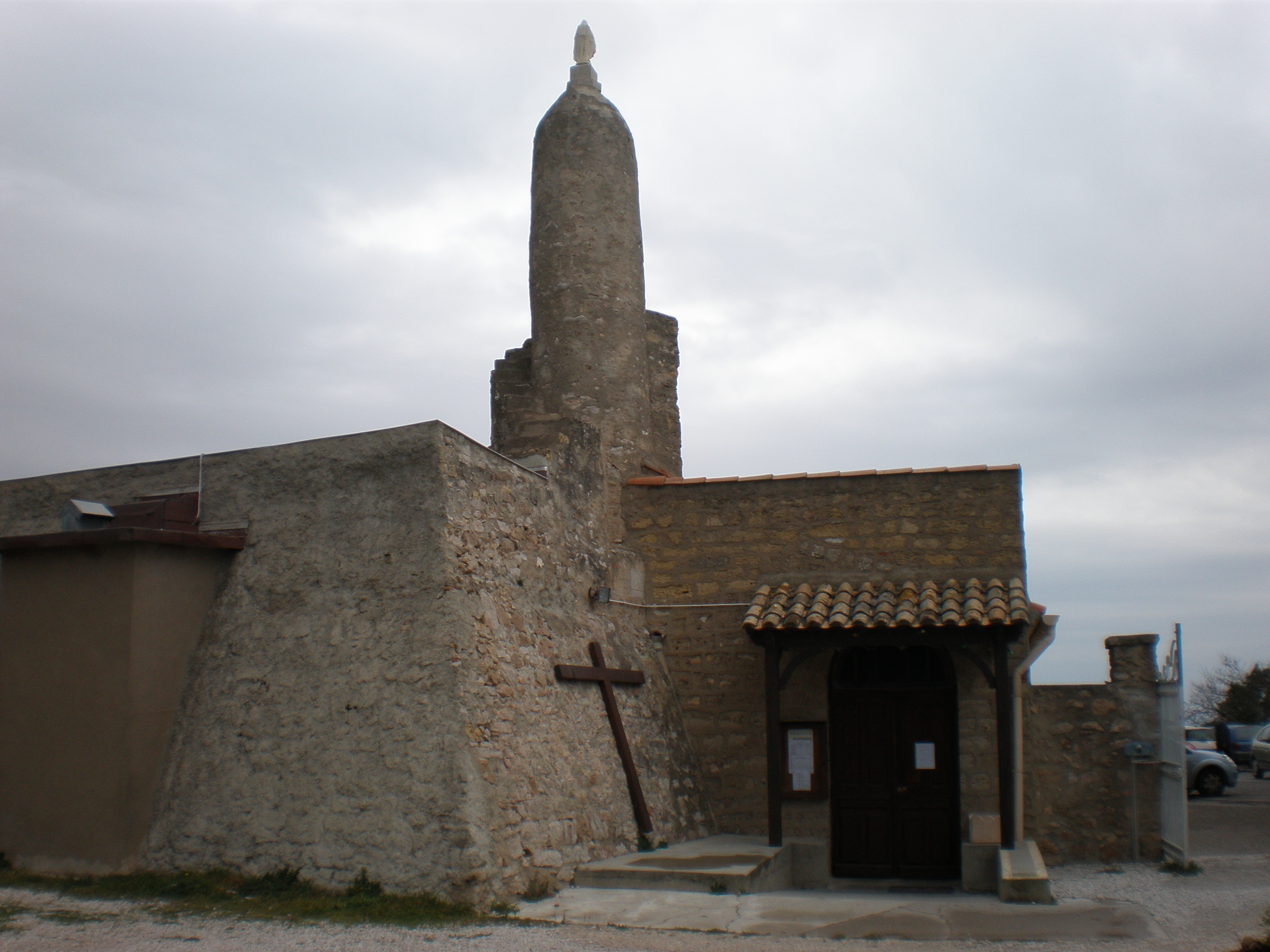
Chapelle Notre-Dame-de-la-Salette sur le mont Saint-Clair.
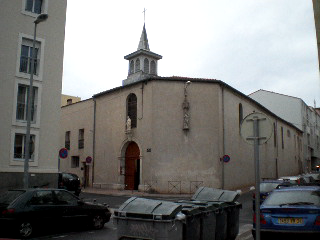
Église du Sacré-Cœur.
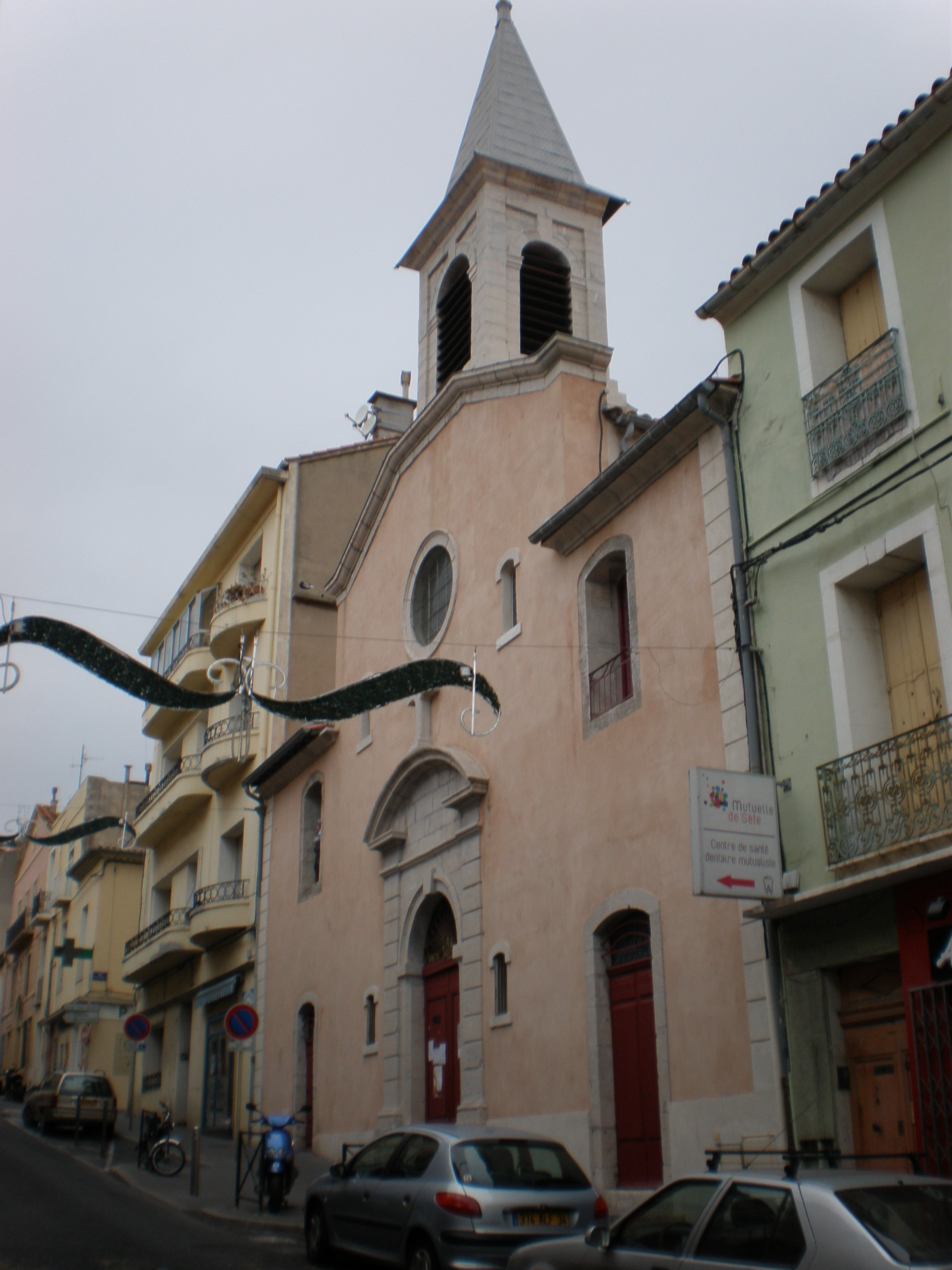
Église Saint-Joseph.
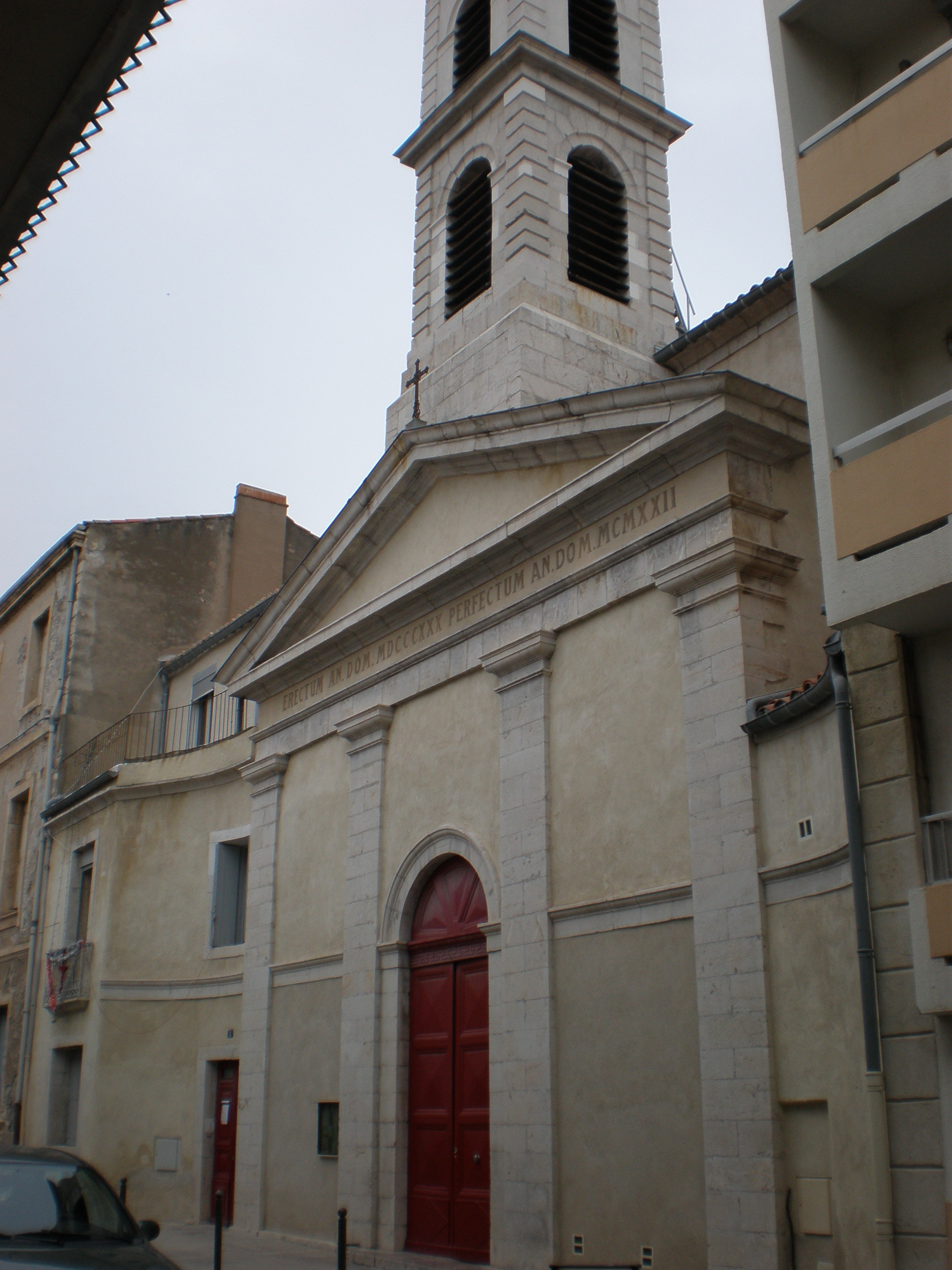
Église Saint-Pierre.
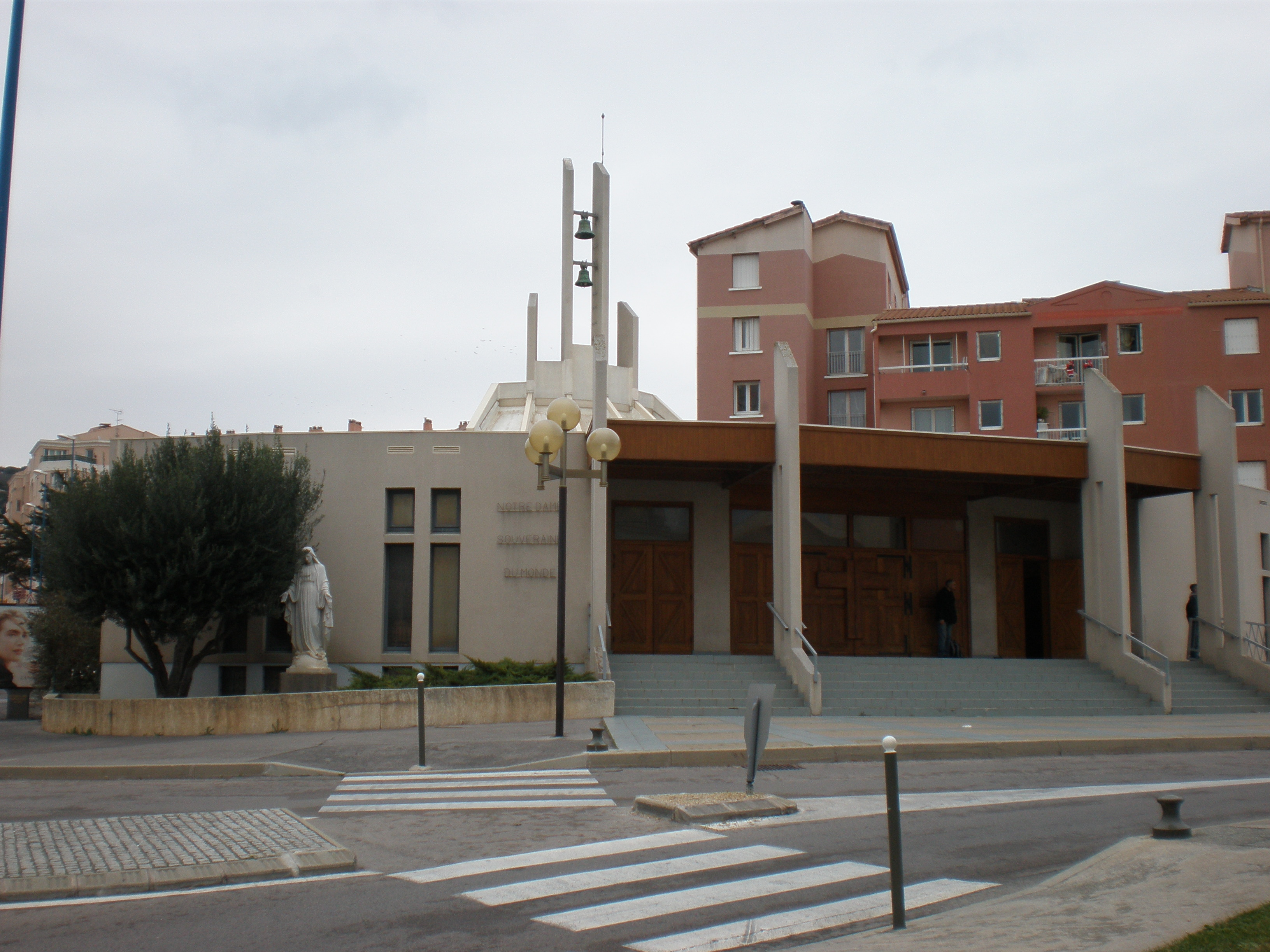
Église Notre-Dame-Souveraine-du-Monde.
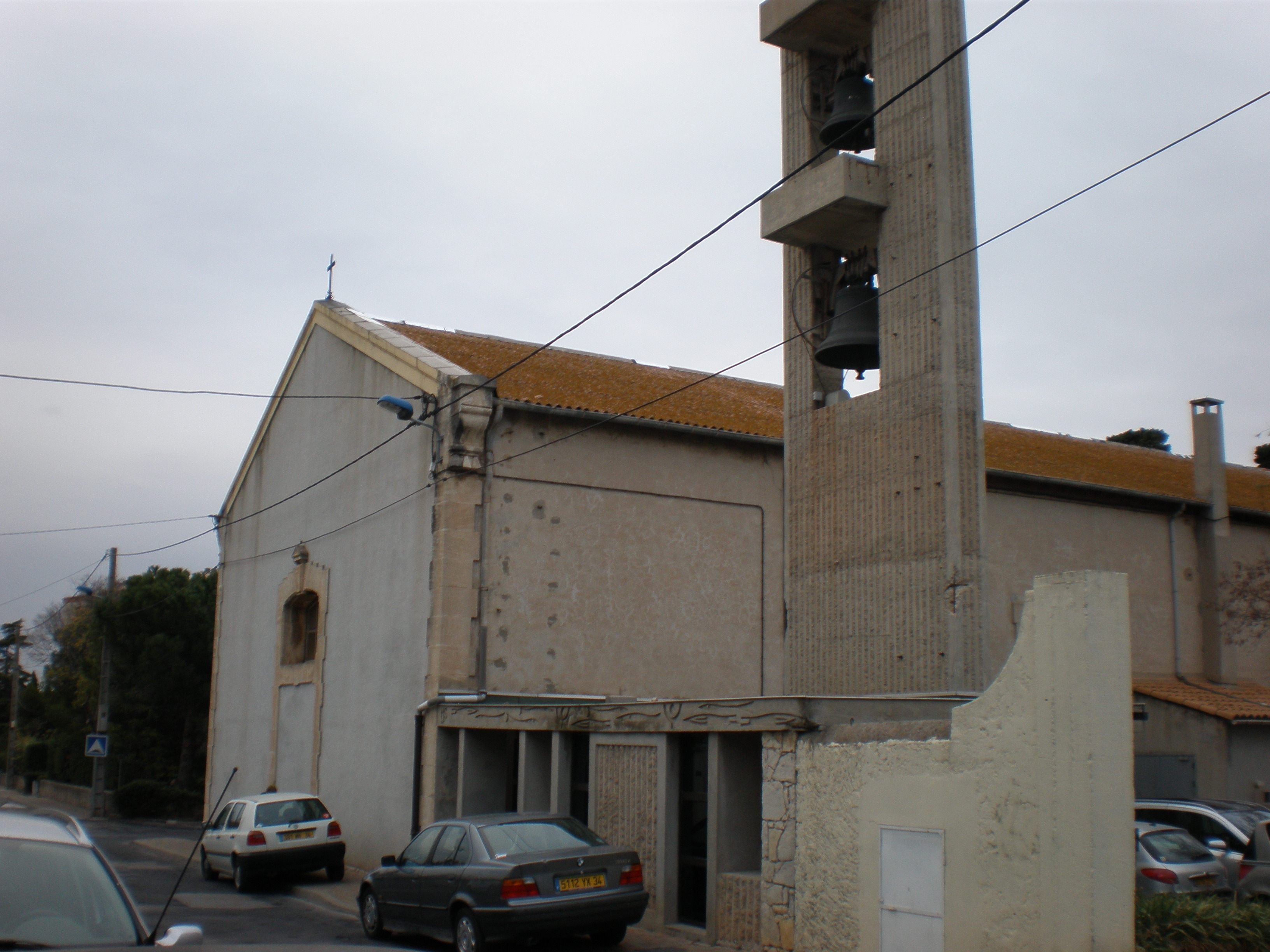
Église Sainte-Thérèse.

#### Protestant et évangélique

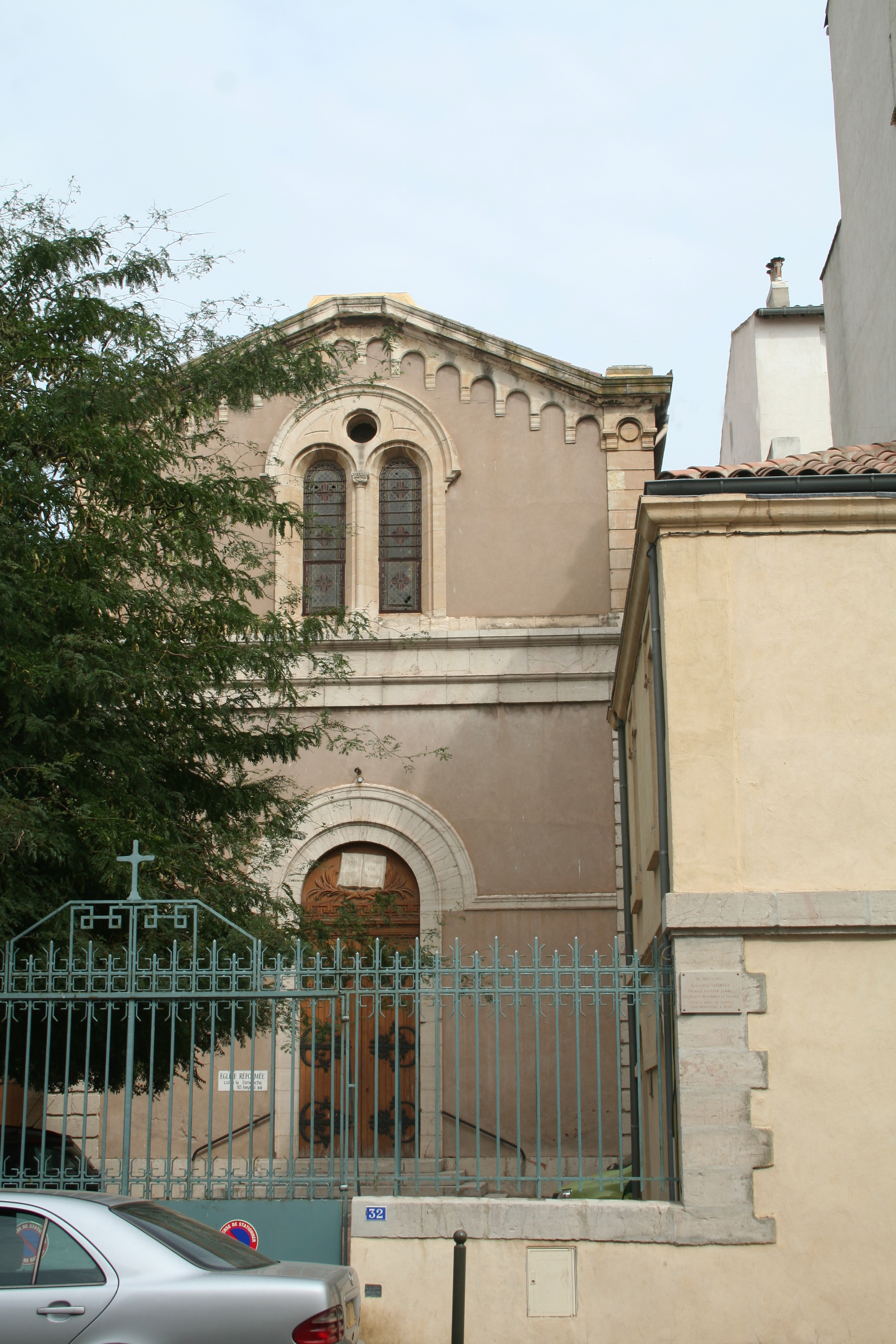
Temple protestant de Sète.

- Temple protestant de Sète, fondé en 1832, membre de l'Église protestante unie de France, rue Maurice-Clavel.
- Église évangélique assemblée de Dieu, rue Honoré-Euzet.
- Église protestante évangélique, impasse Gaffinel.

#### Musulman
- Mosquée, boulevard Pierre-Mendès-France.

#### Israélite
- Synagogue, chemin de l'Anglore.

#### Témoins de jéhovah
- Salle du royaume, quai des Moulins.

## Économie

### Revenus
En 2018, la commune compte 22 751 ménages fiscaux, regroupant 43 579 personnes. La médiane du revenu disponible par unité de consommation est de 18 320 € (20 330 € dans le département). 41 % des ménages fiscaux sont imposés (45,8 % dans le département).

### Emploi
|                | 2008   | 2013   | 2018 |
| -------------- | ------ | ------ | ---- |
| Commune        | 13,2 % | 14,8 % | 14 % |
| Département    | 10,1 % | 11,9 % | 12 % |
| France entière | 8,3 %  | 10 %   | 10 % |

En 2018, la population âgée de 15 à 64 ans s'élève à 24 340 personnes, parmi lesquelles on compte 65,8 % d'actifs (51,8 % ayant un emploi et 14 % de chômeurs) et 34,2 % d'inactifs,. Depuis 2008, le taux de chômage communal (au sens du recensement) des 15-64 ans est supérieur à celui de la France et du département.
La commune est la commune-centre de l'aire d'attraction de Sète,. Elle compte 16 679 emplois en 2018, contre 15 833 en 2013 et 15 630 en 2008. Le nombre d'actifs ayant un emploi résidant dans la commune est de 12 908, soit un indicateur de concentration d'emploi de 129,2 % et un taux d'activité parmi les 15 ans ou plus de 43,2 %.
Sur ces 12 908 actifs de 15 ans ou plus ayant un emploi, 8 939 travaillent dans la commune, soit 69 % des habitants. Pour se rendre au travail, 64,3 % des habitants utilisent un véhicule personnel ou de fonction à quatre roues, 9,1 % les transports en commun, 22 % s'y rendent en deux-roues, à vélo ou à pied et 4,4 % n'ont pas besoin de transport (travail au domicile).

### Activités

#### Secteurs d'activités
5 027 établissements sont implantés à Sète au 31 décembre 2019. Le tableau ci-dessous en détaille le nombre par secteur d'activité et compare les ratios avec ceux du département,.
| Secteur d'activité                                                                                        | Commune | Commune | Département |
| Secteur d'activité                                                                                        | Nombre  | %       | %           |
| --- | ------- | ------- | ----------- |
| Ensemble                                                                                                  | 5 027   | 100 %   | (100 %)     |
| Industrie manufacturière, industries extractives et autres                                                | 282     | 5,6 %   | (6,7 %)     |
| Construction                                                                                              | 552     | 11 %    | (14,1 %)    |
| Commerce de gros et de détail, transports, hébergement et restauration                                    | 1 791   | 35,6 %  | (28 %)      |
| Information et communication                                                                              | 112     | 2,2 %   | (3,3 %)     |
| Activités financières et d'assurance                                                                      | 172     | 3,4 %   | (3,2 %)     |
| Activités immobilières                                                                                    | 299     | 5,9 %   | (5,3 %)     |
| Activités spécialisées, scientifiques et techniques et activités de services administratifs et de soutien | 680     | 13,5 %  | (17,1 %)    |
| Administration publique, enseignement, santé humaine et action sociale                                    | 722     | 14,4 %  | (14,2 %)    |
| Autres activités de services                                                                              | 417     | 8,3 %   | (8,1 %)     |

Le secteur du commerce de gros et de détail, des transports, de l'hébergement et de la restauration est prépondérant dans la commune puisqu'il représente 35,6 % du nombre total d'établissements de la commune (1791 sur les 5027 entreprises implantées à Sète), contre 28 % au niveau départemental.

#### Entreprises et commerces
Les cinq entreprises ayant leur siège social sur le territoire communal qui génèrent le plus de chiffre d'affaires en 2020 sont : 
- Listel SAS, commerce de gros (commerce interentreprises) de boissons (61 769 k€) ;
- Unifert France SA, commerce de gros (commerce interentreprises) de produits chimiques (51 040 k€) ;
- Sete Exploitation Automobiles - Sea, commerce de voitures et de véhicules automobiles légers (20 527 k€) ;
- Comptoir Méditerranéen de l'Olive - Comolive, commerce de gros (commerce interentreprises) alimentaire spécialisé divers (16 536 k€) ;
- Ste Sea-Invest Sete, manutention portuaire (11 371 k€).

### Le Port: Sète Port Sud de France
La région Languedoc-Roussillon est propriétaire des installations portuaires de Sète-Frontignan depuis le 1er janvier 2007. Elle assure, à ce titre, les fonctions d'autorité portuaire et d'autorité concédante. En effet, Sète est un point stratégique pour le développement du commerce en Méditerranée, voire le commerce international. Ce projet d'aménagement du port de commerce est un véritable générateur d'emplois et de dynamisme économique pour la région.

Dans le port
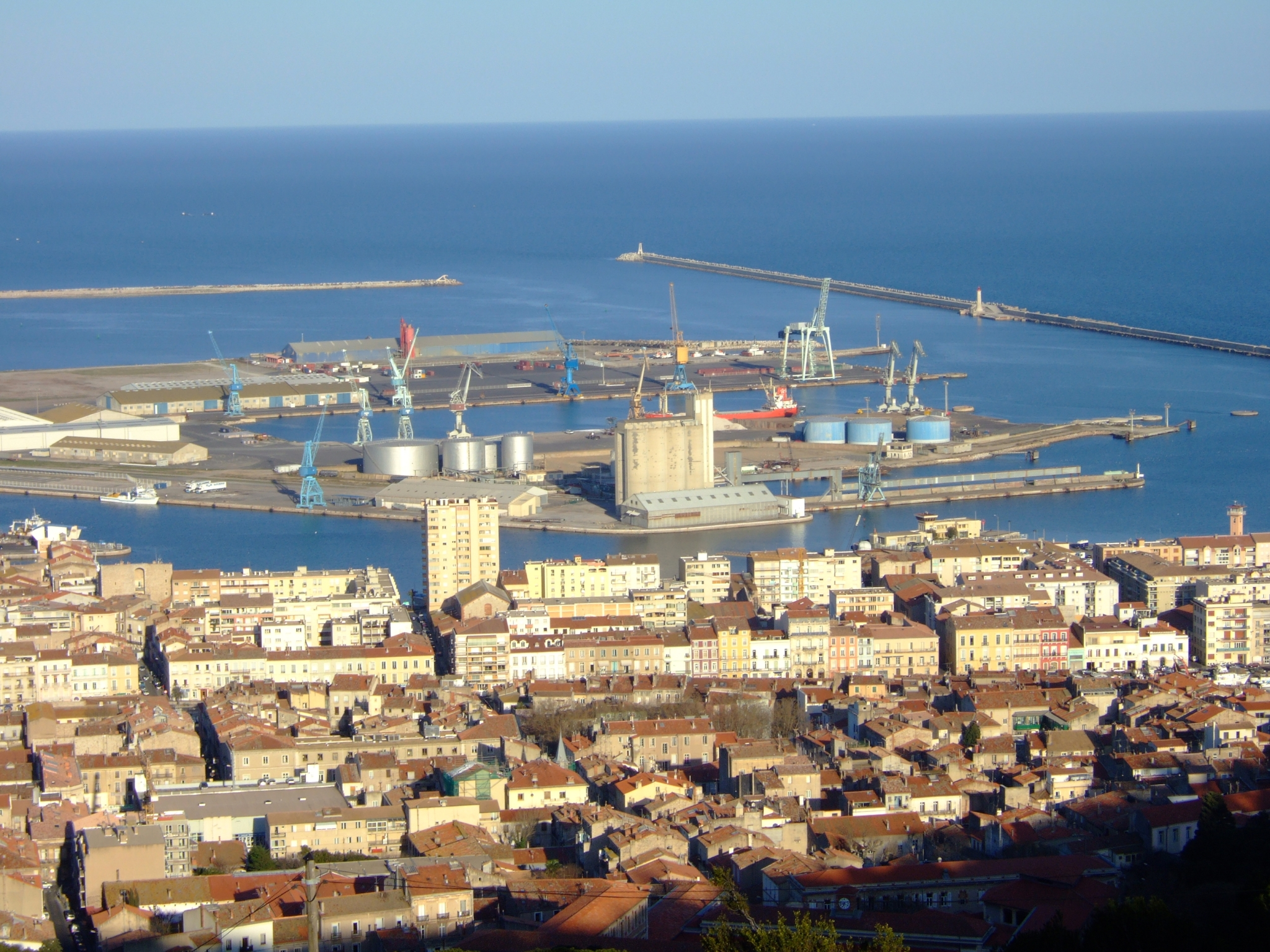
Une partie des quais du port de commerce en 2006 (avant démolition des silos et réaménagement de la zone pour accueillir ferries et paquebots).
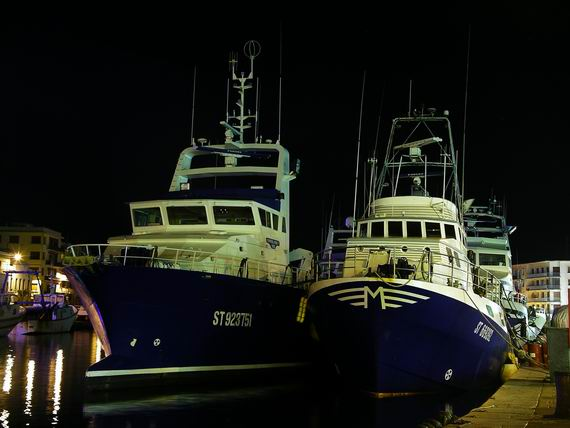
Bateaux de pêche industrielle.
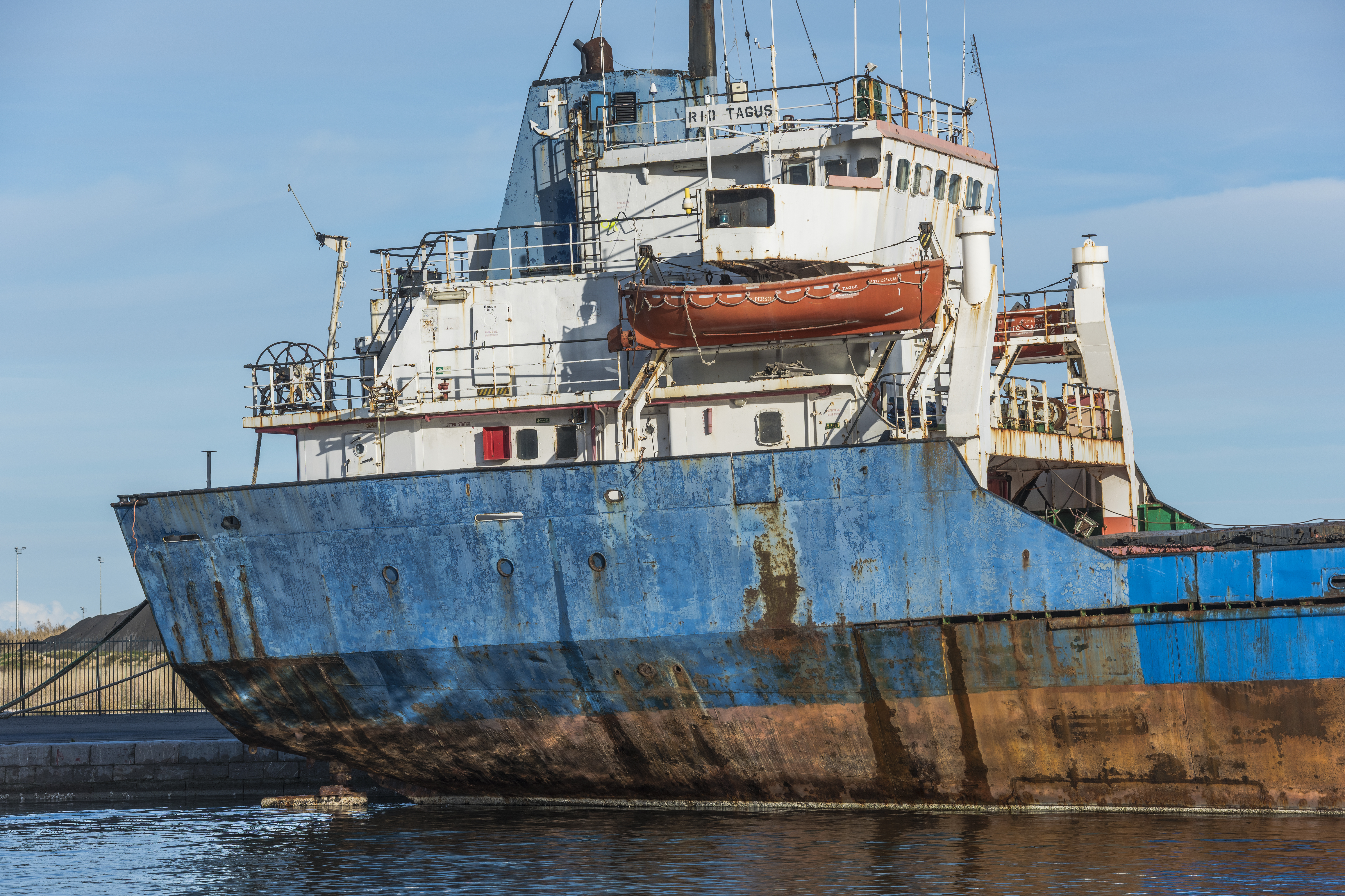
Le Rio Tagus coincé depuis le 29 octobre 2010 à Sète.
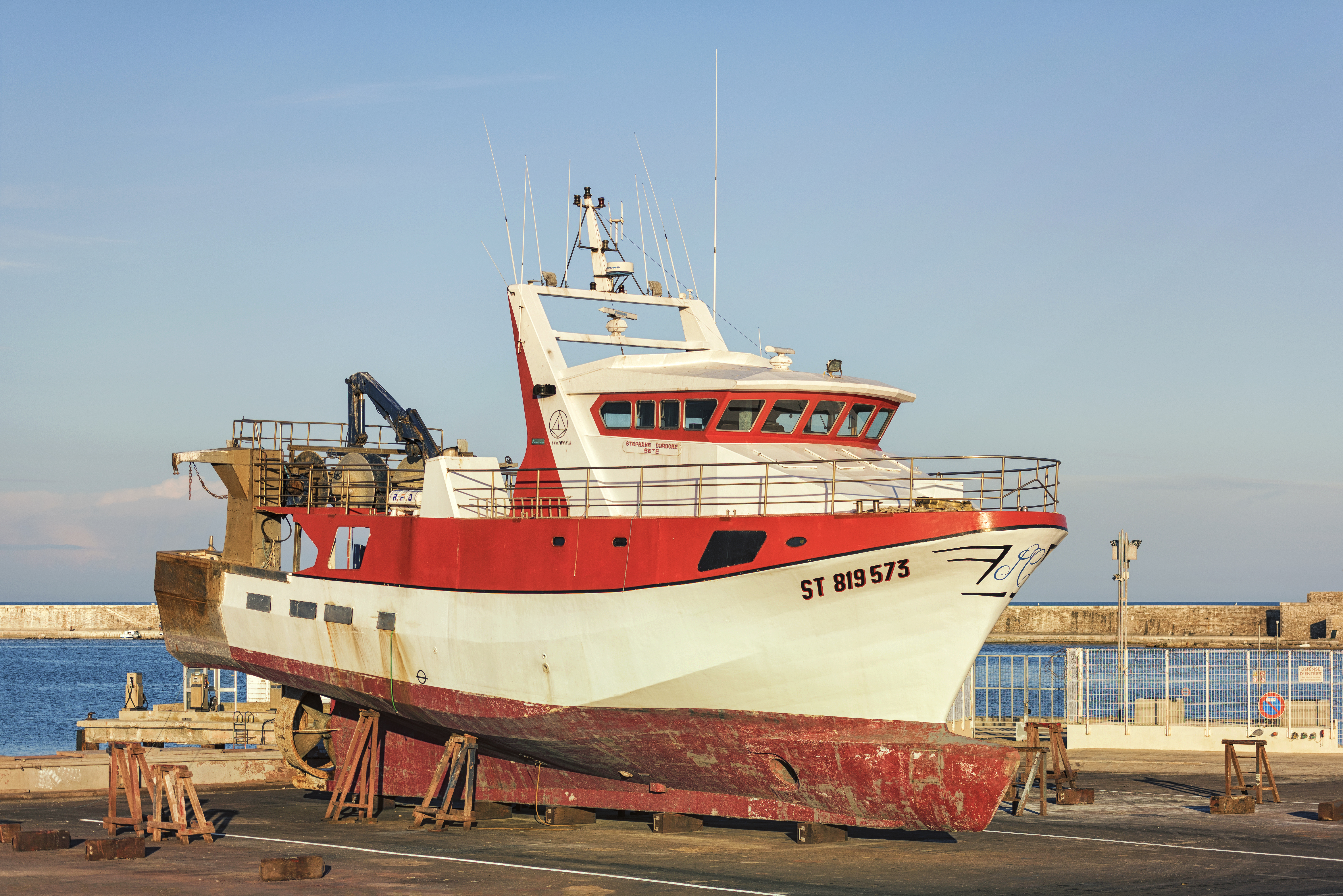
Le Stéphane Cardone sur le môle (Brise-lames) Saint-Louis à Sète. Juin 2018.
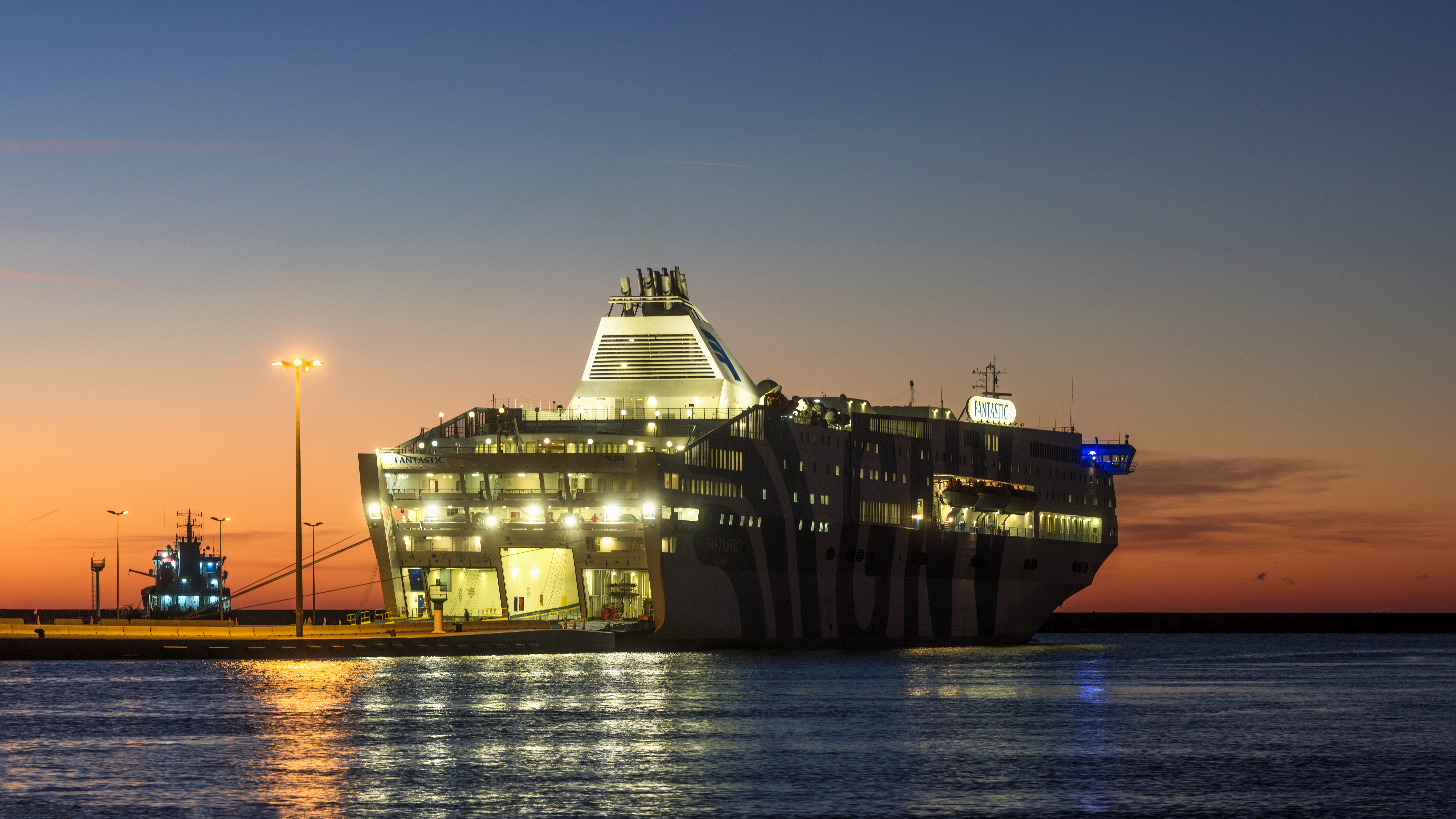
Le Fantastic, navire construit en 1996, faisant escale à Sète. Octobre 2018.
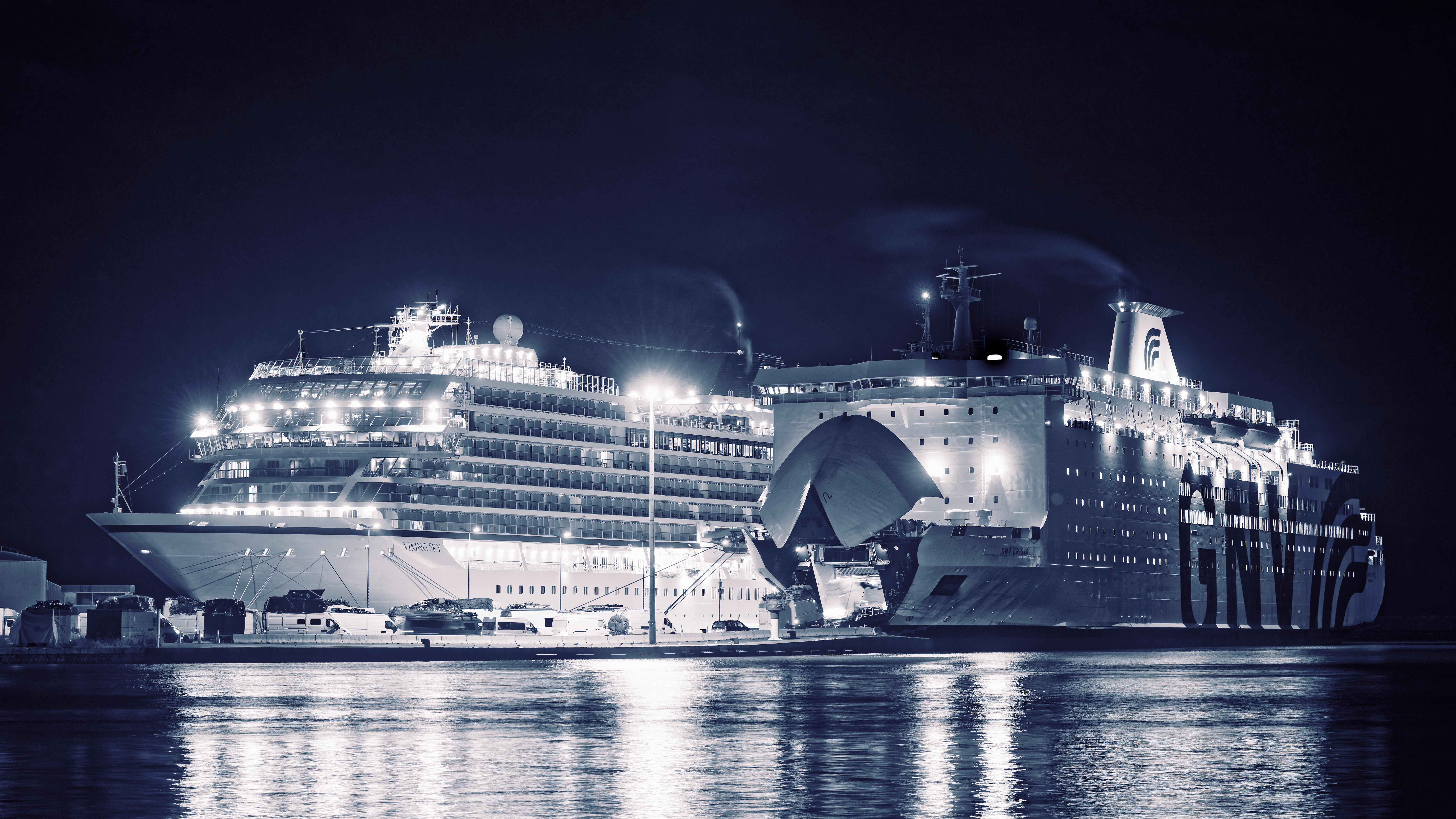
Le Viking Sky et le GNV Cristal en escale à Sète. Novembre 2018.
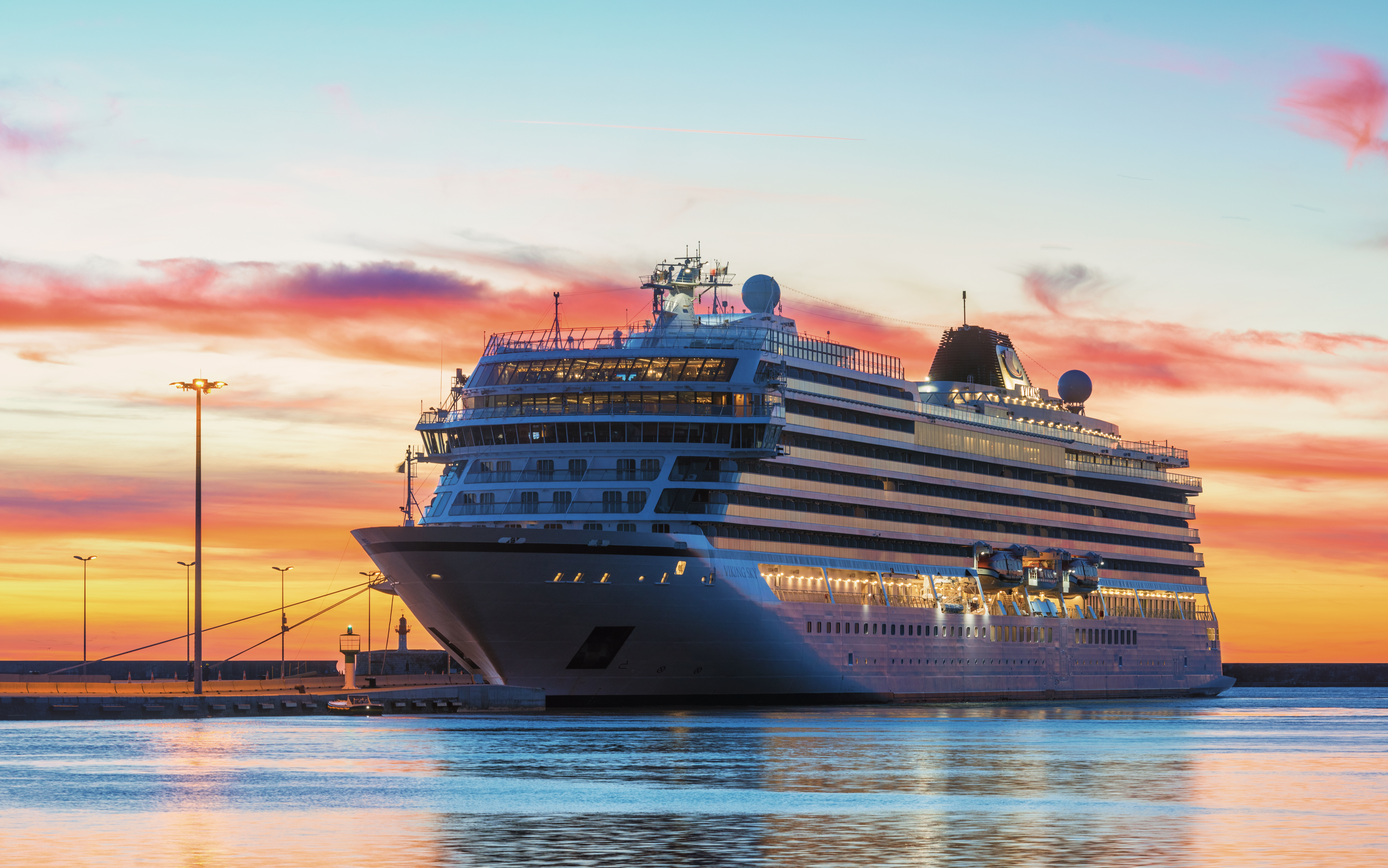
Le Viking Sky. Décembre 2018.
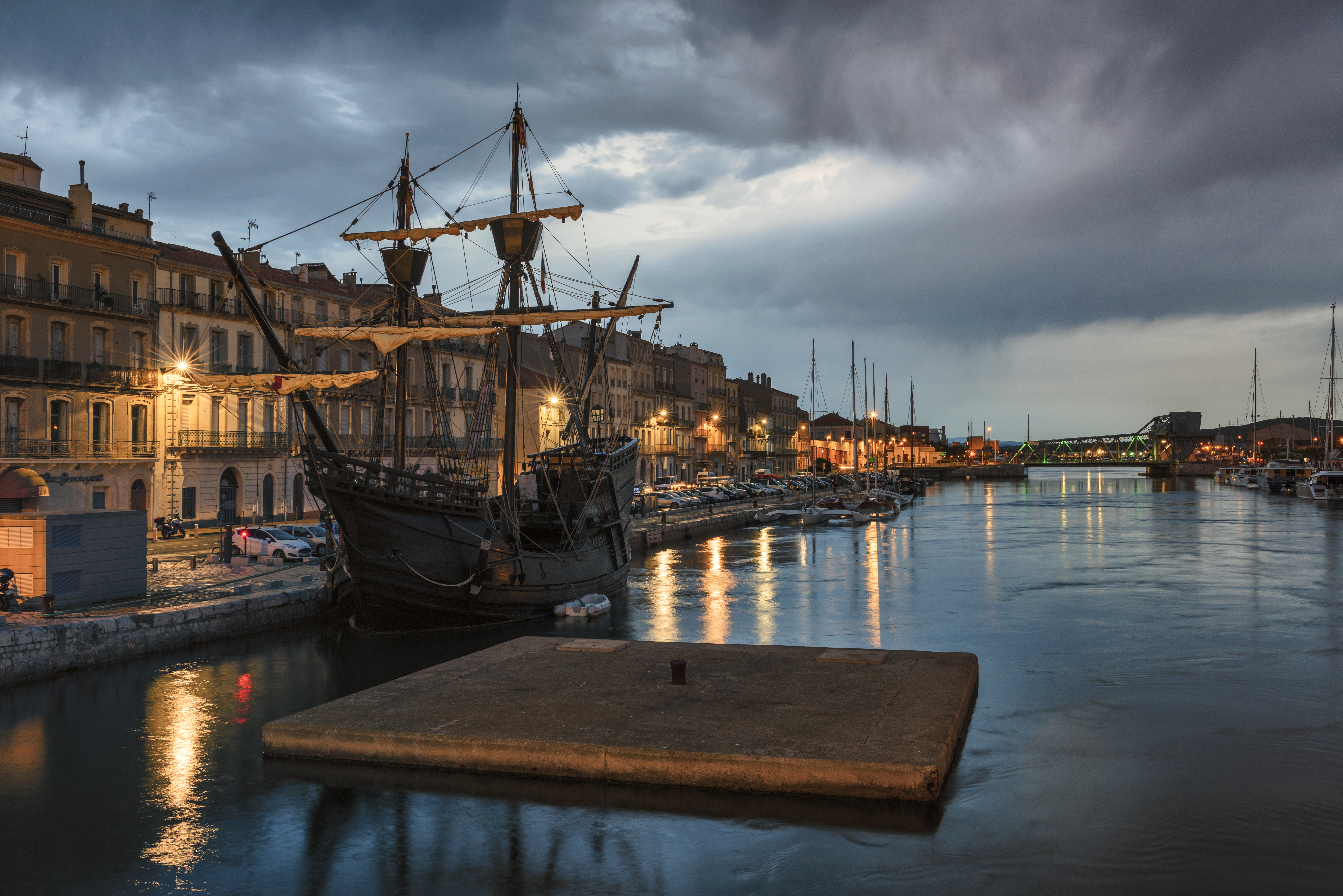
Le Nao Victoria (voir Victoria (bateau)) accosté au quai de la République à Sète. Juin 2019.
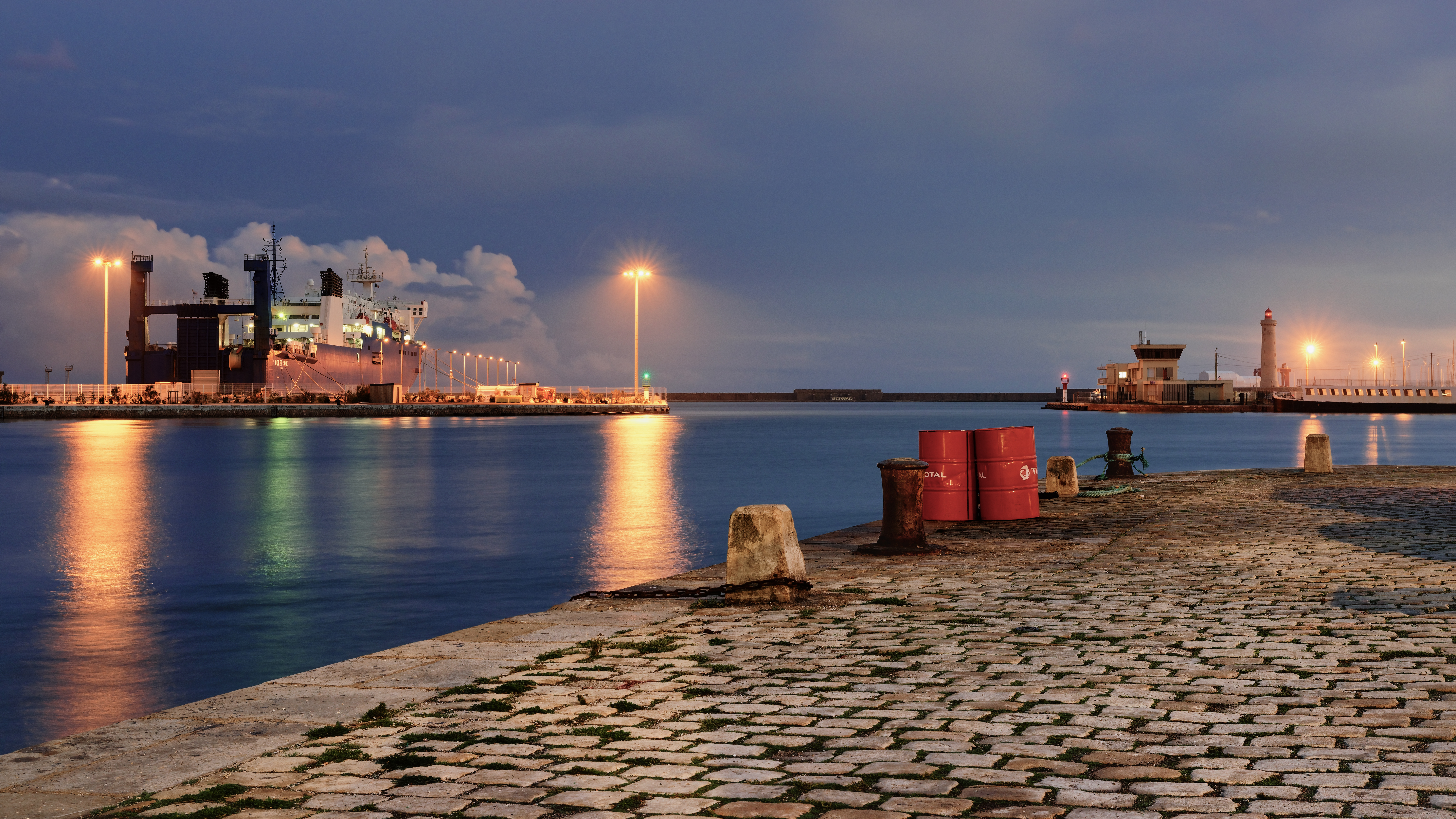
Sur la gauche le navire Odeep One, au fond à droite le phare du môle Saint-Louis. Vue depuis l'extrémité sud du quai de la République à Sète, France. Novembre 2020.
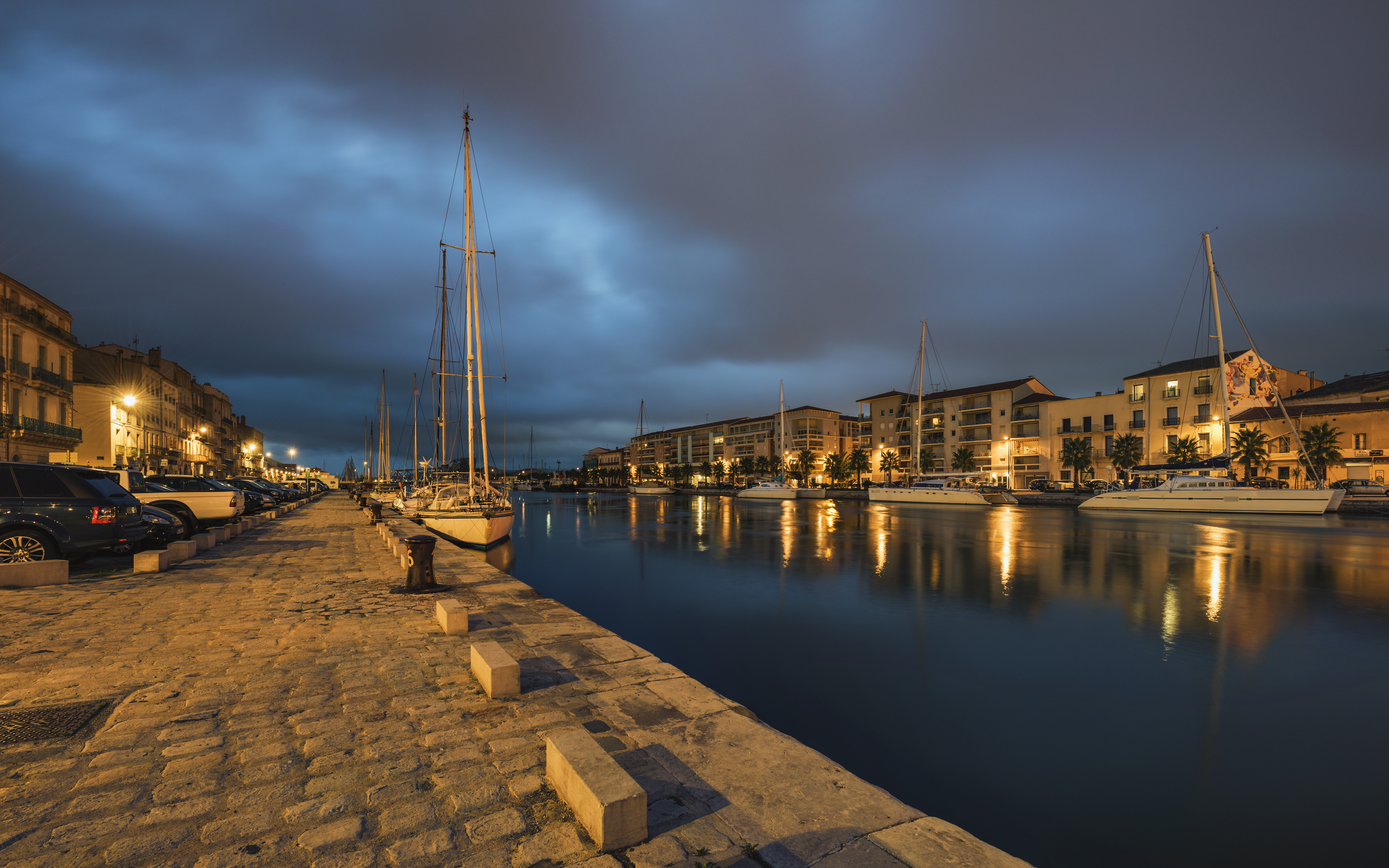
Le quai de la République à Sète. Novembre 2020.

Depuis le 1er janvier 2008, la chambre de commerce et d'industrie de Sète-Frontignan-Mèze n'assure plus l'exploitation du port (commerce et pêche). En effet, la région Languedoc-Roussillon a décidé de gérer seule le port à travers un établissement public régional dénommé Sète Port Sud de France, à la suite de l'échec des négociations avec la chambre de commerce et d'industrie de Sète-Frontignan-Mèze, sur la constitution d'une société portuaire.
Le port de Sète est au 11e rang des ports français avec 3,6 millions de tonnes traitées en 2005. Le port dispose également de trafic important de ferrys avec les pays d'Afrique du Nord et notamment le Maroc (Tanger et Nador).
En 2010, le port de Sète a progressé dans tous les domaines et s'affirme comme une plateforme très performante au niveau national. Avec 3,4 millions de tonnes, le trafic est en hausse de 16 % par rapport à 2009. Les marchandises diverses augmentent de 45 %, les vrac liquides de 13 % et les vrac solides de 10 %. Avec un trafic régulier, le port accueille parfois des navires dans un état peu reluisant, comme c'est le cas par exemple pour le Rio Tagus, retenu à quai depuis des années.
C'est aussi le premier port de pêche français en Méditerranée (au niveau national, c'est Boulogne-sur-Mer).
Depuis le 1er janvier 2004, le port des Eaux-Blanches a été créé sur le canal du Rhône à Sète, à l'embouchure de l'étang de Thau. C'est une alternative au « port à flot » qui permet de répondre à la demande croissante de place de port.
Actuellement, l’aménagement du nouveau terminal à conteneurs est prévue pour 2015 : il est un des éléments « clés » de la stratégie lancée par l’ancien président de la région, Georges Frêche. Le terminal conteneurs du Port de Sète est passé de 6 500 EVP en 2010 à 27 000 EVP en 2011. Il verra sa capacité passer à 200 000 EVP par an vers 2019 grâce à l’aménagement supplémentaire d’un terre-plein de 6 hectares et de l'élargissement en 2015 du quai H à une longueur de 467 m pour 14,5 m de tirant d'eau. Ce projet veut répondre à l’augmentation des flux de trafics conteneurisés et à la position régionale de Sète, pour faire de ce port une porte d’entrée du trafic marchand de l’Europe occidentale. Mais pour cela Sète doit répondre aux différentes exigences que demande cette ouverture aux trafics européens et internationaux.
Le port s'est équipé en 2011 d'un deuxième portique de déchargement sur le quai à conteneurs (quai E). Ce portique over panamax de 60 tonnes permet d’optimiser les escales des armateurs sur le port. Cette première étape lancée par la région se veut rassurante et dynamique et devrait aboutir en 2015 à l’achat, par un investisseur privé, de deux autres portiques qui seront disposés sur le nouveau terminal à conteneurs (quai H).
Un autre projet, en lien avec le développement du terminal à conteneurs, est la base arrière de logistique à Poussan (ville proche de l'autoroute A9). Cette structure permettra de conditionner les produits réceptionnés des armateurs nationaux et internationaux dans des délais rapides.
Enfin un dernier projet, toujours en rapport avec le terminal à conteneurs, est le développement et la modernisation du canal du Rhône pour accroître le transport par voie fluviale. Ce projet s'inscrit dans une politique de développement durable en lien avec l'aménagement du territoire de la région Languedoc-Roussillon.
Aucune exploitation agricole ayant son siège dans la commune n'est recensée lors du recensement agricole de 2020 (onze en 1988),.

### Tourisme
Au XIXe siècle, la pratique médicale des bains de mer a suscité la construction de deux établissements, l'établissement « hinschien », animé par Coraly Hinsch-Armengaud en 1847, et le Lazaret, créé par l'Église réformée de Sète, en 1865 et devenu un centre de vacances. Le Lazaret, toujours en activité, accueille un tourisme familial.

## Culture locale et patrimoine

### Sète dans la peinture

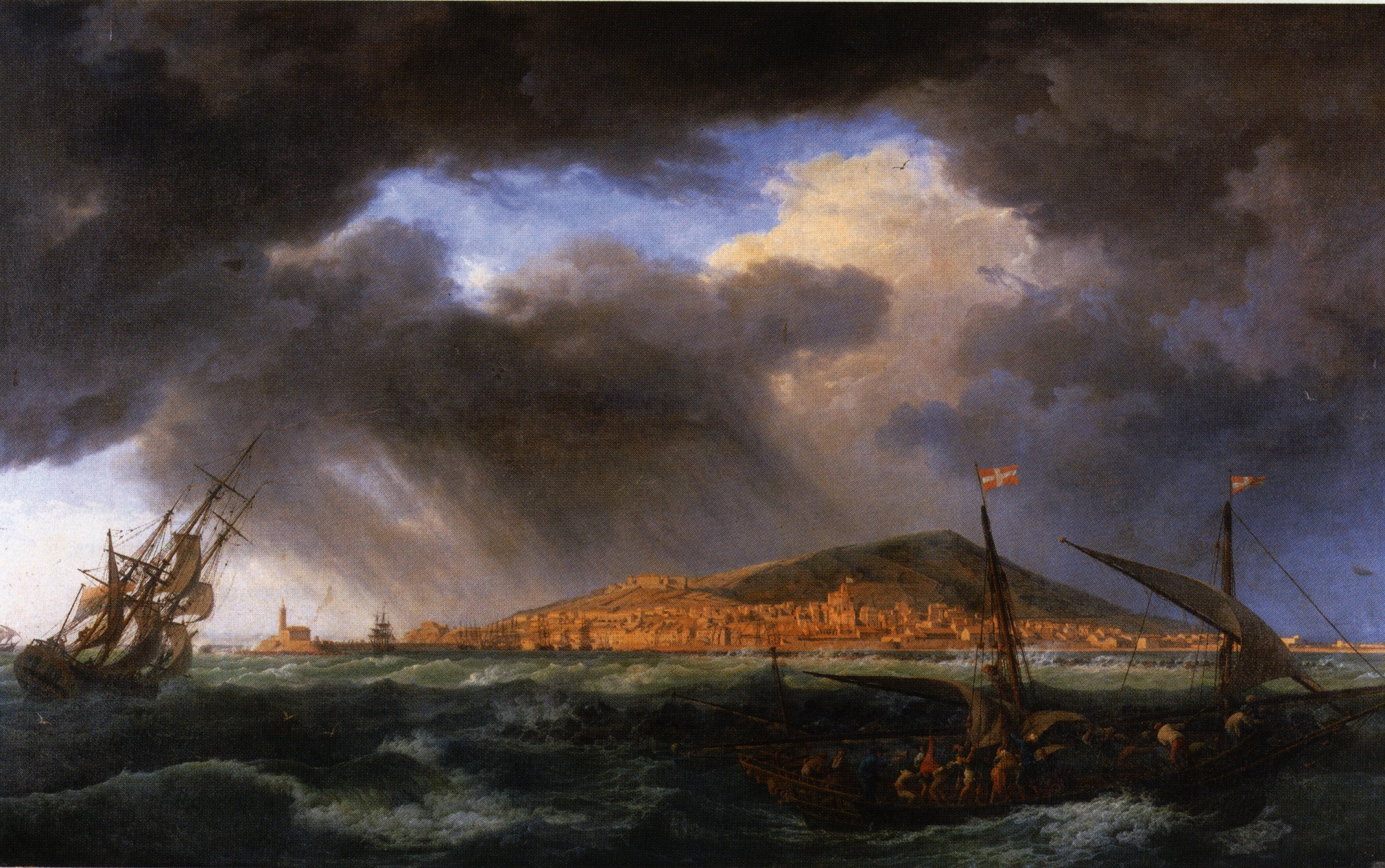
Le Port de Sète sous la tempête, Claude Joseph Vernet.
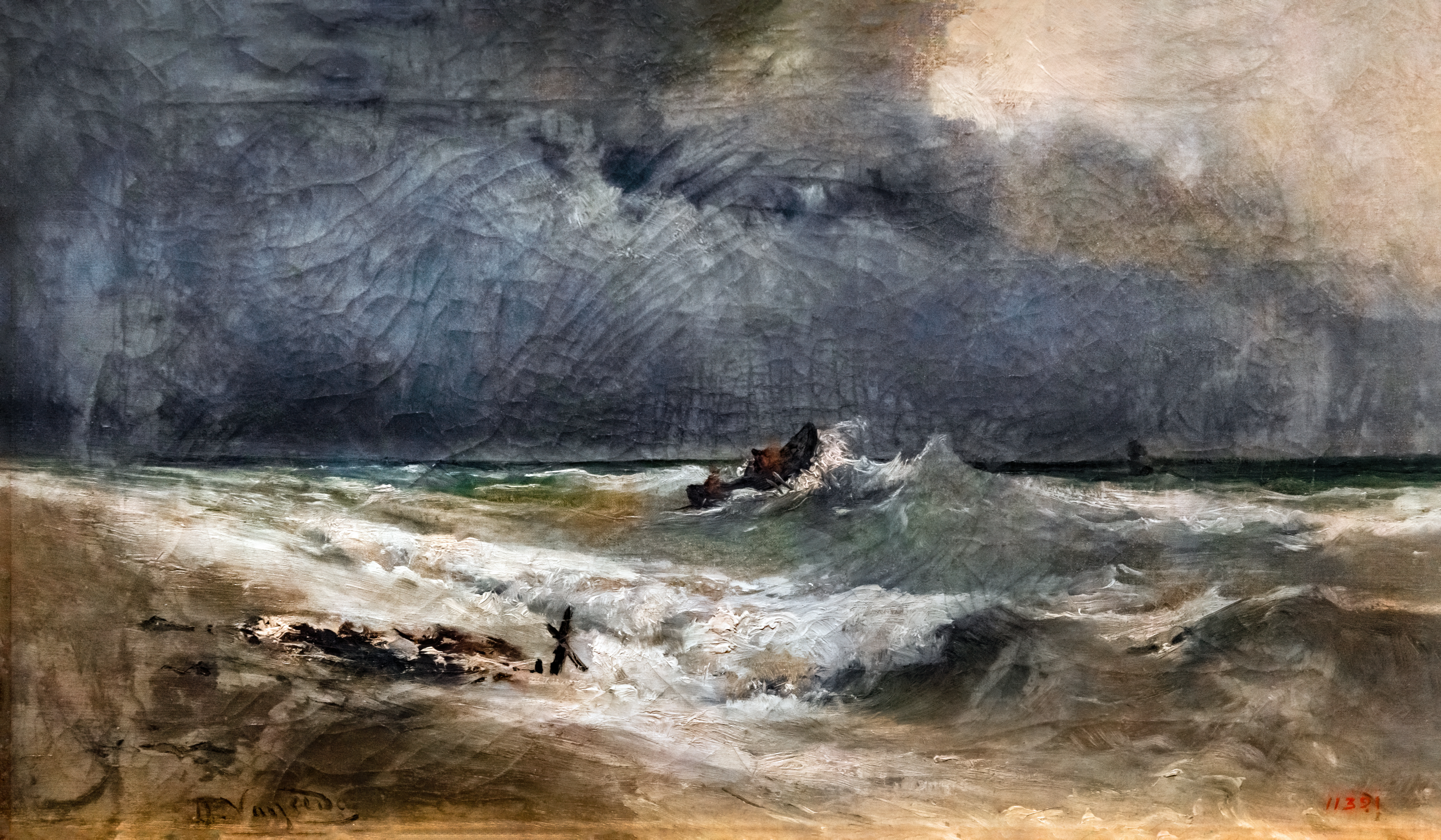
Marine, Joaquín Vayreda, MNAC.

### Lieux et monuments
Sète est une ville très touristique, notamment durant la période estivale. L'office de tourisme de Sète fait partie, depuis 2006, des établissements classés « 4 étoiles ».

#### Édifices civils
- Le théâtre de la Mer (fort Saint-Pierre).
- Théâtre Molière - Scène nationale de Sète et du bassin de Thau[109], théâtre à l'italienne début XXe siècle, sur le modèle de l'opéra-comédie de Montpellier ; décors peints de scènes de la vie portuaire du foyer ; important lustre dans la grande salle, etc.
- Le palais consulaire, de style Art déco, est surmonté à son angle d'une originale tour de l'horloge-campanile. Belle ferronnerie de la porte d'entrée.
- Nombreuses façades haussmanniennes richement décorées (1860-1920).
- Anciens entrepôts Dubonnet (1924) le long du canal. Inscrits MH depuis 2008, rare vestige architectural de l'important trafic vinicole qui anima le port de Sète aux XIXe et XXe siècles
Les anciens chais sont organisés autour d'une grande halle étoilée sur plan carré.
- Le canal royal.
- Le mont Saint-Clair, qui offre un large panorama depuis son nouveau belvédère, avec à proximité :
  - La chapelle Notre-Dame-de-la-Salette (1861), décorée de nombreuses fresques, dont certains murs intérieurs comportent encore d'anciens ex-voto ;
  - Le phare du Mont-Saint-Clair, inscrit aux monuments historiques en 2011[110].
  - Le Fort Richelieu, inscrit au titre des monuments historiques[111].
- Le kiosque à musique Belle Époque récemment restauré en centre-ville.
- Nombreux phares et sémaphores des XIXe et XXe siècles.
- Le cimetière marin avec les tombes de Paul Valéry (1871-1945)[112] et de Jean Vilar (1912-1971).
- Le cimetière Le Py (anciennement dénommé « cimetière des pauvres ») avec la tombe de Georges Brassens (1921-1981) et d’Alfred Nakache (1915-1983) .
- L'Espace Georges-Brassens[113].
- Le musée Paul-Valéry.
- L'école des beaux-arts de Sète.
- Le musée international des arts modestes (MIAM)[114].
- Le Centre régional d'art contemporain Occitanie[115].
- Le musée de la Mer.
- La redoute du Pont-Levis (fortification du XVIIIe siècle).
- Le monument de Pierre Nicouleau dédié aux martyrs de la résistance et de la déportation sur la Corniche maquis Jean-Pierre[116].
- La maison Doumet-Adaroson occupée par la Croix-Rouge de 1890 à 2021[117]
- La villa du peintre Pierre Soulages, située au no 187 de la rue François Desnoyer sur les pentes du mont Saint-Clair. Construite en 1960 par l'architecte Jean Rouzaud (1926-2014), elle a été inscrite sur la liste des monuments historiques de l'Hérault le 28 octobre 2019[118].

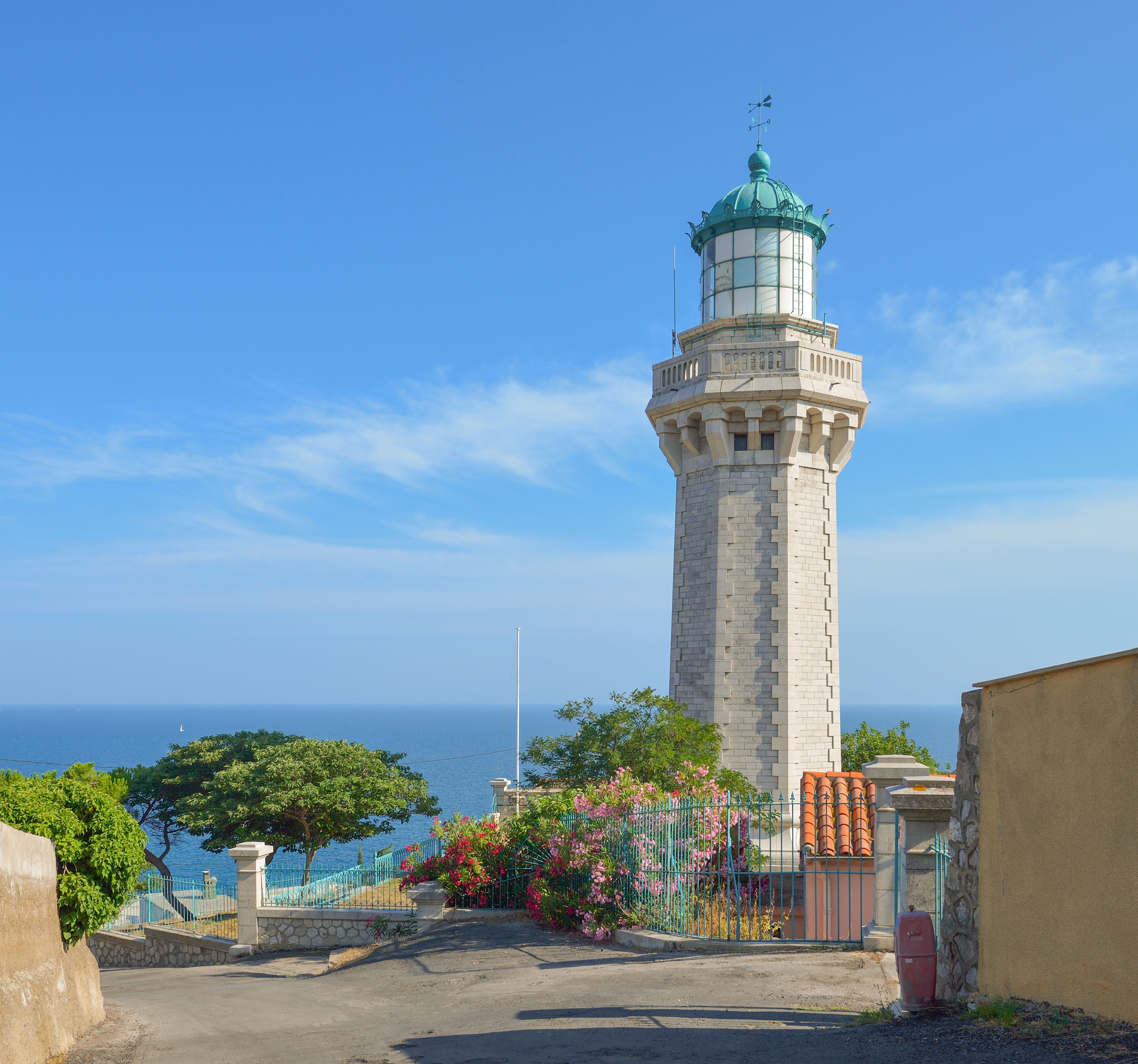
Le phare du Mont-Saint-Clair.
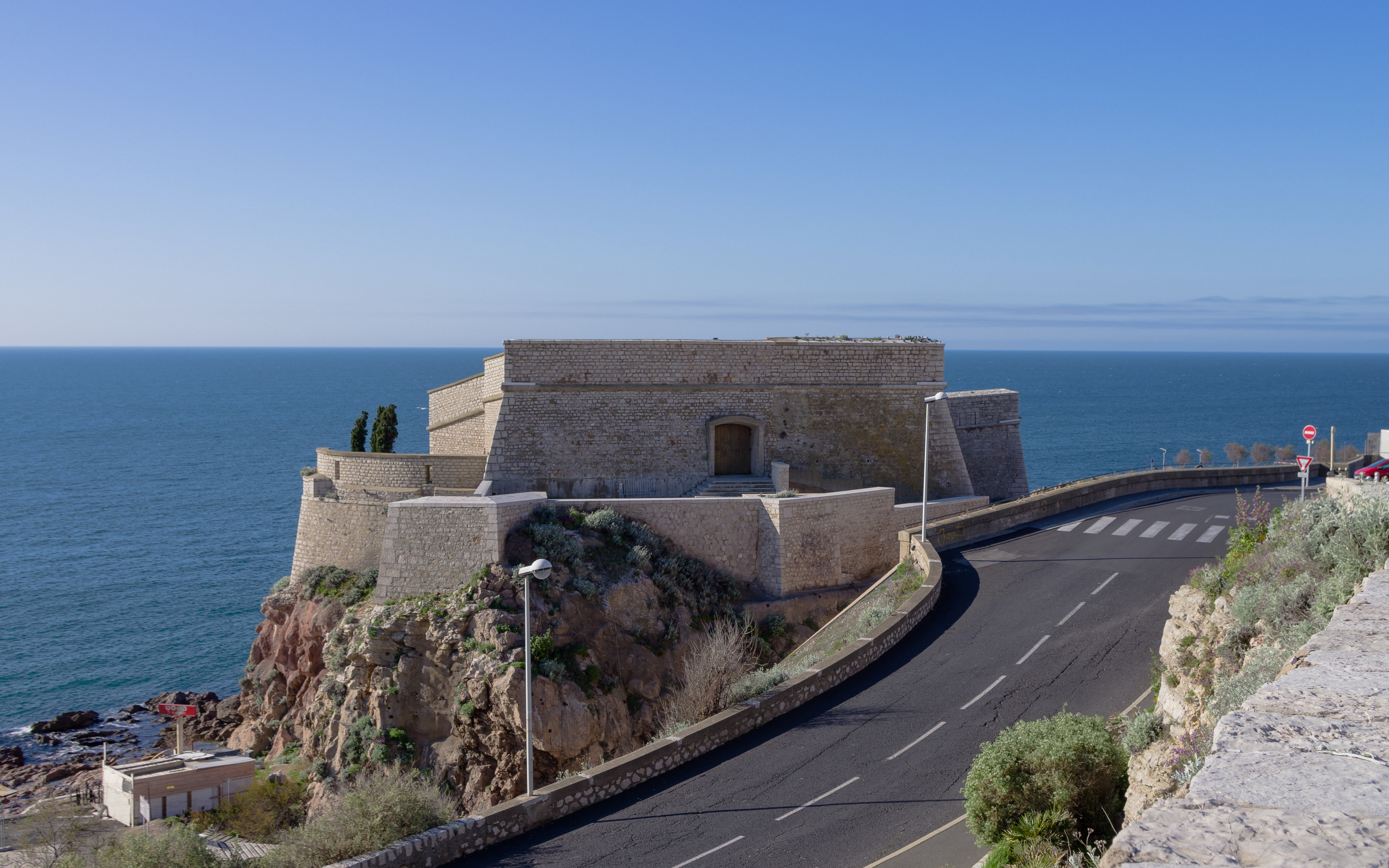
Le théâtre de la Mer.
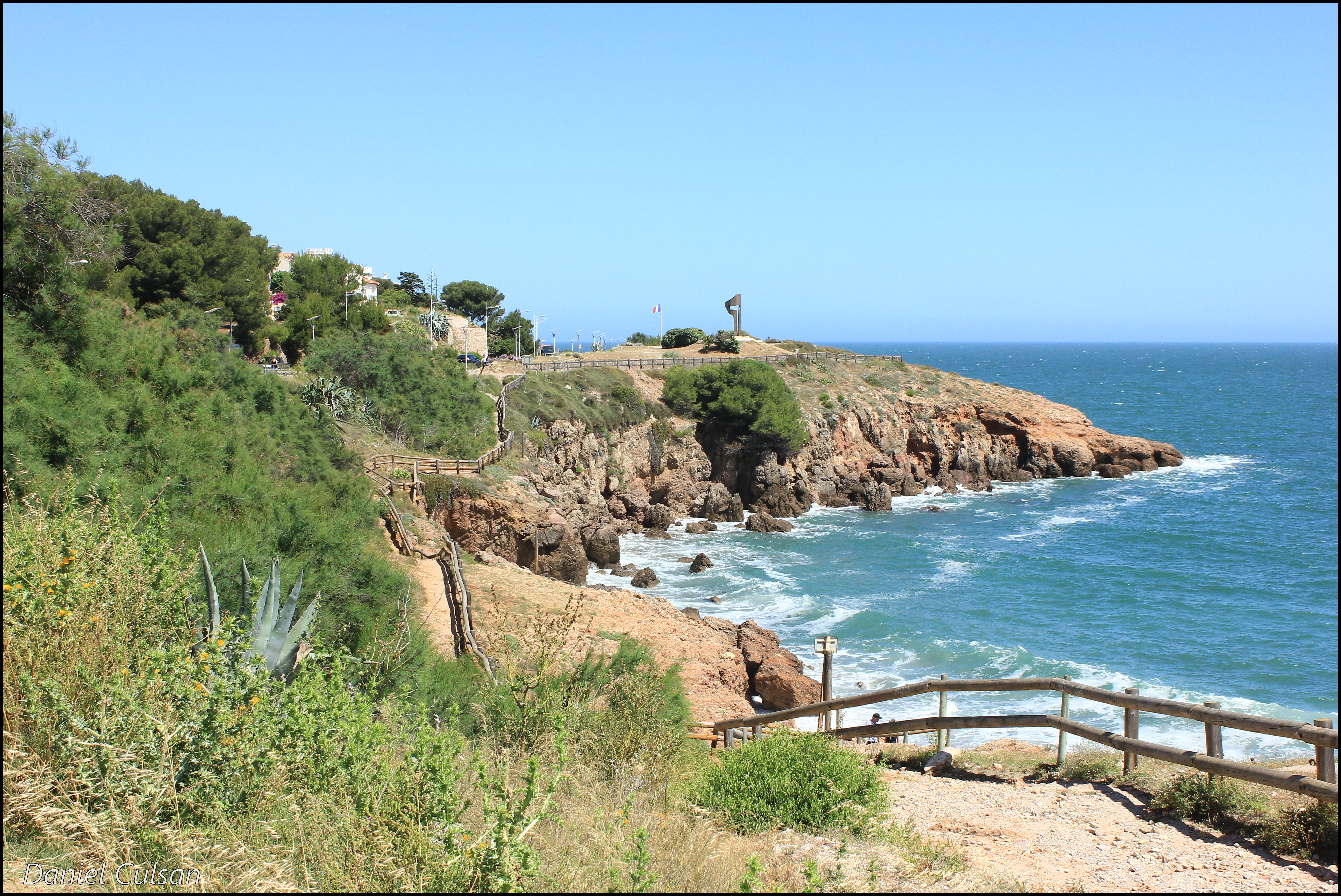
Promenade de la corniche.
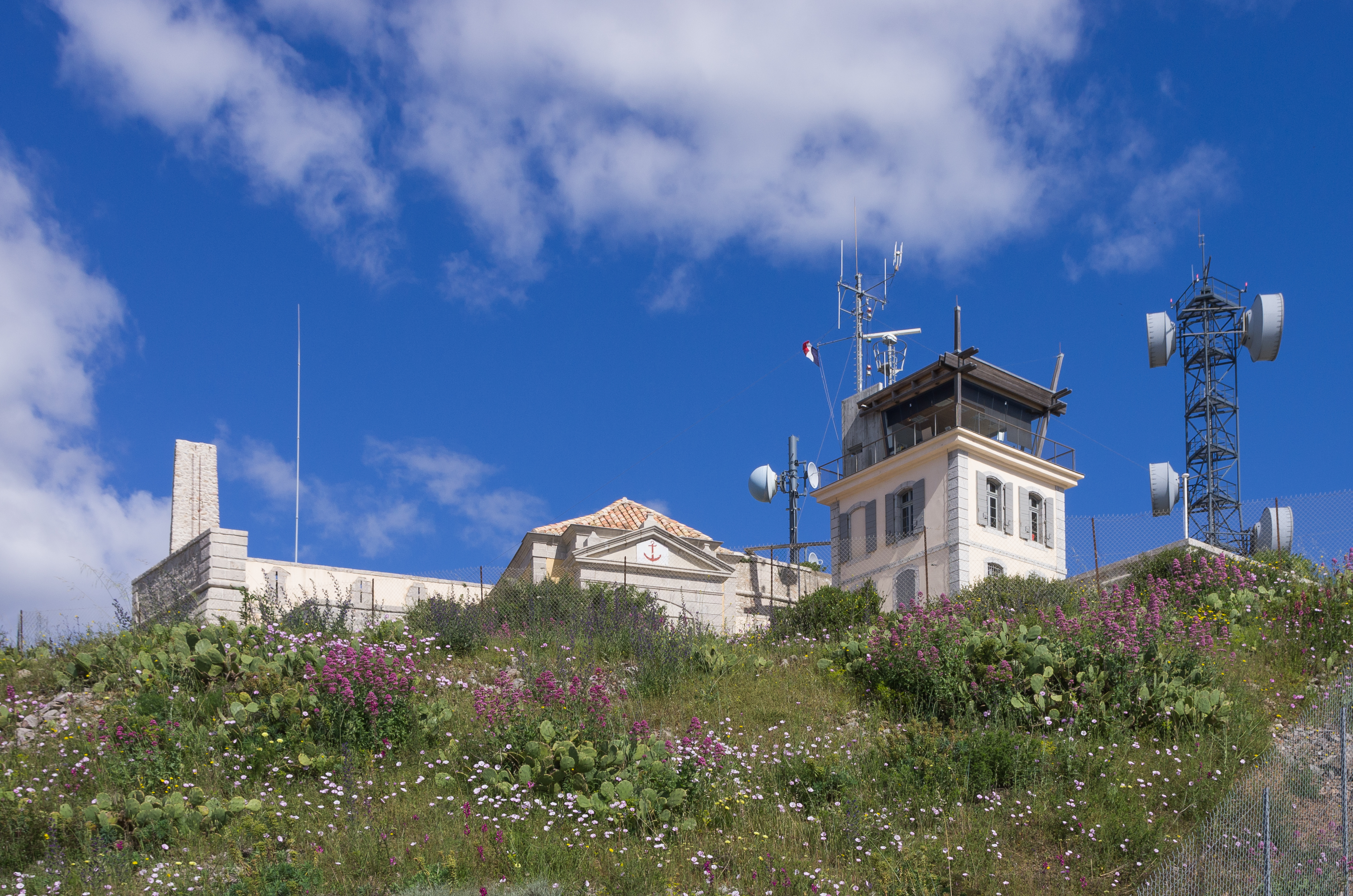
Le fort Richelieu.
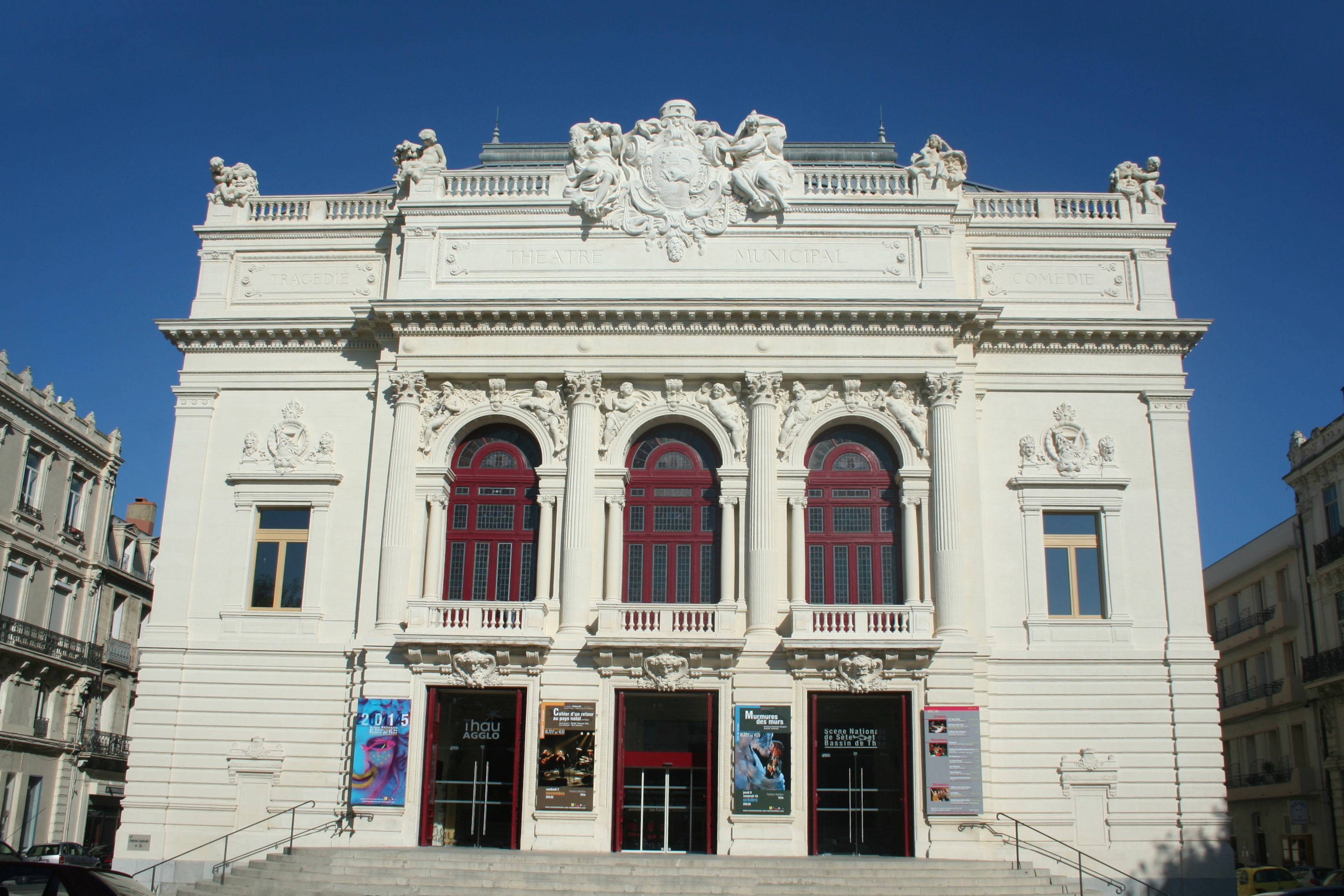
Le théâtre Molière.
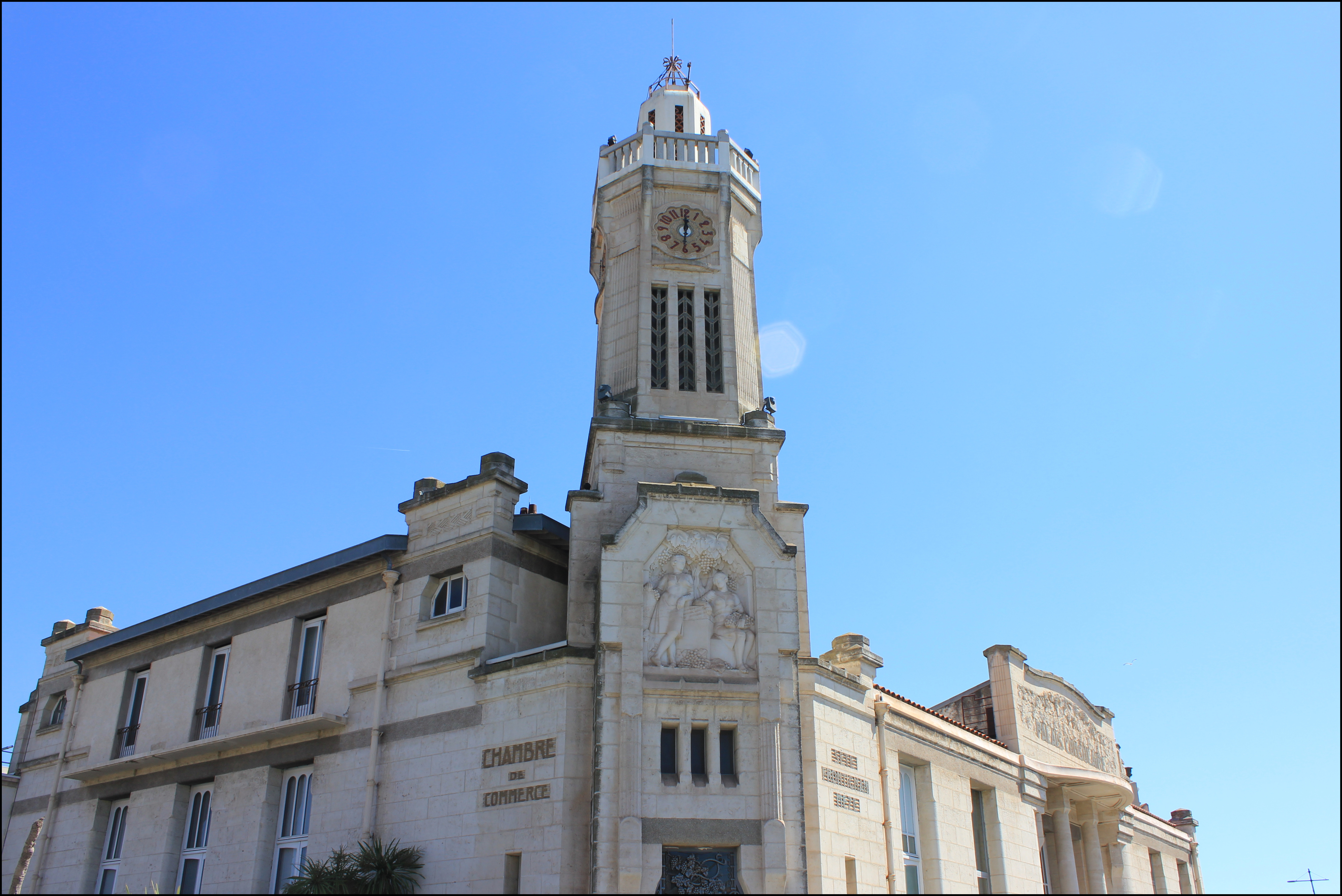
Chambre de commerce.
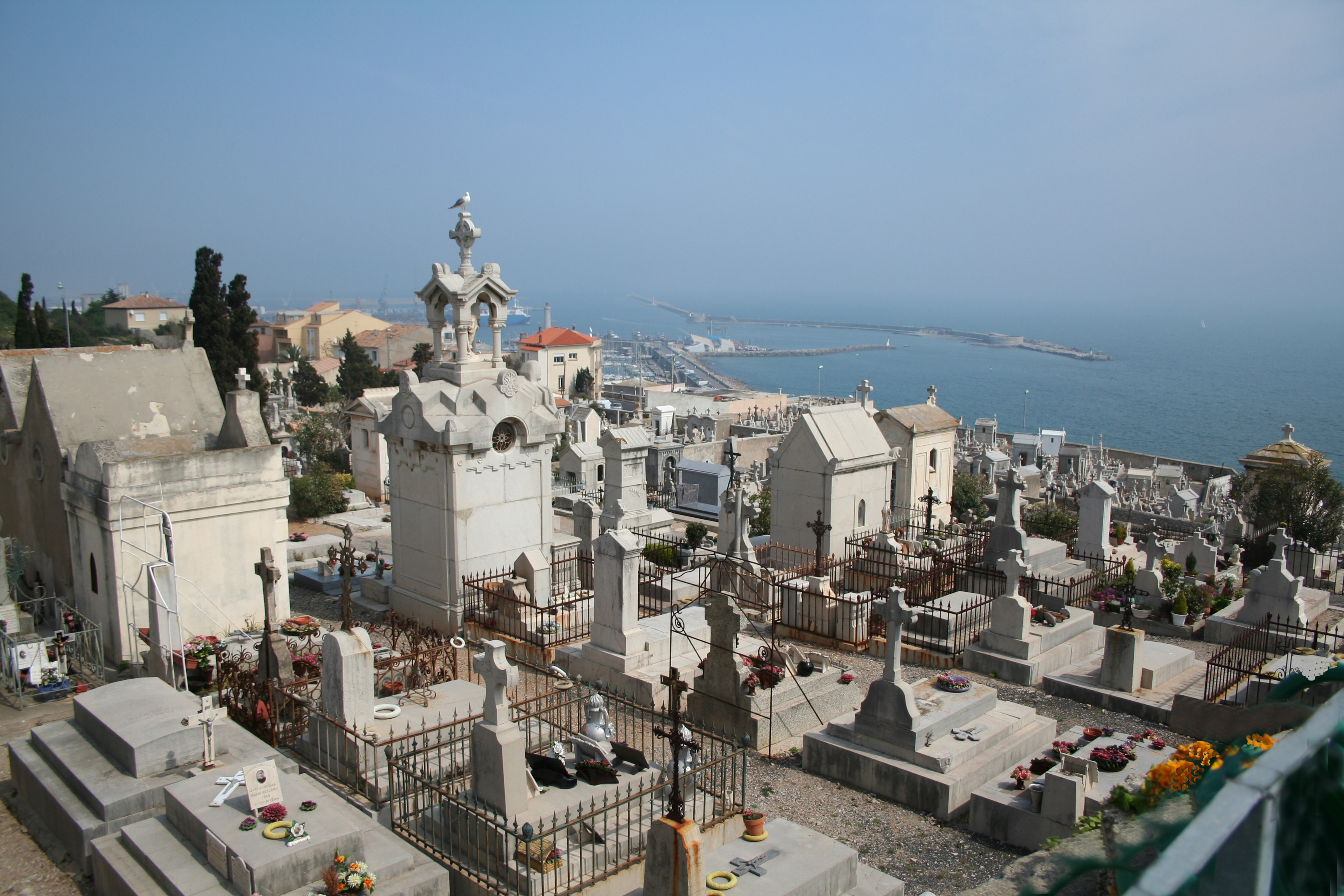
Le cimetière marin.
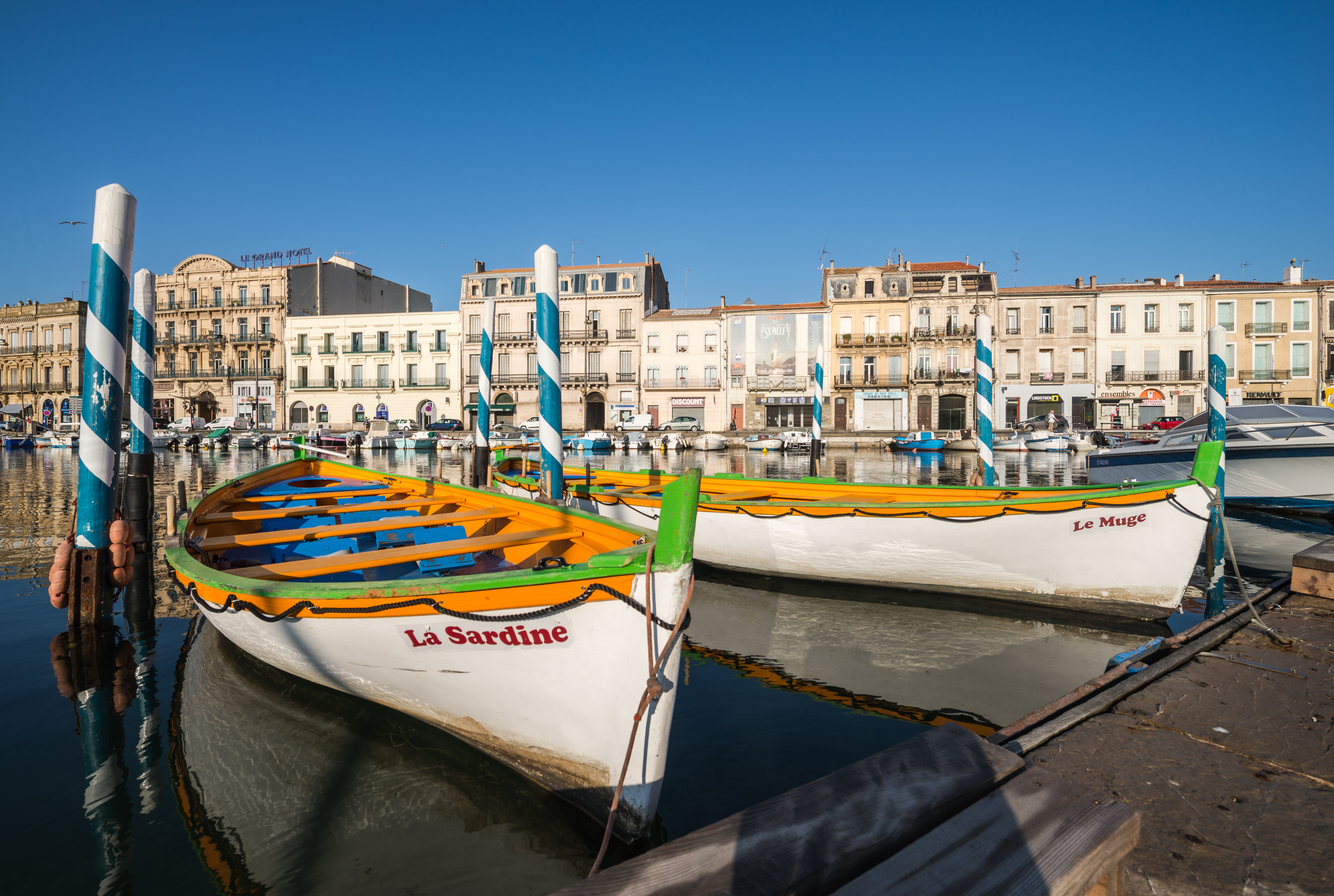
Le canal.
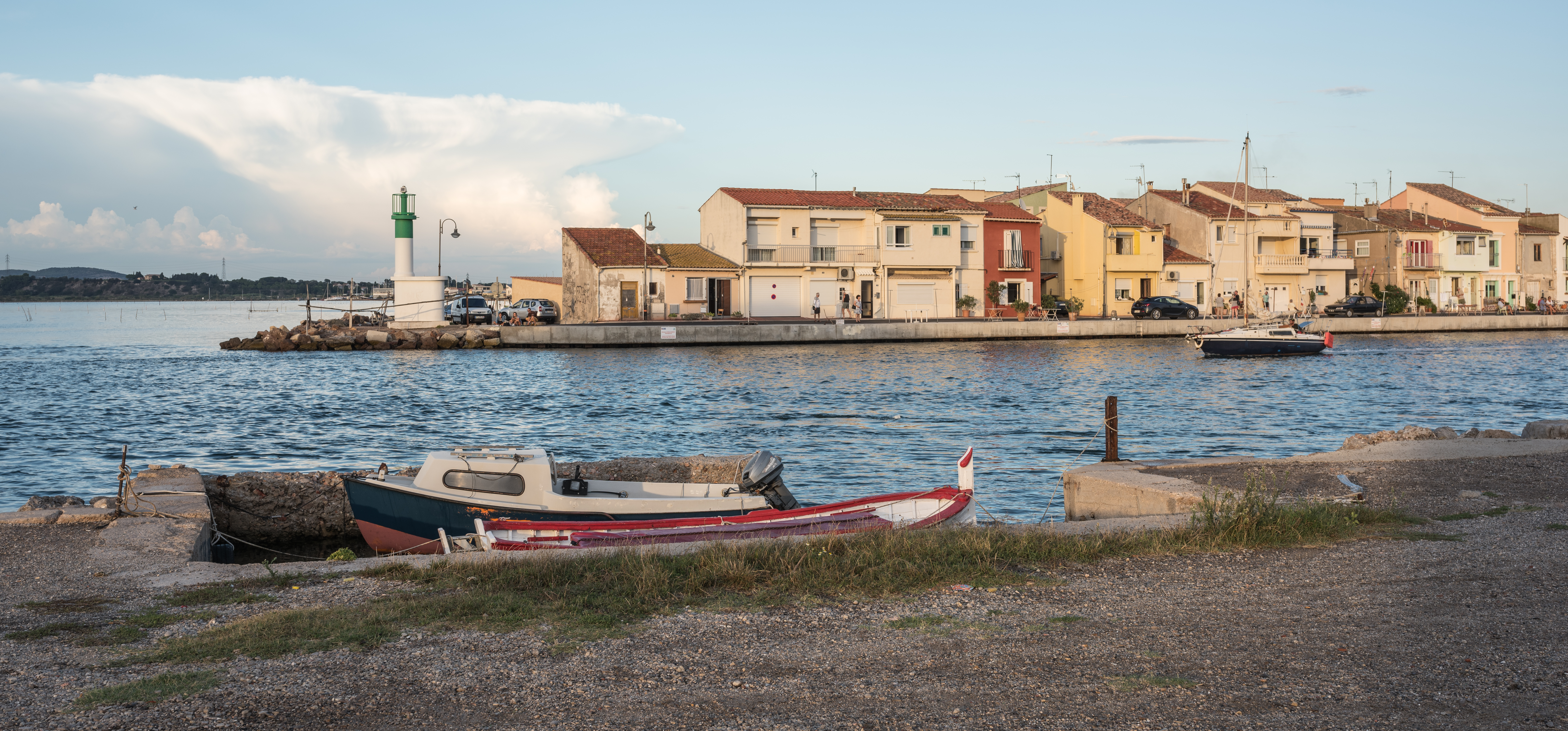
Quai du Mistral.
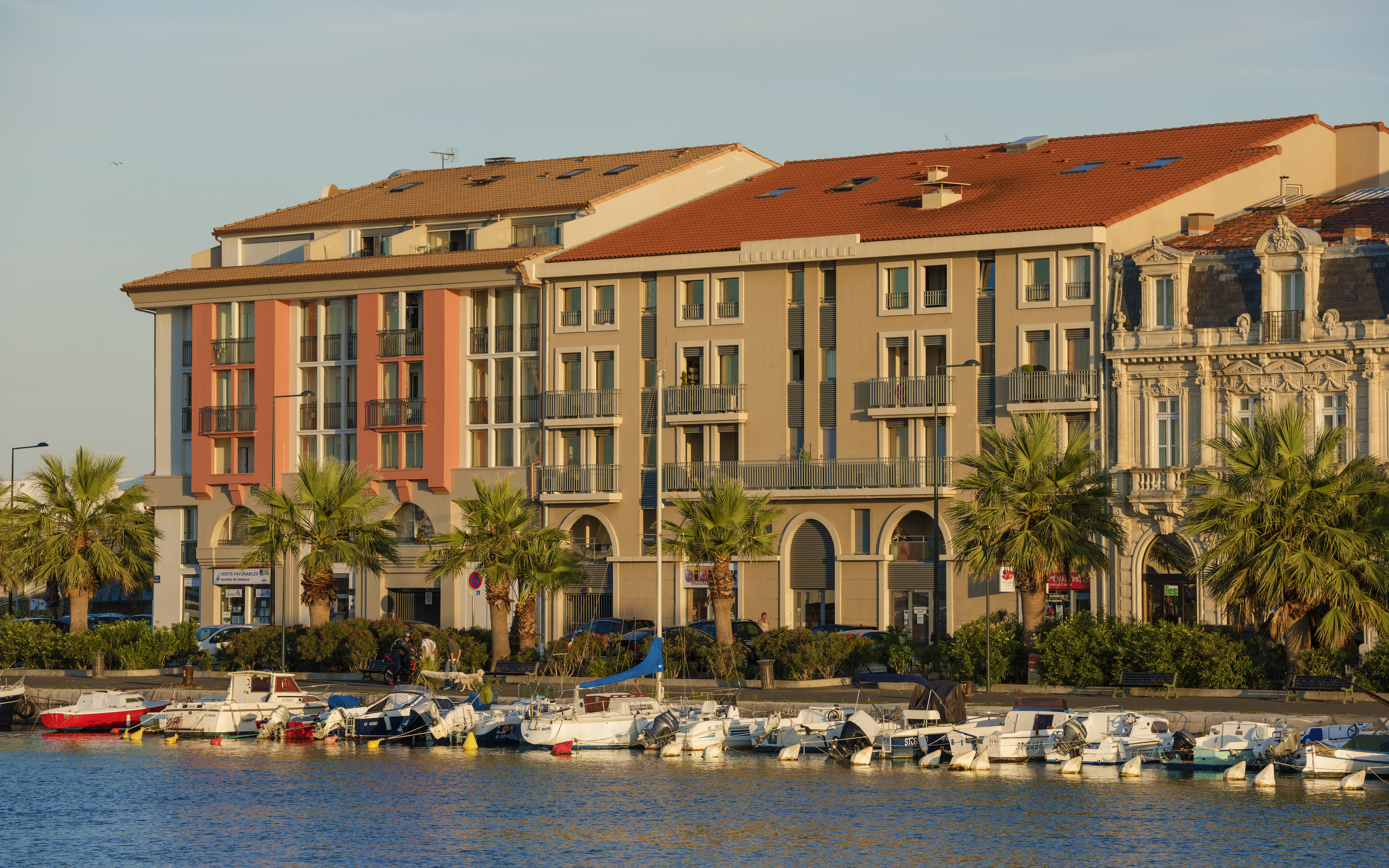
Quai Vauban.

### Sites naturels
- Forêt des Pierres Blanches

### Personnalités liées à la commune

#### Artistes

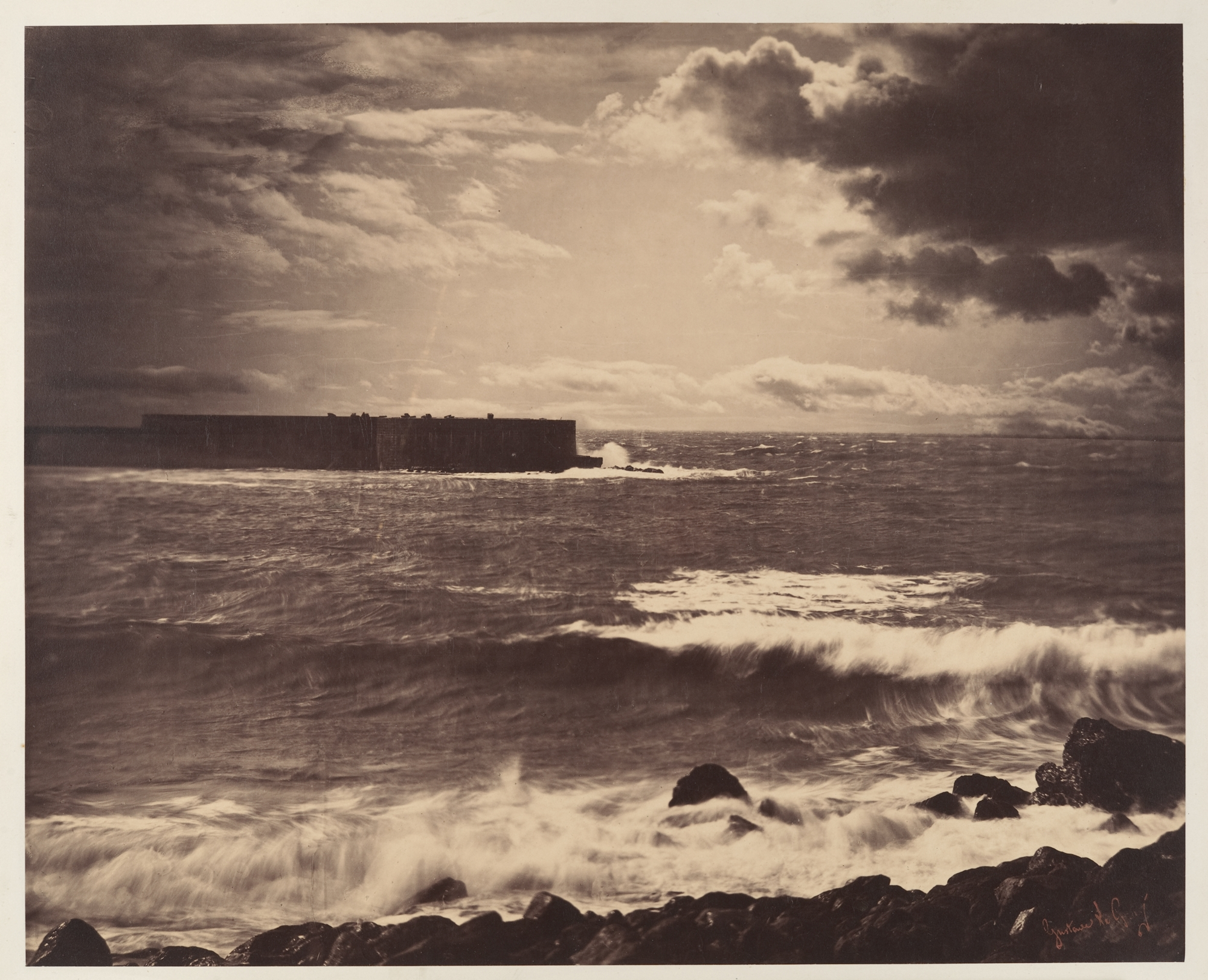
La Grande Vague, Sète, de Gustave Le Gray.
Tirage sur papier albuminé, (exemplaire du Metropolitan Museum of Art).

- Claude Albarède (né en 1937), poète, né à Sète.
- Hervé Baille (1896-1974), dessinateur et graveur, né à Sète.
- Lucien Barjon (1916-2000), acteur, né à Sète.
- Bernard Belluc (né en 1949), artiste et collectionneur, cofondateur du MIAM.
- Michel Bez (1951-2018), artiste peintre, vit à Sète.
- Céleste Boursier-Mougenot (né en 1961), compositeur et plasticien, vit à Sète.
- Henri Colpi (1921-2006), cinéaste (enterré au cimetière marin).
- Robert Combas (né en 1957), peintre, a passé sa jeunesse à Sète.
- Thierry Crouzet (né en 1963), écrivain.
- Gregory Del Piero (né en 1972), producteur de musique/DJ.
- Corinne Desarzens (née en 1952), écrivaine et journaliste franco-helvétique, née à Sète.
- Hervé Di Rosa (né en 1959), peintre, né à Sète.
- Richard Di Rosa (né en 1963), sculpteur, né à Sète.
- George Edward (1866-1952), dessinateur humoristique, graveur et affichiste, né à Sète.
- Pierre François (1935-2007), peintre.
- Jean Gourguet (1902-1994), réalisateur, scénariste et producteur de cinéma, né à Sète.
- Fernand Granier (1901-1927), poète né et mort à Sète.
- Charles Guéret (1885-1932), écrivain et médecin, a vécu à Sète de 1918 à 1932.
- Coraly Hinsch (1801-1890), prédicatrice protestante française et fondatrice du premier établissement de bains de mer à Sète.
- Marcel Jeanjean (1893-1973), illustrateur, né à Sète.
- Éliane Beaupuy-Manciet (1921-2012), artiste peintre, graveuse et illustratrice française, cofondatrice et directrice de l'école des beaux-arts de Sète.
- Pierre Nocca (1916-2016), sculpteur (Fontaine du Pouffre), né à Sète.
- Maria Pi Ferrer (1884-1960), écrivaine catalane, institutrice à Sète.
- Alain Rollat (né en 1943), journaliste, écrivain, fondateur de La Gazette de Sète.
- Yves Rouquette (1936-2015), romancier, poète occitan, né à Sète.
- Jacques Rouré (1924-2006), écrivain, né à Sète.
- Le peintre indonésien Salim a vécu à Sète de 1946 à 1957.
- Henri Serre (1931-2023), acteur (Jules et Jim de François Truffaut en 1962), né à Sète.
- Lucien-Victor Guirand de Scevola, (1871-1950), artiste peintre, dessinateur, né à Sète.
- Pierre Soulages (1919-2022), peintre et graveur, a vécu à Sète à partir de 1961, rue François Desnoyer.
- Valentine Schlegel (1925-2021), née à Sète, céramiste, conceptrice de cheminées, pédagogue, directrice artistique de La Pointe courte, film d'Agnès Varda.
- Paul Valéry (1871-1945), écrivain, poète, philosophe, épistémologue, né à Sète.
- Agnès Varda (1928-2019), cinéaste, réfugiée à Sète en 1940-1944, réalisatrice en 1955 du film La Pointe courte, tourné dans le quartier de pêcheurs du même nom.
- Loreto Verrocchia (né en 1957), sculpteur.
- Jean Vilar (1912-1971), homme de théâtre, créateur du festival d'Avignon, né à Sète.
- Jean-Marie Winling (né en 1947), acteur, né à Sète.

#### Musiciens et chanteurs
- Ève Angeli (née en 1980), chanteuse, née à Sète.
- Fanny Biascamano (née en 1979), chanteuse, née à Sète.
- Georges Brassens (1921-1981), né à Sète, poète, chanteur et parolier, évoque la ville dans plusieurs de ses chansons.
- Patrick Chenière dit « Général Alcazar » (1950-2013), musicien.
- Paul Durand (1907-1977), chef d'orchestre et compositeur, né à Sète.
- François Garoute (1860-1910), ténor, né à Sète.
- Manitas de Plata (1921-2014), guitariste, chanteur et musicien, né à Sète.
- Gilbert Py (1933-2021), ténor, né à Sète.
- Jean Rodor (1881-1967), chanteur et parolier (écrivit pour Vincent Scotto plusieurs chansons dont Sous les ponts de Paris), né à Sète.
- Pierre-Jean Vaillard (1918-1988), chansonnier, né à Sète.
- Pierre Vassiliu (1937-2014), auteur-compositeur-interprète français, a vécu plusieurs années à Sète, où il est mort.
- Demi Portion (né en 1983), rappeur, né à Sète.
- Zoufris Maracas

#### Militaires et personnalités politiques
- Ernest Beluel (1885-1942), député de la Haute-Garonne, né à Sète.
- Sébastien Denaja (né en 1979), député de l'Hérault (2012-2017).
- Jean-Claude Martinez (né en 1945), homme politique français, né à Sète.
- André Pons de l'Hérault (1772-1853), révolutionnaire, administrateur des mines de l'île d'Elbe lorsque Napoléon Ier y débarque, né à Sète.
- François Liberti (né en 1947), député (1997-2007), maire de la ville (1996-2001), né à Sète.
- Cerf Lurie (1897-1987), député de la 3e circonscription de l'Hérault (1958-1962), né et mort à Sète.
- Jules Muracciole (1906-1995), résistant français, Compagnon de la Libération, né à Sète.
- Jean Revest (1773-1845), général des armées de la République et de l'Empire, né à Sète.
- Joseph-Barthélemy de Ricard (1787-1867), général, né à Sète.
- Marius Roustan (1870-1942), homme politique, ministre, sénateur, né à Sète.
- Lucien Salette (1879-1937), député de l'Hérault (1930-1937), né et mort à Sète.

#### Personnalités des affaires
- François Barthélemy Arlès-Dufour (1797-1872), humaniste, homme d'affaires, né à Sète.
- Paul Boyé, président directeur général de la société Paul Boyé Technologies jusqu'en 1976.
- Fidji Simo (née en 1985), femme d'affaires franco-américaine, née à Sète.

#### Intellectuels, journalistes
- Miquèla Stenta (née en 1945) professeure, universitaire et autrice occitane elle enseigna au lycée Paul-Valèry[119].
- Antoine Gévaudan, homme politique né le 21 mai 1746 à Sète (Hérault) et décédé le 17 mai 1826 à Paris.
- Mestre Prunac (1787-1865), poète et boulanger occitan.
- Jean Marras (1837-1901), écrivain et conservateur né à Sète.
- Yvon Belaval (1908-1988), philosophe, né à Sète.
- Jean Calais-Auloy (né en 1933), juriste français fondateur du droit de la consommation, né à Sète.
- Jean-Philippe Cazier (né en 1966), écrivain, né à Sète.
- Emmanuel Gambardella (1888-1953), écrivain et journaliste sportif, né à Sète.
- Dominique Lacout (né en 1949), philosophe et écrivain, vit à Sète.
- Robert Lafont, écrivain occitan, linguiste et médiéviste enseigna au lycée Paul-Valéry.
- Joan Larzac (né en 1938), ou Jean Rouquette de son vrai nom, prêtre et écrivain occitan, né à Sète, frère d'Yves Rouquette.
- Michel Miaille (né en 1941), professeur émérite de droit et de sciences politique à l'université de Montpellier, écrivain, né à Sète.
- Annie Mollard-Desfour, sémiologue, auteur du Dictionnaire des mots et expressions de couleur[120].
- Roger Thérond (1924-2001), journaliste, collectionneur de photographies, ancien directeur de la rédaction de Paris Match, né à Sète.

#### Scientifiques
- Charles Claoué (1897-1957), chirurgien, né à Sète.
- Émile-Auguste Doumet (1796-1869), militaire et homme politique français, naturaliste, ancien maire.
- Étienne-Louis Arthur Fallot (1850-1911), médecin et anatomo-pathologiste, né à Sète.
- Jean-Félix Adolphe Gambart (1800-1836), astronome, né à Sète.
- Barthélemy de Lesseps (1766-1834), diplomate français, membre de l'expédition de La Pérouse, né à Sète.

#### Autres célébrités
- Lucien Benoit (1829-1908), fondateur du Lazaret de Sète, mort à Sète.
- Yvette Labrousse (1906-2000), bégum des ismaéliens et Miss France 1930, née à Sète.

#### Sportifs
- Laurent Henric (1905-1992), international français de football.
- André Lubrano (né en 1946), international de rugby, double vainqueur de la Saint-Louis, né à Sète.
- Thierry Peponnet, navigateur, double médaillé olympique aux Jeux olympiques d'été de 1984 à Los Angeles puis aux Jeux olympiques d'été de 1988 à Séoul.
- Laurent Vidal, triathlète, triple champion de France, sélectionné aux Jeux olympiques de Pékin (2008) et de Londres (2012) où il se classe 5e, né à Sète.
- Andy Delort, footballeur international algérien jouant au FC Nantes, né à Sète.
- René Dedieu (1898-1985), international français de football, né à Sète.
- Georges Bayrou (1883-1953), international français de football, né à Sète.
- René Llense (1913-2014), international de football français, joueur du FC Sète, mort à Sète.
- Joseph Ujlaki (1929-2006), international de football français, joueur du FC Sète, mort à Sète.
- Philippe Vatuone (né en 1962), gymnaste, médaillé olympique.
- Claude Rioust (né en 1967), footballeur finaliste de la Coupe de France 2000 avec le Calais Racing Union football club.
- Joyce Cousseins-Smith (née en 1988 à Sète), joueuse de basket-ball.

### Sète et le cinéma
Films tournés entièrement ou partiellement à Sète :
- 1937 : Pépé le Moko de Julien Duvivier
- 1955 : La Pointe Courte d'Agnès Varda
- 1957 : Le Feu aux poudres d'Henri Decoin
- 1959 : Babette s'en va-t-en guerre de Christian-Jaque
- 1963 : La Soupe aux poulets de Philippe Agostini
- 1972 : César et Rosalie de Claude Sautet
- 1976 : Touche pas à mon copain de Bernard Bouthier
- 1988 : Une touche de bleu de Claude Timon Gaignaire
- 1989 : L'Union sacrée de Alexandre Arcady
- 1990 : Le Petit Criminel de Jacques Doillon
- 1990 : Gaspard et Robinson de Tony Gatlif
- 1991 : Mima de Philomène Esposito
- 2007 : La Graine et le Mulet d'Abdellatif Kechiche
- 2008 : Les Plages d'Agnès d'Agnès Varda
- 2009 : Le Bruit des glaçons de Bertrand Blier
- 2010 : Face à la mer, court métrage d'Olivier Loustau
- 2010 : De vrais mensonges de Pierre Salvadori
- 2010 : Coup d'éclat de José Alcala
- 2014 : Le Dernier Trait, court métrage de Gérard Corporon
- 2016 : Tour de France de Rachid Djaïdani
- 2018 :  Mektoub, my love d'Abdellatif Kechiche (tourné en 2016)
- 2020 :  Balle perdue de Guillaume Pierret diffusé sur Netflix

#### Télévision
- 1974 : À vous de jouer Milord, Feuilleton de 6 épisodes de 60 minutes de Christian-Jaque, d'après une idée de Jacques Rigault, avec Henri Piegay et Patrick Préjean (diffusion sur la première chaîne en novembre et décembre 1974), en partie tourné à Sète.
- 1999 : La Courte Échelle avec Serge Lama et Alexandre Brasseur, de Thierry Poirier, d'après une nouvelle de Gédéon Picot (diffusion sur France 3[121]), tourné à la Pointe-courte, au Phare du Mont-Saint-Clair et au phare Saint-Louis.
- Depuis 2012, la série policière Candice Renoir, diffusée sur France 2, est tournée en grande partie à Sète.
- Depuis 2017, la nouvelle saga de l'été de TF1 diffusée du lundi au vendredi à 19 h 20 depuis le 17 juillet 2017, Demain nous appartient, avec notamment Ingrid Chauvin, Lorie Pester, Alexandre Brasseur, Charlotte Valandrey, Anne Caillon et Samy Gharbi, est tournée à 50 % dans Sète même et à 50 % dans un décor sétois recréé dans une usine désaffectée.
- depuis 2020, la nouvelle série ASKIP, le collège se la raconte diffusée à partir du dimanche 3 mai 2020 sur France 4 à 11 h 30 (de Benoît Masocco). Elle est tournée à Sète.

### Spécialités gastronomiques

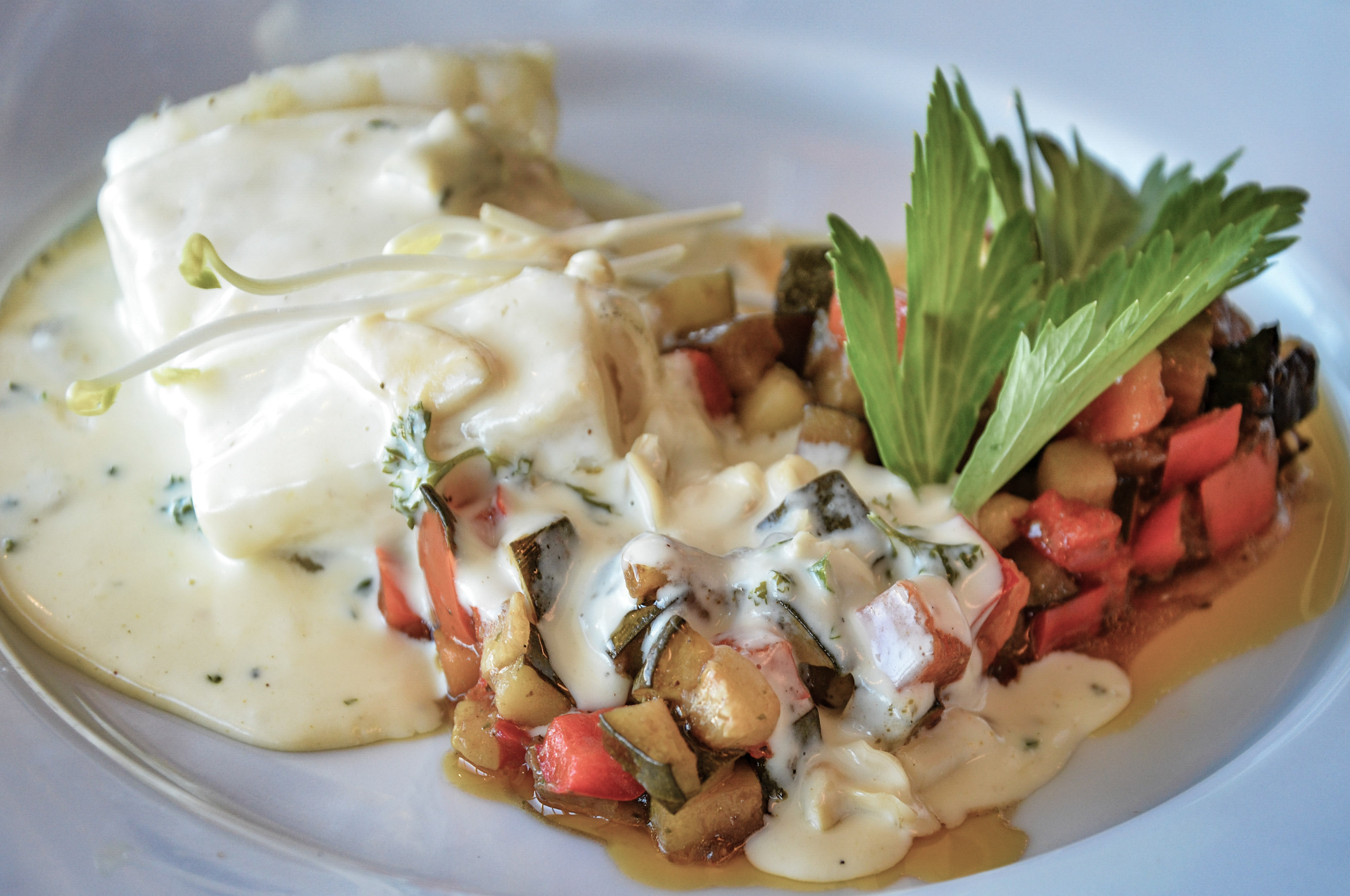
Tielle à la sétoise
- Macaronade
- Brageoles
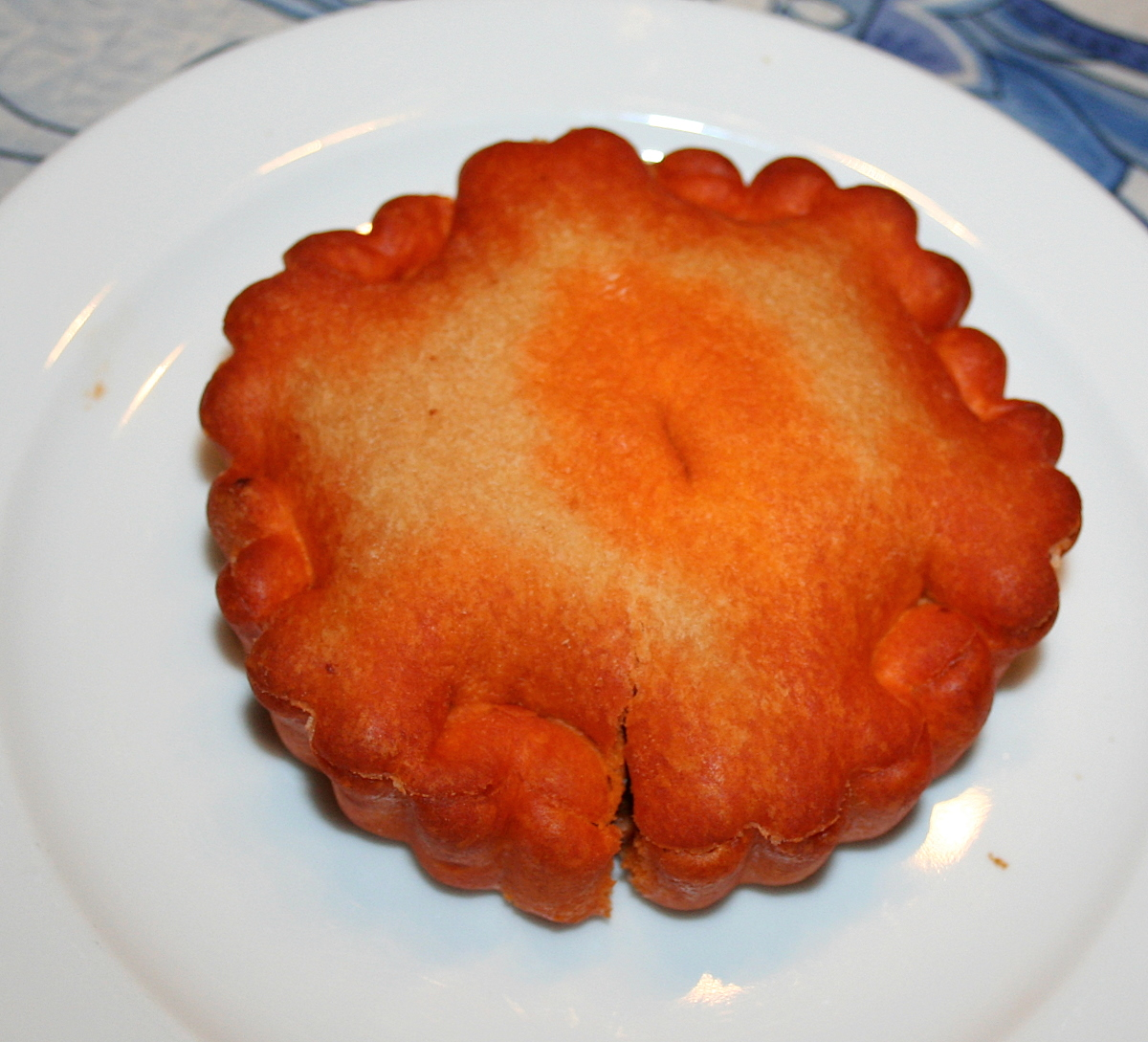
Moules farcies à la sétoise
- Bourride à la sétoise
- Frescati
- Encornets farcis à la sétoise
- Rouille de seiche à la sétoise
- Soupe de poissons à la sétoise
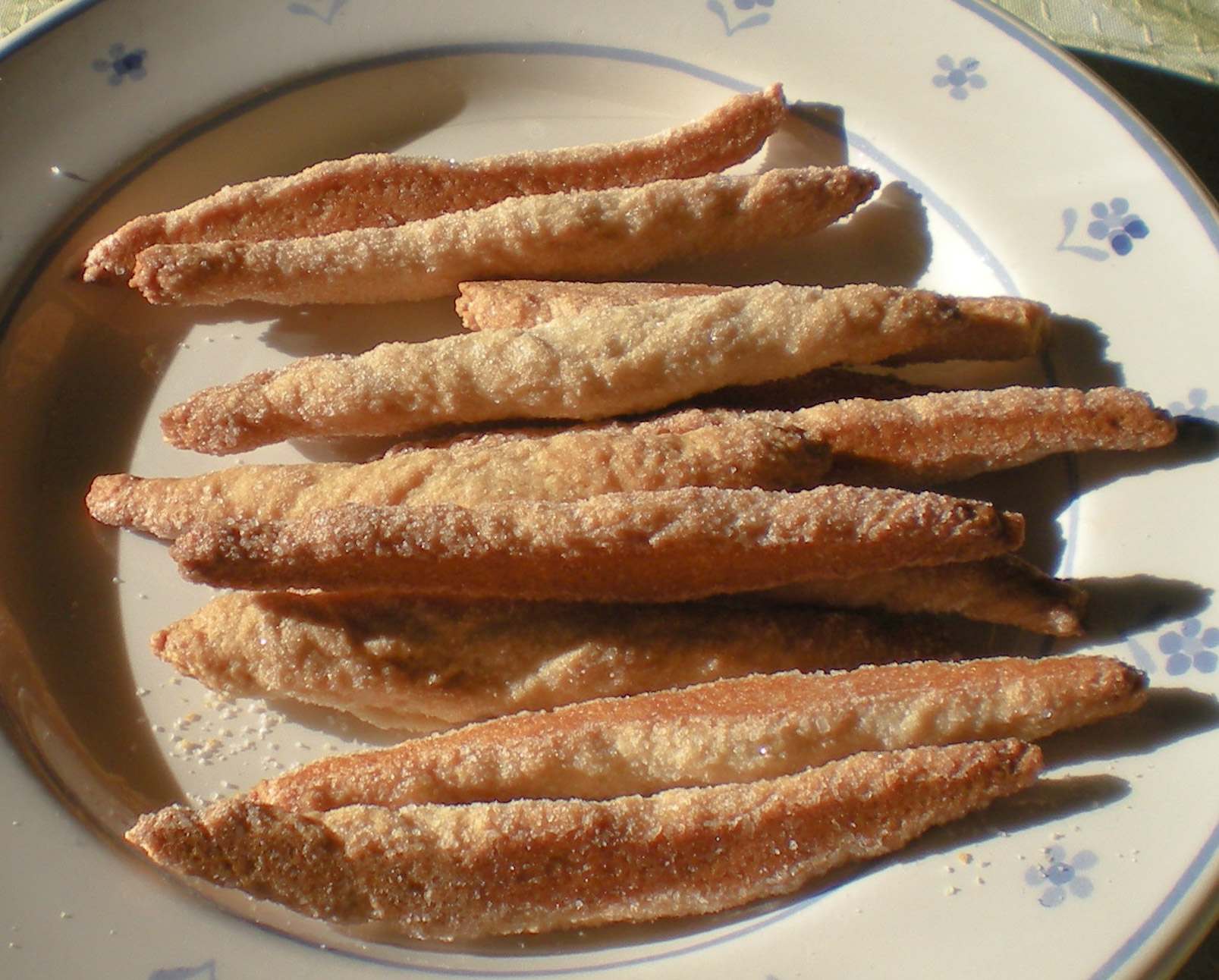
Zézette de Sète (biscuit sablé)

- Bourride à la sétoise
- Tielle à la sétoise
- Zézettes de Sète

### Joutes de Sète

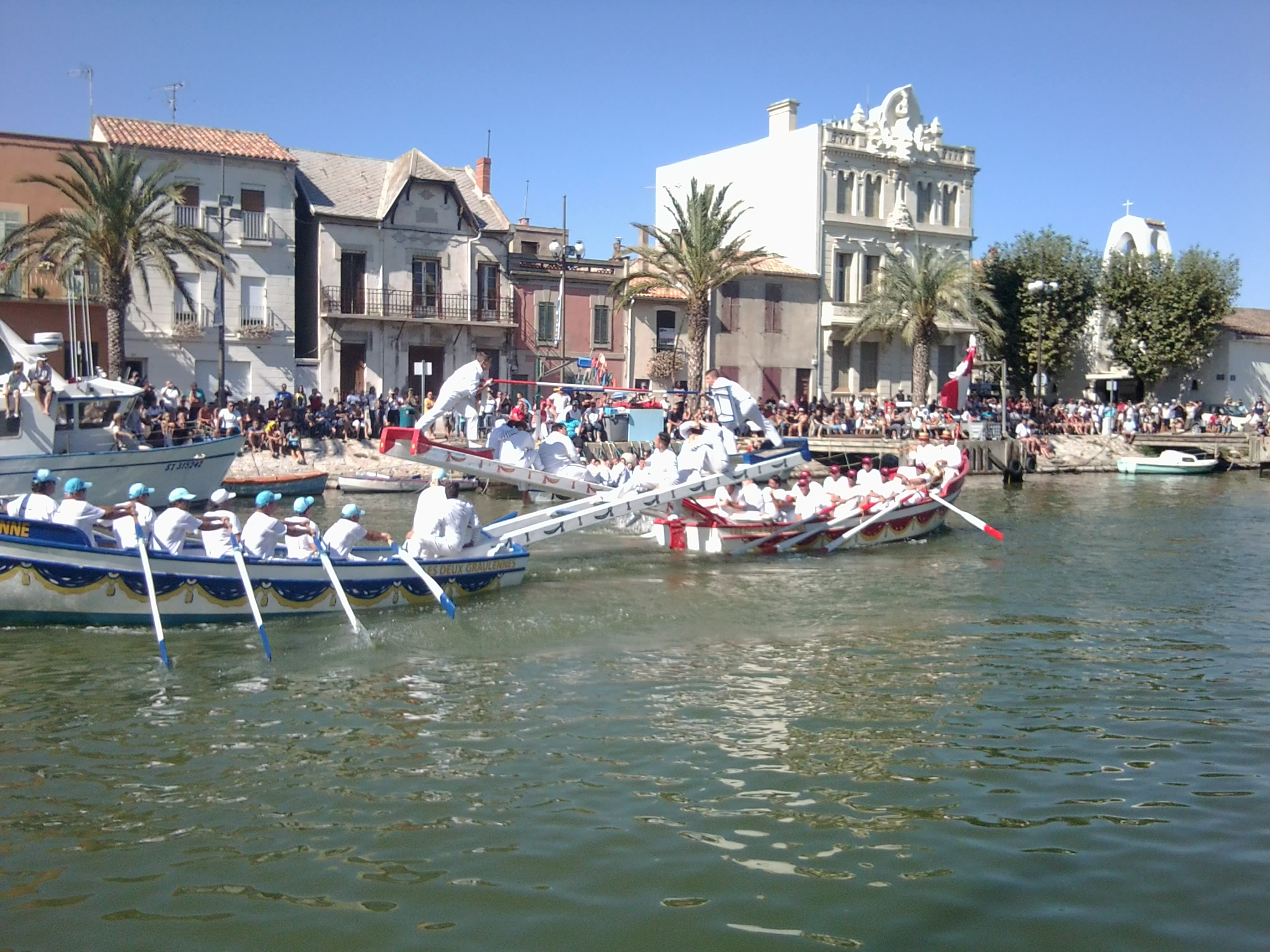
Joute nautique.

Les joutes nautiques sont nées avec la création du port, le 29 juillet 1666. Il s'agit d'une vieille tradition maritime qui a ses codes, son vocabulaire propre, ses rituels, sa musique.
Les joutes ont lieu chaque année à la fin août, à l'occasion des fêtes de la Saint Louis. Elles embrasent la ville et Sète vibre avec les chevaliers du canal au son des tambours et des hautbois. Forte de plus de 350 ans d’existence, cette fête traditionnelle à la gloire de Louis XIV, fondateur de la ville, et des joutes nautiques languedociennes, rassemble des dizaines de milliers d’aficionados autour du cadre royal. Fidèles au même protocole depuis des siècles – valse des barques, défilés, habits traditionnels – toutes les générations s’affrontent dans le cadre royal, jusqu’au point d’orgue du lundi : le tournoi des poids lourds où est couronné le suprême vainqueur de la Saint-Louis.

### Héraldique
| Blason de Sète | Blason  | D'azur semé de fleurs de lys d'or à la baleine renversée de sable allumée d'argent, lançant un jet d'obus aussi d'or chargé de trois grenades aussi de sable enflammées de gueules. |
| Blason de Sète | Détails | Le statut officiel du blason reste à déterminer. |

## Pour approfondir